# I wojna światowa
I wojna światowa (przed II wojną światową nazywana Wielką Wojną) – wojna światowa, trwająca od 28 lipca 1914 do 11 listopada 1918, w której ścierały się dwa sojusze:
- ententa, tzw. Trójporozumienie – Wielka Brytania, Francja, Rosja, Serbia, Japonia, Włochy (od 1915) i USA (od 1917);
- państwa centralne, in. Trójprzymierze – Austro-Węgry i Niemcy wspierane przez Imperium Osmańskie oraz Bułgarię.

Wybuch I wojny światowej wyznaczył symboliczny koniec wieku XIX oraz koniec hegemonii europejskiej na świecie. Był to największy konflikt zbrojny w Europie od czasu wojen napoleońskich. I wojna światowa była zderzeniem XX-wiecznej techniki z XIX-wieczną strategią i taktyką. Wojna zakończyła się klęską państw centralnych, likwidacją mocarstw Świętego Przymierza oraz powstaniem w Europie Środkowej i Południowej licznych państw narodowych. Była też jedną z głównych przyczyn rewolucji lutowej (1917) i rewolucji październikowej (1917) w Rosji. W jej wyniku zginęło ponad 14 milionów ludzi. Jednym ze skutków wojny było odrodzenie lub powstanie nowych państw w Europie oraz na Bliskim Wschodzie, takich jak Polska, Węgry, Austria, Republika Weimarska czy Turcja. Od jej zakończenia coraz większą rolę w stosunkach międzynarodowych zaczęły odgrywać Stany Zjednoczone i utworzony w 1922 roku w wyniku przekształcenia Rosji, Związek Radziecki. 
Mimo ogromu strat i wstrząsu wywołanego nimi, wojna ta nie rozwiązała większości konfliktów, co 21 lat później doprowadziło do wybuchu II wojny światowej.

## Przyczyny wojny

### Nacjonalizm, imperializm

Karykatura na sytuację polityczną w Europie z 1899 r. Mikołaj II rozpycha się butami. Cesarz II Rzeszy próbuje go zatrzymać.

Kongres wiedeński (1814–1815), który ukształtował ład terytorialny Europy, całkowicie pomijał dążenia narodów do wolności i samostanowienia, zajmując się tylko kwestią zabezpieczenia na jak najdłuższy czas kontrolowanej przez zwycięskie mocarstwa stabilizacji na kontynencie. Przez długi czas postanowienia kongresowe funkcjonowały dzięki istnieniu tzw. „Świętego Przymierza”, opierającego się na sojuszu trzech potęg europejskich – Austrii, Prus i Rosji. Wspólnym interesem tych państw było izolowanie Francji oraz powstrzymywanie wypływających z niej prądów nacjonalistycznych i rewolucyjnych, które mogłyby wpływać destrukcyjnie na konserwatywne, wielonarodowe imperia. Jednak między poszczególnymi mocarstwami europejskimi coraz częściej dochodziło do nieporozumień. O tym, że wieczysty pokój między czterema mocarstwami jest fikcją, przekonano się w czasie wojny krymskiej (1853–1856). Zjednoczenie Włoch w 1861 i zjednoczenie Niemiec w 1871, będące wynikiem dążeń nacjonalistycznych, poważnie naruszyło wcześniejszą równowagę sił. W wyniku wojny francusko-pruskiej (1870–1871) Francja straciła Alzację i Lotaryngię na rzecz Niemiec, co zrodziło w narodzie francuskim chęć odwetu na sąsiedzie i zmazania hańby klęski (ruch ten nazwano rewanżyzmem). W 1873 roku udało się jeszcze kanclerzowi Otto von Bismarckowi doprowadzić do zawarcia sojuszu trzech cesarzy (Austrii, Niemiec i Rosji), który podtrzymał wspólne dążenie do przeciwdziałania ruchom rewolucyjnym.
Także w Austro-Węgrzech i na Bałkanach dochodziło do licznych spięć na tle etnicznym. Niepokoje te były podsycane szczególnie w południowej części cesarstwa, gdzie mieszkały liczne narody słowiańskie, podatne na doktrynę panslawizmu szerzoną przez Serbię i Rosję. Wskutek osłabienia Imperium Osmańskiego, na Bałkanach wytworzyła się polityczna próżnia, którą usiłowały wypełnić Austro-Węgry i Rosja. Analogicznym zjawiskiem do panslawizmu był pangermanizm, którego zwolennicy funkcjonowali w elitach rządowych Niemiec i Austro-Węgier, co prowadziło nieuchronnie do zaognienia konfliktu.

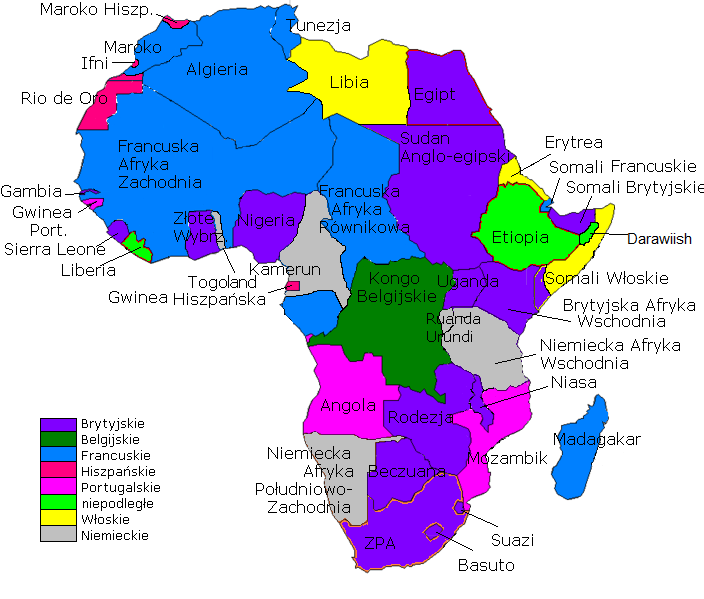
Mapa podziału politycznego Afryki w chwili wybuchu I wojny światowej

Jednym z czynników, który wpłynął na zwiększenie się współzawodnictwa pomiędzy państwami europejskimi, był imperializm. Wielka Brytania, Niemcy i Francja potrzebowały zamorskich rynków zbytu dla swoich towarów, których produkowano coraz więcej w wyniku postępów rewolucji przemysłowej. Kraje te dokonywały ekspansji gospodarczej w Afryce, Azji i Oceanii. Francja i Wielka Brytania zdołały pokojowo rozwiązać wszelkie kwestie sporne dotyczące kolonii. Jednak obydwa te państwa nie potrafiły sobie poradzić z postawą roszczeniową II Rzeszy, która prowadziła agresywną politykę w tym zakresie (m.in. w północnej Afryce), co prowadziło do licznych napięć. Na Bliskim Wschodzie rozpadające się Imperium Osmańskie kusiło sąsiednie Austro-Węgry oraz Rosję, które przygotowywały się do podziału ziem słabnącego sąsiada. Rosja chciała uzyskać dostęp do Morza Śródziemnego i jego szlaków handlowych (otwarcie korytarza przez Dardanele i Bosfor, kontrolowane przez Turcję) oraz pełnej władzy nad Morzem Czarnym.
Na przełomie XIX i XX wieku, Serbia była uzależniona gospodarczo od Austro-Węgier. W 1903 tron królewski Serbii objął Piotr I Karadziordziewić, który propagował koncepcję Wielkiej Serbii. W jego wizji wszyscy południowi Słowianie powinni żyć w jednym państwie. Tę koncepcję rozległego państwa bardzo chętnie poparły serbski rząd, armia i społeczeństwo. Piotr I oficjalnie deklarował zamiar połączenia z serbską ojczyzną Bośni i Hercegowiny, zamieszkanej przez wielu Serbów, a będącej pod kontrolą Austro-Węgier. Serbii, odnajdującej się w opozycji do Austro-Węgier, chętnie pomocy udzielała Rosja i oba kraje nawiązały ścisłe stosunki. Zacieśnianiu stosunków sprzyjały dodatkowo wspólna religia (prawosławie) i wspólne korzenie słowiańskie. Rosja była żywotnie zainteresowana uzyskaniem jak największych wpływów na Bałkanach, dlatego była przychylna zamętowi, jaki Serbia mogła tam wywoływać. Austro-Węgry również usiłowały utrzymać swe wpływy na Bałkanach, dlatego działania Serbii wpływały na ich osłabienie i ciągłe zwiększanie napięcia w tym rejonie. Rosjanie dodatkowo wspierali potajemnie ruchy rewolucyjne w Austro-Węgrzech. Monarchia Austro-Węgierska była zagrożona od zewnątrz i od wewnątrz. Austro-Węgry zlekceważyły jednak wieloletnie doświadczenie wojenne niewielkiej Serbii.
W krajach takich jak Austro-Węgry czy Niemcy dochodziła do tego jeszcze walka pomiędzy kulturą germańską a słowiańską (zob. Kulturkampf).
Dla ówczesnych imperiów europejskich kwestia rozwoju i uzyskania przewagi wojskowej nad sąsiadami była sprawą kluczową. Stagnacja w rozumieniu twórców polityki imperialnej oznaczać miała jedynie upadek i katastrofę. Taka filozofia była katalizatorem tworzenia się postaw roszczeniowych w stosunkach między państwami, oraz dążenia do jak największych cesji terytorialnych.

### Sytuacje wewnętrzne państw i załamanie się systemu sojuszy

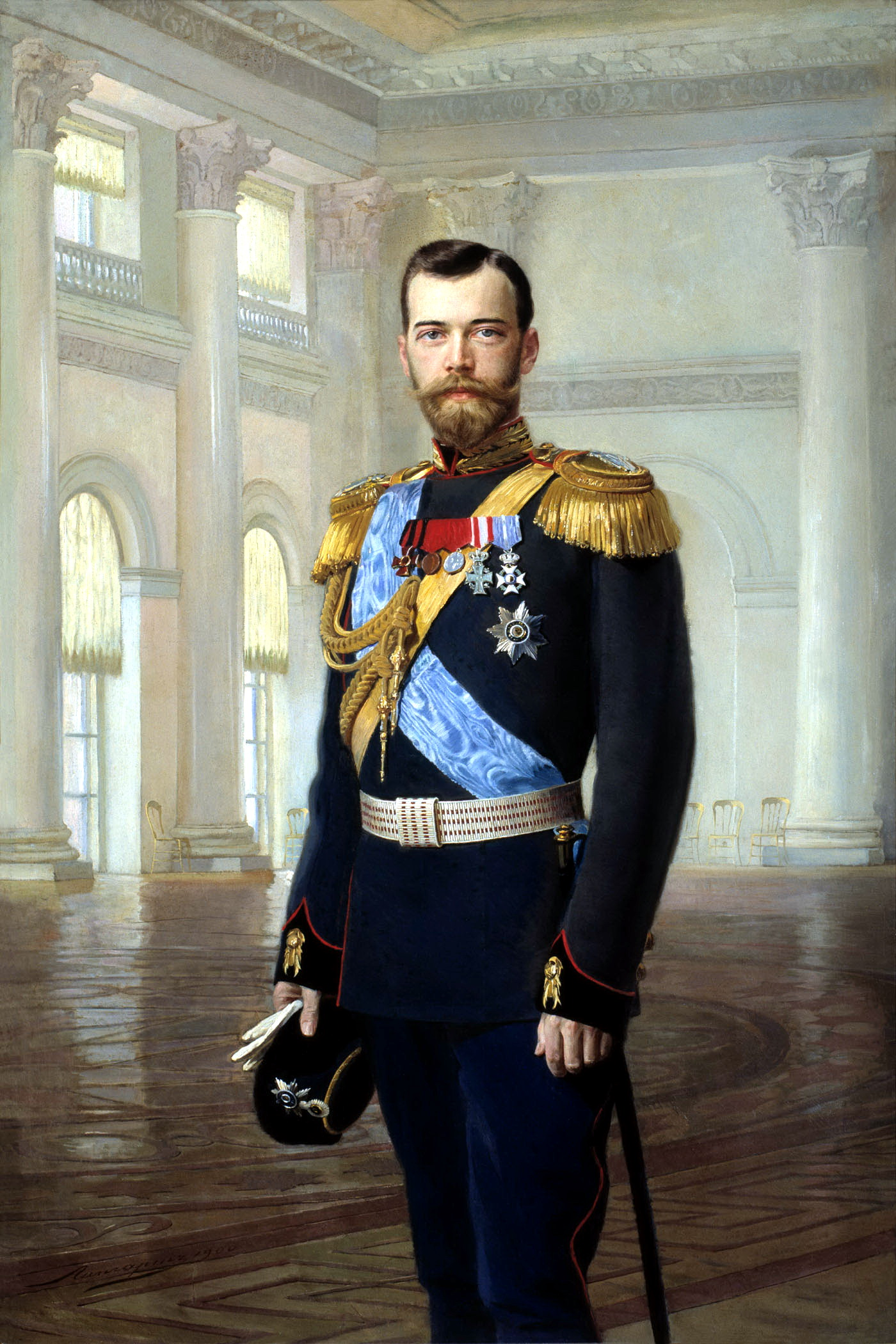
Mikołaj II – car Rosji

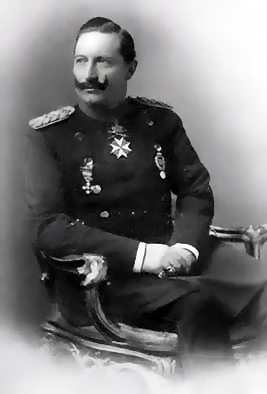
Cesarz niemiecki – Wilhelm II

Pod koniec XIX wieku państwo niemieckie rozwijało się bardzo dynamicznie, kraj ulegał gwałtownemu uprzemysłowieniu. W szybkim tempie powstawały wielkie niemieckie przedsiębiorstwa, jednak Niemcy z trudem znajdowali nowe rynki zbytu oraz coraz trudniejszy stawał się import surowców. Dotychczas większość towarów Niemcy przewozili na statkach brytyjskich, w końcu zaczęli budować własną marynarkę handlową. Brytyjczycy dostrzegli zagrożenie gospodarcze, któremu nie potrafili się przeciwstawić. Koniecznością Niemiec stało się zapewnienie stałych dostaw niezbędnych surowców, bez ciągłej zależności od woli Wielkiej Brytanii, a więc posiadanie własnych kolonii. Przywódcy Niemiec uznali, że ich kraj nie może się dalej rozwijać gospodarczo jedynie z wykorzystaniem metod pokojowych.
W niemieckich wyborach do parlamentu w 1912 stosunkowo dużą liczbę głosów uzyskała lewicowa Socjaldemokratyczna Partia Niemiec (SPD). Ówczesny rząd niemiecki był zdominowany przez pruskich junkrów, którzy obawiali się wzrastających sympatii wyborców dla lewicy. Dlatego, jak twierdzą niektórzy historycy, prawica niemiecka szukała konfliktu zewnętrznego, który odwróciłby uwagę społeczeństwa od spraw politycznych, a wzbudził patriotyczne wsparcie dla rządu. Według innych jednak, niektórzy konserwatyści pruscy obawiali się wojny (nawet zwycięskiej), bo mogłaby ona wzbudzić w narodzie nastroje rewolucyjne, szczególnie gdyby wojna była długa i wyniszczająca.
I wojna światowa była po części spowodowana istnieniem dwóch wrogich sojuszy – trójporozumienia (Wielka Brytania, Francja, Rosja) oraz trójprzymierza (Niemcy, Austro-Węgry oraz Włochy), które rozwinęły się za sprawą kanclerza Rzeszy – Bismarcka po wojnie francusko-pruskiej. Bismarck, dążąc do odizolowania Francji, doprowadził do zawarcia przymierza w 1878 pomiędzy Niemcami i Austro-Węgrami, przeciw Rosji (w wypadku wojny między Niemcami a Francją Austro-Węgry miały zachować neutralność). Kiedy Francja zajęła Tunezję, „żelazny kanclerz” wykorzystał niezadowolenie Włochów (którzy sami zamierzali zająć Tunezję) i doprowadził do wciągnięcia Italii do sojuszu przeciwko Francji w 1882. W zamian za to, że Włochy miały pozostać neutralne, jeżeliby doszło do ataku Rosji na Austro-Węgry, Niemcy i Austro-Węgry zgodziły się pomóc Włochom, gdyby te zostały zaatakowane przez Francję. Wzajemna nieufność pomiędzy Austrią a Rosją pogłębiała się wraz z kolejnymi konfliktami na Bałkanach. Na razie nie doszło do wojny, bo Bismarckowi udało się doprowadzić do zawarcia pomiędzy Rosją i Niemcami: tzw. traktatu reasekuracyjnego, który stanowił, że obydwa kraje pozostaną neutralne w stosunku do siebie, jeżeli którekolwiek z nich będzie w stanie wojny.
Po zdymisjonowaniu Bismarcka (20 marca 1890) przez nowego cesarza Niemiec Wilhelma II doszło do zasadniczej zmiany polityki zagranicznej Rzeszy. Ówcześni członkowie rządu byli nieprzychylnie nastawieni do Słowian, a do Rosji w szczególności, co sprawiło, że traktat reasekuracyjny z tym krajem nie miał już racji bytu i nie został przedłużony. Francja wykorzystała nadarzającą się okazję i zdobyła nowego sojusznika w osobie cara Mikołaja II, zawierając z nim ostatecznie sojusz obronny w 1892 roku (sojusz francusko-rosyjski). Wilhelm II poczuł się nagle osaczony z dwóch stron. Wielka Brytania nabierała coraz większych podejrzeń co do intencji polityków niemieckich, co było spowodowane m.in. ogromną rozbudową floty niemieckiej, która mogła zagrozić panowaniu na morzach Royal Navy. Cesarz niemiecki postanowił rzucić Brytyjczykom wyzwanie swoją Hochseeflotte. Sytuacji nie poprawiło także popieranie południowoafrykańskich powstańców burskich przez Niemcy. Zmieniało się także postrzeganie caratu przez Niemców. Dla niemieckich socjaldemokratów był on ucieleśnieniem despotyzmu, był po prostu imperium zła.
W wyniku tego Francja i Wielka Brytania postanowiły przezwyciężyć wzajemne animozje i zawarły ze sobą układ o nazwie Entente cordiale (fr. serdeczne porozumienie) w roku 1904. Do porozumienia tego dołączyła wkrótce Rosja w 1907. Wielką Brytanię łączył także układ sojuszniczy z Japonią. Na dodatek Wilhelm II jeszcze bardziej rozsierdził Rosję, popierając roszczenia austriackie na Bałkanach. Tak więc Europa na początku XX wieku została podzielona na dwa wrogie sobie obozy: ententę i trójprzymierze. Na początku XX wieku Niemcy zdawali sobie sprawę, że w ciągu kilku lat przewaga ententy stanie się zbyt wielka i wojna skończy się klęską Niemiec. W konsekwencji niemieccy dowódcy zaczęli nalegać na przeprowadzenie ataku wyprzedzającego, póki Niemcy mieli szansę wygrania – uważanej przez nich za nieuniknioną – wojny.
Wielka Brytania opierała bezpieczeństwo na równowadze sił, tzn. podzielonej Europie z mocarstwem brytyjskim popierającym słabszą koalicję. Brytyjczycy przez czterysta lat przeciwstawiali najpotężniejszemu aktualnie mocarstwu w Europie blok innych państw, które wspólnie mogły go pokonać. Zgodnie z tą zasadą, w ówczesnej sytuacji Niemcy – pierwsza potęga europejska – nie mogły stać się sojusznikiem brytyjskim. Dodatkowo brytyjscy zwolennicy działań wojennych oczekiwali, że wojna europejska powiększy imperium i jego prestiż. Gdy Niemcy byłyby zajęte jednoczesnymi walkami z Francją i Rosją, Brytyjczycy zatopiliby niemiecką Hochseeflotte, zajęli niemieckie kolonie i wypchnęli niemiecki handel z otwartych mórz. Brytyjczycy byli przekonani, że zagrożeniem ich życiowych interesów jest kontrola wybrzeża kanału La Manche naprzeciw Dover przez wrogie mocarstwo. Gdy z gruzów imperium Napoleona powstała Belgia, Wielka Brytania udzieliła jej gwarancji neutralności, a europejskie mocarstwa uszanowały to jako jeden z kluczowych interesów brytyjskich. Tym samym w interesie Brytyjczyków było niedopuszczenie do tego, by Niemcy pobili Francję, pozbawiając ją statusu mocarstwa oraz zajęli wybrzeże kanału La Manche. W wojnie niemiecko-francuskiej Brytyjczycy nie chcieli pozostać neutralni, na co liczyli Niemcy.

### Plan Schlieffena i wyścig zbrojeń

Plany ataków: niemiecki (Plan Schlieffena) i francuski (Plan XVII)

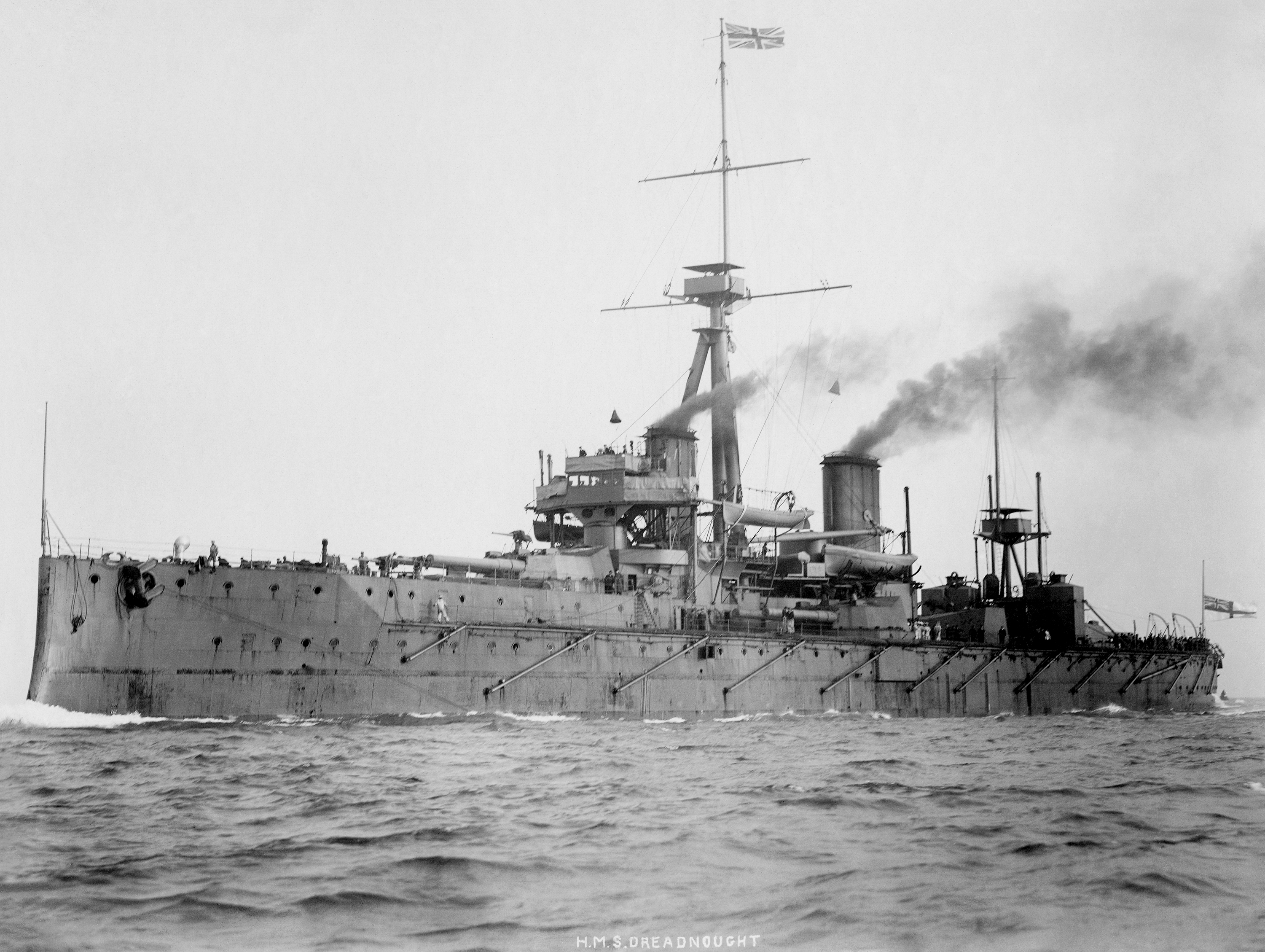
HMS Dreadnought – pancernik brytyjski

Nie bez znaczenia dla wybuchu konfliktu były także poglądy dowódców armii europejskich. Teoretycy wojskowi uważali, że aby wygrać konflikt, należy uderzyć jako pierwszy i w ten sposób uzyskać przewagę nad przeciwnikiem. Podstawowym środkiem prowadzącym do wygranej miała być jak najszybciej przeprowadzona mobilizacja i uniknięcie zaskoczenia oraz znalezienia się w defensywie. Niektórzy analitycy twierdzą, że zarządzenia mobilizacyjne były ukształtowane w tak ścisły sposób, że po ich wprowadzeniu w życie nie można już było ich odwołać bez popadania w dezorganizację kraju. Rozpoczęcie mobilizacji powodowało także usztywnienie polityki zagranicznej i wszelkie inicjatywy pokojowe kończyły się zazwyczaj niepowodzeniami.
Niemieckie dowództwo przewidywało, że w razie wybuchu powszechnej wojny europejskiej Niemcy najpierw uderzą na Francję i doprowadzą do jej szybkiego pokonania, aby w ten sposób nie dać czasu Rosji na zmobilizowanie swych ogromnych rezerw ludzkich. Po wyeliminowaniu jednego przeciwnika wszystkie siły niemieckie miały być następnie przerzucone na wschód. Mimo że plan wojny błyskawicznej (blitzkrieg) został opracowany przez hrabiego Alfreda von Schlieffena jeszcze przed 1905, dowództwo niemieckie pokładało w nim wielkie nadzieje w szczególności od czasu wojny rosyjsko-japońskiej (1904–1905), która obnażyła wszystkie słabości carskiej Rosji.
W przygotowaniach do wojny (wyścigu zbrojeń) przodowały cesarskie Niemcy. Większość ówczesnych państw skopiowała rozwiązania zastosowane z takim powodzeniem w armii pruskiej podczas wojny z Francją w 1870. Wprowadzono powszechny obowiązek wojskowy, opracowano system rezerw materiałowych oraz szczegółowe plany działań wojennych na wypadek konfliktu. Rozwój technologiczny i organizacyjny doprowadził do utworzenia sztabów generalnych z precyzyjnymi harmonogramami mobilizacji i działań ofensywnych. Niemcy nie zbudowali żadnego obronnego wału zachodniego, ponieważ ich strategia zakładała od pierwszego dnia wojny przystąpienie do ataku. Naczelne dowództwo pruskie uważało, że Francję uda się rozbić tak samo łatwo i szybko, jak w czasie poprzedniej wojny z nią w 1870. Cesarz Wilhelm II chciał wykazać się spektakularnymi zdobyczami terytorialnymi, by przewyższyć swoich poprzedników. Zwycięska wojna miała przynieść Niemcom władzę nad Europą.
Armie i marynarki wojenne doszły do ogromnych rozmiarów. Lądowe armie Francji i Niemiec podwoiły swoją liczebność w latach 1870–1913. Wyścig zbrojeń morskich był szczególnie widoczny pomiędzy Wielką Brytanią i Niemcami. W 1889 Anglia wypracowała doktrynę Two Powers Standard, według której aby zapewnić sobie panowanie na morzu, musiała posiadać flotę większą niż dwie największe połączone ze sobą floty innych państw. To sprawiło, że doszło do opracowania nowych modeli okrętów przez Johna Fishera w 1906 – tzw. drednotów. Wojna rosyjsko-japońska ukazała siłę nowoczesnej floty i skłaniała mocarstwa europejskie do budowania coraz mocniej opancerzonych i uzbrojonych w działa o wielkich kalibrach jednostek. Gdy Wielka Brytania zwiększyła produkcję okrętów, Niemcy w odpowiedzi natychmiast uczyniły to samo i też wdrożyły do produkcji drednoty. Mimo tego, że czyniono międzynarodowe wysiłki w celu spowolnienia tego błędnego koła zbrojeń, m.in. podczas konwencji haskich w 1899 i 1907, były one skazane na niepowodzenie (do fiaska tych konferencji przyczyniło się też w dużym stopniu światowe lobby zbrojeniowe, w którym działali tacy potentaci jak: Krupp, Vickers czy Schneider-Creusot).
Na początku 1914 roku przez Niemcy przetoczyła się fala nastrojów antyrosyjskich. Zmieniło się oblicze Europy. W 1914 Europą już nie rządziły dynastie, lecz rywalizujące ze sobą bloki polityczno-militarne. Każdy z nich chciał zwiększenia swego terytorium, zwiększenia znaczenia i zwiększenia potęgi. Wybuch I wojny światowej ukazał, że liczne dynastyczne i rodzinne więzy pomiędzy panującymi domami europejskimi nie miały już żadnego znaczenia. Przystępujące do wojny kraje europejskie były świadome nieuniknionych i dużych strat w ludziach.
Od ponad dwóch wieków Rosja była głównym wrogiem imperium osmańskiego (vide wojny rosyjsko-tureckie). Od wielu lat Niemcy mieli natomiast znaczne wpływy w Turcji. Do 1897 Wielka Brytania udzielała poparcia Turcji przed ekspansją Rosji, jednak zaprzestała po pierwszych rzeziach Ormian. Niemcy zaangażowały się gospodarczo, politycznie i militarnie w modernizację Turcji oraz w zachowanie jej integralności terytorialnej, czym wkroczyły na obszar tradycyjnej ekspansji Rosji. 2 sierpnia 1914 Niemcy i Turcja zawarły tajny sojusz militarny skierowany przeciw Rosji.

### Kryzysy w Afryce i na Bałkanach

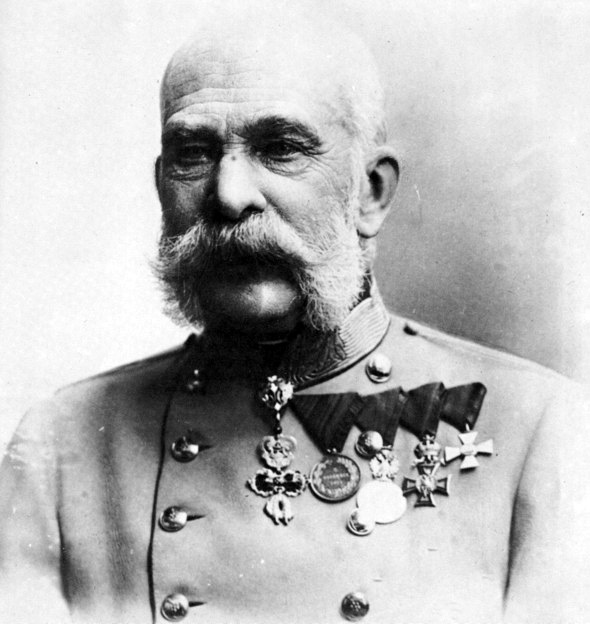
Franciszek Józef I – władca Austro-Węgier

Starcie się potęg europejskich miało ujście w kilku kryzysach w Maroku i na Bałkanach, które mogły doprowadzić do wybuchu wojny. W 1905 Niemcy ogłosiły swoje wsparcie dla wysiłków niepodległościowych Maroka, które Wielka Brytania zgodziła się oddać pod wpływy Francji w 1904. Brytyjczycy w konflikcie francusko-niemieckim stanęli po stronie Francji, a wojny udało się uniknąć tylko dzięki konferencji w Algeciras w 1906, na której Maroko zostało ostatecznie przyznane Francji.
Inny konflikt został spowodowany przez Austro-Węgry, które dokonały w 1908 aneksji byłej prowincji tureckiej – Bośni. Tzw. „Ruch Wielkoserbski” za cel postawił sobie m.in. zdobycie „słowiańskiej” Bośni, wywołując tym samym poczucie zagrożenia w Austrii ze strony Serbii. Rosja, związana z Serbią sojuszem, poparła ją w sporze i ogłosiła mobilizację. To z kolei sprawiło, że Niemcy zagroziły wojną Rosji. Wybuch wojny został jednak odłożony w czasie, bo Rosja na razie postanowiła się wycofać z konfliktu, ale mimo to wzajemne stosunki pomiędzy Rosją i Austro-Węgrami pozostały bardzo napięte.
II kryzys marokański nastąpił w 1911, kiedy to Niemcy wysłały swoją kanonierkę do Agadiru w proteście przeciwko wkroczeniu wojsk francuskich do stolicy kraju, Fezu. Wojska te miały ochraniać europejską ludność Fezu przed zamieszkami niepodległościowymi w Maroku, lecz Niemcy uznali, że Francja w ten sposób naruszyła porozumienie z Algeciras. Anglia znów stanęła po stronie Francji i ostrzegła Niemcy przed podejmowaniem jakichkolwiek nierozważnych kroków. Sprawę załatwiono polubownie: Niemcy otrzymały część francuskiej Afryki Równikowej, a Francja w zamian za to objęła protektorat nad Marokiem.
Oprócz tych wydarzeń doszło także do wybuchu dwóch wojen bałkańskich, w których najpierw Grecja, Serbia i Bułgaria zajęły prawie całe europejskie terytorium Turcji, a następnie do wybuchu konfliktu pomiędzy zwycięzcami o podział zdobytych terytoriów (Grecja, Serbia i Rumunia wystąpiły przeciwko Bułgarii). Dochodziło także do coraz częstszych napięć pomiędzy Austro-Węgrami a Serbią, w szczególności gdy Austro-Węgry wymusiły na Serbii oddanie niektórych zdobyczy uzyskanych w wojnach bałkańskich.

### Plany operacyjne
Wybuch I wojny światowej nie był zaskoczeniem, ponieważ główne kraje w niej uczestniczące prowadziły dokładne planowanie wojskowe. Konflikty w Europie przynajmniej od 1908 r. zapowiadały wybuch wojny, która obejmie kontynent. Zaskoczeniem mógł być tylko sam moment rozpoczęcia wojny.

## Przebieg wojny

### Wybuch konfliktu

#### Zamach w Sarajewie

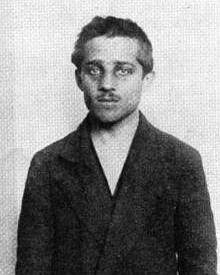
Gavrilo Princip

28 czerwca 1914 arcyksiążę austriacki Franciszek Ferdynand, następca tronu, został zastrzelony w Sarajewie, w Bośni (na terytorium Austro-Węgier). Bośnia była zamieszkana przez wiele osób narodowości serbskiej. Zamachowcem był Gavrilo Princip (ur. 1894, zm. 1918) – serbski nacjonalista należący do organizacji Czarna Ręka (serb. Црна рука/Crna Ruka). Natychmiast po tym zabójstwie Niemcy ogłosiły całkowite poparcie dla dalszych działań Austrii, prowokując ją tym samym do wypowiedzenia wojny Serbii, podczas gdy Francja zapewniła o swoim poparciu Rosję. Austro-Węgry, które miały informacje o tym, że rząd serbski był inspiratorem zamachu, 23 lipca wystosowały wobec Serbii ultimatum, które zawierało warunki praktycznie nie do zaakceptowania, ponieważ prowadziły one do ograniczenia suwerenności tego kraju. Na bezwzględne spełnienie wszystkich warunków otrzymała 48 godzin. Serbia zgodziła się na prawie wszystkie żądania (m.in. zrzeczenie się jakichkolwiek praw do Bośni, uczestnictwo Austro-Węgier w śledztwie ws. zamachu w Sarajewie), ale jeden punkt ultimatum odrzuciła – mianowicie prawa władz austriackich do prowadzenia własnego dochodzenia na terytorium Serbii. Austro-Węgry uznały tę odpowiedź za niewystarczającą. Poselstwo rosyjskie w Belgradzie zaleciło Serbom pójście na ustępstwa.

#### „Zasada domina”

Mapa polityczna Europy w 1914

24 lipca 1914 rząd rosyjski ogłosił wolę obrony Serbii, w razie ataku Austro-Węgier. 26 lipca Austro-Węgry i Niemcy odrzuciły brytyjską propozycję zwołania międzynarodowej konferencji, w sprawie rozwiązania sporu. 28 lipca Austro-Węgry wypowiedziały wojnę Serbii i w tym momencie zaczęła działać „zasada domina”, wywołana skomplikowanym systemem sojuszy międzynarodowych. 29 lipca Rosja zarządziła częściową mobilizację, ale tylko przeciwko Austro-Węgrom i jako krok poparcia dla Serbii. Następnego dnia (30 lipca) Rosja ogłosiła jednak powszechną mobilizację. Niemcy 31 lipca zagroziły wypowiedzeniem wojny w wypadku, gdyby Rosja nie odwołała mobilizacji. W odpowiedzi na to 1 sierpnia także Francja ogłosiła mobilizację. 1 sierpnia II Rzesza ogłosiła wojnę z Rosją, a dwa dni później (3 sierpnia) z Francją. 2 sierpnia Niemcy wkroczyli do Luksemburga i zażądali od Belgii przepuszczenia swoich wojsk przez jej terytorium, skąd chcieli dostać się do niebronionej od północy Francji. Niemiecka inwazja na Belgię w nocy 3 sierpnia – wobec braku jej zgody na przemarsz, z pogwałceniem jej neutralności, zmusiła Wielką Brytanię do postawienia tego samego dnia Niemcom ultimatum, a następnego dnia (4 sierpnia) zadeklarowania stanu wojny z Niemcami. Decyzja Wielkiej Brytanii była dużym zaskoczeniem dla Niemców, którzy liczyli na zachowanie przez Brytyjczyków neutralności. Również 4 sierpnia Niemcy wypowiedzieli wojnę Belgii. Do konfliktu przystąpiły także dominia Wielkiej Brytanii oraz 23 sierpnia Japonia, która miała z nią umowę sojuszniczą. Austro-Węgry wypowiedziały wojnę Rosji 6 sierpnia. Turcja zamknęła Dardanele. 10 sierpnia Francja, a 12 sierpnia Wielka Brytania wypowiedziały wojnę Austro-Węgrom.
Od początku wojny Niemcy kontrolowali armię turecką i mieli zasadniczy wpływ na turecką gospodarkę. Faktyczne dowództwo nad marynarką i artylerią przejęli niemieccy doradcy. 2 listopada 1914 Rosja wypowiedziała wojnę Turcji, a kilka dni później uczyniły to sojusznicze Francja i Wielka Brytania. Armia turecka miała okazać się skuteczna w walce z aliantami dzięki niemieckim konsultantom i niemieckiemu sprzętowi wojennemu.

### Pierwsze starcia

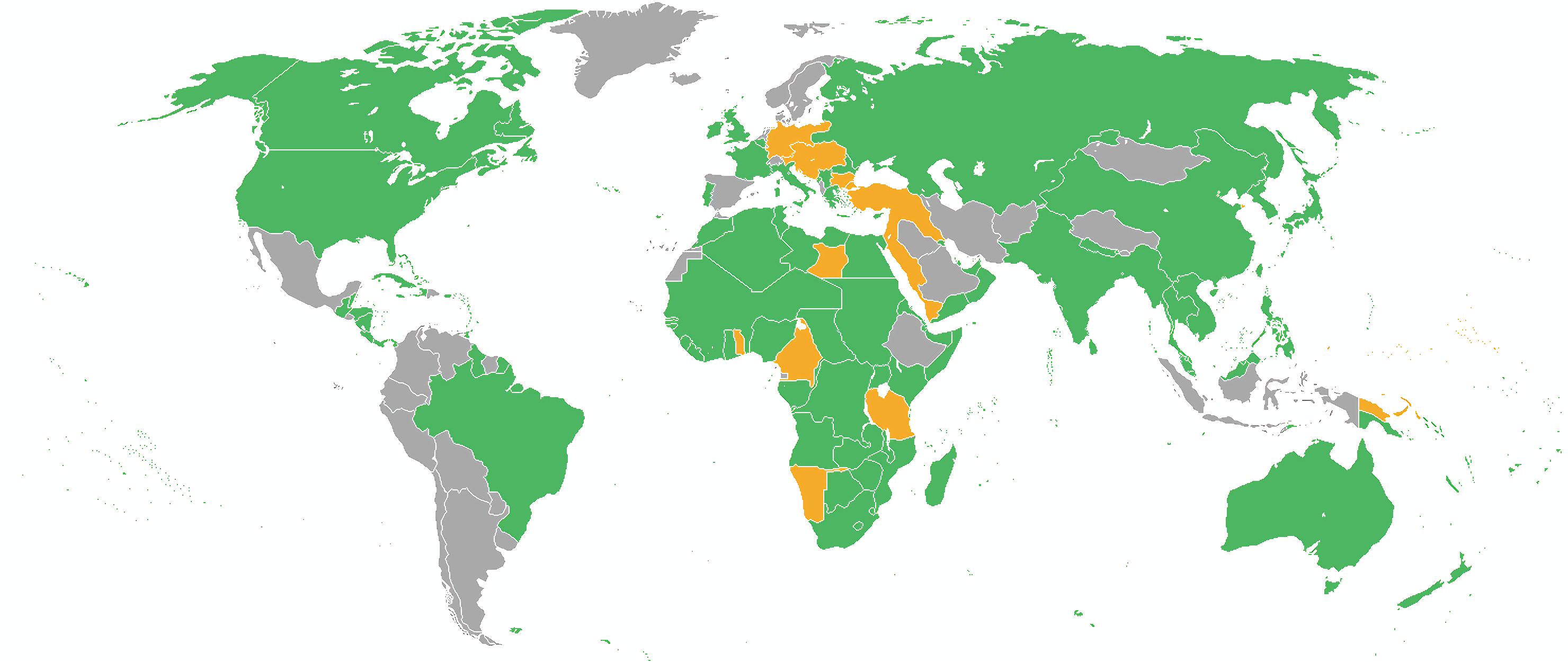
Uczestnicy I wojny światowej: kolor zielony – ententa i jej sojusznicy, pomarańczowy – trójprzymierze, szary – kraje neutralne

Jedne z pierwszych działań zbrojnych w tej wojnie zostały podjęte w Afryce i na Pacyfiku, w koloniach i na terytoriach zamorskich państw europejskich. 8 sierpnia 1914 połączone siły francuskie i brytyjskie uderzyły na protektorat niemiecki Togo w zachodniej części Afryki. Niedługo potem, 10 sierpnia, oddziały niemieckie zaatakowały Południową Afrykę – część brytyjskiego imperium kolonialnego. Nowa Zelandia – jedno z dominiów angielskich – od 30 sierpnia zajęła Samoa Niemieckie. 11 września australijska marynarka i siły lądowe wylądowały na wyspie Neu Pommern (obecnie Nowa Brytania), wchodzącej w skład Niemieckiej Nowej Gwinei, po czym zajęły dalsze niemieckie terytoria. Większość wysp pacyficznych została zajęta przez Japonię. 7 listopada 1914 siły japońsko-brytyjskie, po ponad miesięcznym oblężeniu, zajęły niemiecką bazę w Chinach Qingdao. W ciągu zaledwie kilku miesięcy siły ententy wyparły albo przyjęły kapitulację wszystkich wojsk niemieckich na Pacyfiku i działania wojenne w Azji zakończyły się, poza incydentalnymi działaniami niemieckich okrętów. Oddziały Rzeszy stawiały jedynie zaciekły opór w niektórych rejonach Afryki (głównie na terenie dzisiejszej Tanzanii).
W Europie armie państw centralnych – Niemiec i Austro-Węgier cierpiały na brak współpracy sztabów oraz współdziałania wywiadów wojskowych, dlatego też często sojusznicy nie wiedzieli o swoich planach działań. Na początku Niemcy zagwarantowały wsparcie dla armii austriackiej podczas jej inwazji na Serbię, ale obietnice te nie znalazły pokrycia w rzeczywistości. Austro-Węgry miały nadzieję, że Niemcy zabezpieczą ich północne skrzydło zagrożone przez Rosję. Jednak plany naczelnego dowództwa niemieckiego przewidywały najpierw uderzenie wszystkimi siłami na Francję, natomiast czoła armii rosyjskiej miała stawić armia austriacka. Te wzajemne nieporozumienia sprawiły, że armia austriacka musiała przegrupować swoje wojska z południa na północ, aby stawić czoła nadciągającemu atakowi, ale wojska austriackie uderzające z północy natknęły się na siły serbskie 12 sierpnia i stoczyły z nimi bitwę pod Cerem (zwaną też bitwą nad Jadarem), w której Austriacy zostali pobici.
Z biegiem czasu Serbowie zajęli zdecydowanie defensywne pozycje wobec wojsk c.k.-austriackich, które uderzyły po raz kolejny 16 sierpnia w miejscu styku dywizji serbskich. W czasie zaciekłych nocnych walk Serbowie niespodziewanie dostali posiłki, które przybyły pod wodzą Stepy Stepanovicia. Trzy dni później Austriacy wycofali się za Dunaj, ponosząc ciężkie straty, liczące 21 tys. ludzi przy 16 tys. strat serbskich. Było to pierwsze większe zwycięstwo ententy w tej wojnie. Austriacy nie osiągnęli głównego celu, jakim było zlikwidowanie południowego frontu; okazało się, że bez niemieckiego wsparcia nie są sobie w stanie poradzić z dwoma przeciwnikami naraz (Rosją i Serbią).

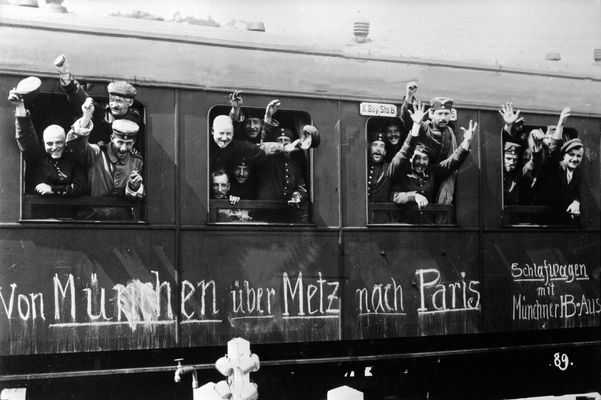
Niemieccy żołnierze jadący na front, napis na wagonie głosi: Z Monachium przez Metz na Paryż

Plan niemiecki przewidywał gwałtowne uderzenie jak największymi siłami na Francję, w celu jej całkowitego wyeliminowania z wojny, a następnie zwrócenia całej armii przeciwko wolno mobilizującej się Rosji. Zgodnie z planem Schlieffena uderzenie na Francję miało być przeprowadzone z północy, przez terytorium Belgii, w celu uniknięcia przedzierania się przez silne umocnienia graniczne – system Séré de Rivières’a (zbudowany przez Francuzów na granicy z Niemcami pod koniec XIX wieku). W celu dokonania takiego ataku Niemcy wystosowały 2 sierpnia do rządu belgijskiego notę, w której domagały się prawa do przemarszu swoich oddziałów, obiecując ścisłą współpracę sojuszniczą, jeśli Belgowie się zgodzą. Rząd belgijski odmówił, w odpowiedzi na co wojska Rzeszy 3 sierpnia zaatakowały ten kraj; dzień wcześniej zajęto neutralny mały Luksemburg. Plany niemieckie nie przewidziały silnego oporu, na jaki napotkano w pobliżu miasta Liège, gdzie znajdowały się silne umocnienia. Armia cesarska posuwała się jednak, mimo silnego oporu belgijskiego, naprzód, w kierunku Francji. Wielka Brytania wysłała na pomoc swojemu sojusznikowi korpus ekspedycyjny (BEF), który ruszył na wschód, w celu udzielenia pomocy Belgii. Pierwszy żołnierz brytyjski został zabity w tej wojnie 21 sierpnia 1914 w pobliżu Mons. Siły BEF liczyły początkowo 86 060 oficerów i żołnierzy, lecz w grudniu wzrosły do blisko 230 000.

### Wojna w Europie

#### Front zachodni

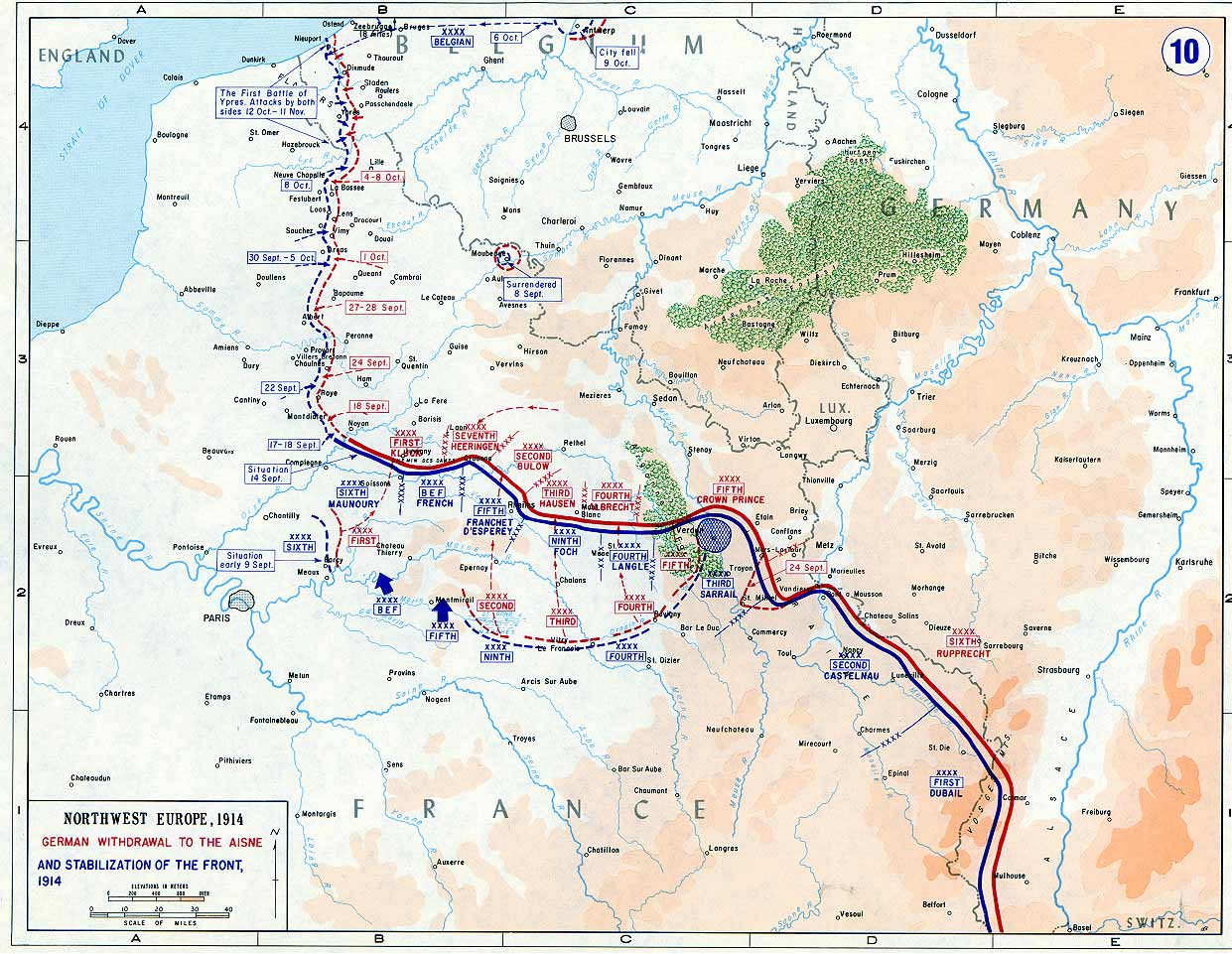
Sytuacja na froncie zachodnim w 1914

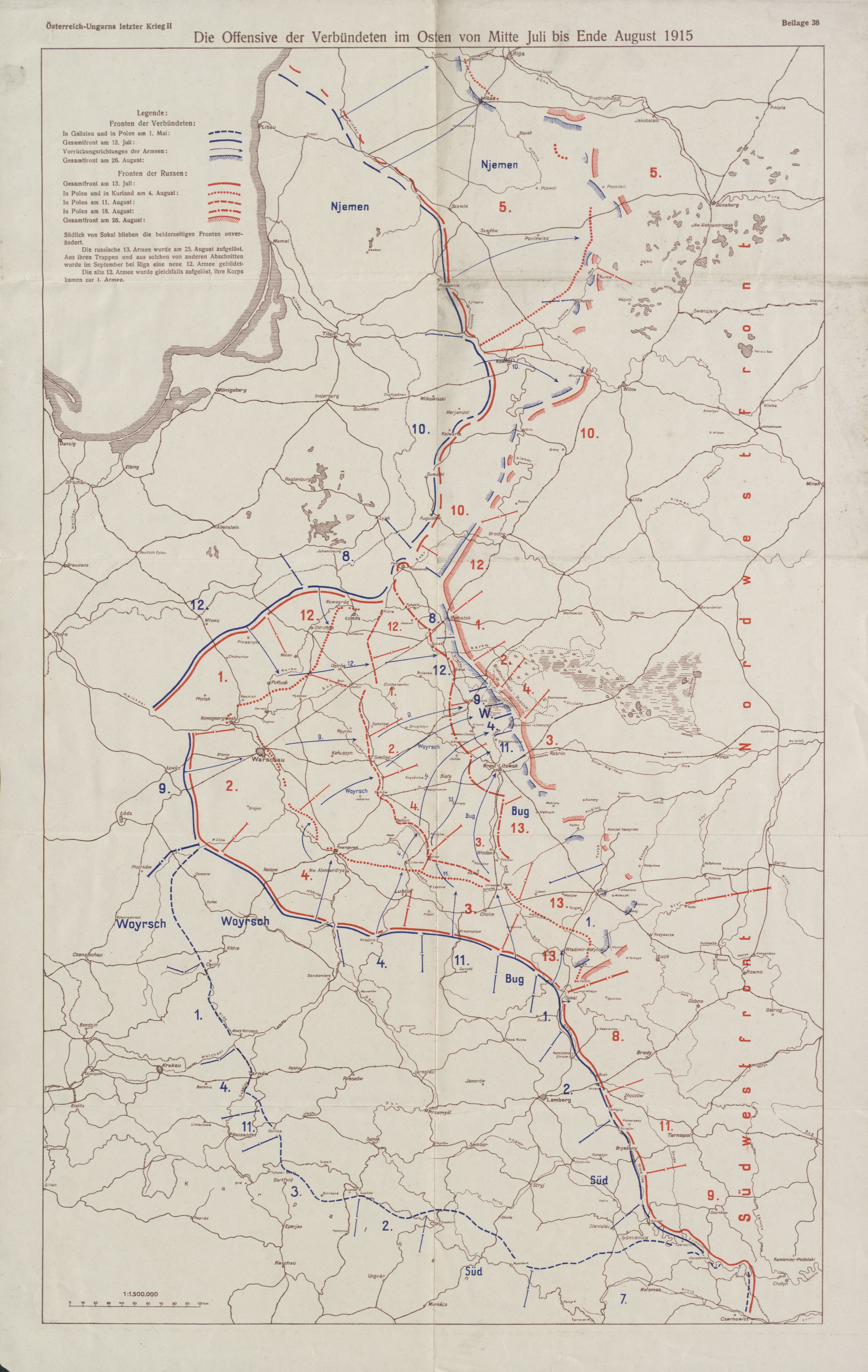
Ofensywa na wschód od połowy lipca do końca 1915 r. (miejsce przechowywania: Archiwum Państwowe w Poznaniu)

##### Rok 1914 – niemiecka inwazja na Belgię i Francję
Pierwszą bitwą na terenie Belgii było oblężenie Liège w dniach 5–16 sierpnia. Po upadku Liège większość sił belgijskich wykonała odwrót w kierunku Antwerpii i Namur. Wojska niemieckie w swoim marszu na teren Francji ominęły armię belgijską, która jednak stanowiła teraz poważne zagrożenie dla ich skrzydła, z którego to powodu miasto Namur było oblegane przez Niemców od 20 do 23 sierpnia.

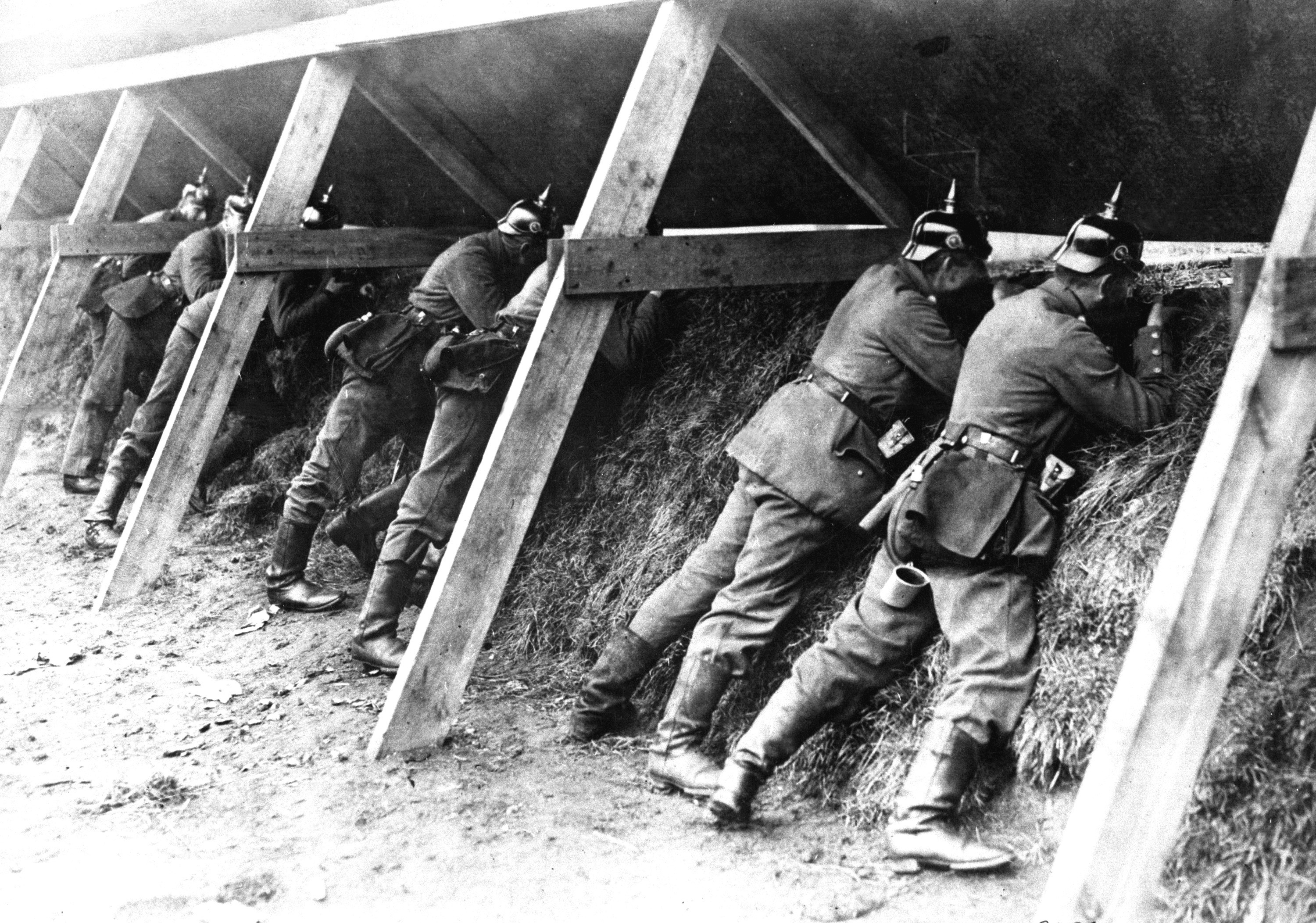
Niemieccy żołnierze na granicy z Belgią

W wielu przypadkach okupanci niemieccy postępowali brutalnie wobec ludności cywilnej. Zastraszaniem i krwawymi represjami usiłowali zlikwidować wszelki opór Belgów. Niemcy dokonywali rabunków, morderstw i egzekucji przez cały czas marszu przez Belgię.
Francuski plan ofensywy (Plan XVII) przewidywał zajęcie Alzacji i Lotaryngii. 14 sierpnia rozpoczęło się jego wykonanie poprzez uderzenia na Sarrebourg w Lotaryngii i Mulhouse w Alzacji. Francuzi zdobyli to pierwsze miasto i doszli do rzeki Saary, później zostali wyparci z tego obszaru. Niemiecki kontratak odbił Sarrebourg 20 sierpnia. Także miasto Mullhouse zdobyte początkowo przez armię francuską musiało zostać opuszczone ze względu na osłabienie oddziałów znajdujących się w Lotaryngii.
Po przejściu Belgii i Luksemburga w końcu sierpnia i dostaniu się do północnej Francji, wojska niemieckie napotkały połączone siły francuskie pod dowództwem Josepha Joffre’a i brytyjskie dowodzone przez sir Johna Frencha. Wywiązała się seria starć zwana bitwą graniczną. Główne walki toczyły się w rejonie Charleroi i Mons. Po przegranej aliantów ich dowództwo zarządziło odwrót generalny, w czasie którego doszło do bitwy pod Le Cateau i oblężenia Maubeuge.
Czołowe oddziały niemieckie znalazły się już w odległości 70 km od Paryża, ale zostały niespodziewanie uszczuplone, ponieważ Moltke odesłał dwa korpusy armijne do Prus Wschodnich. W tej sytuacji stoczona w dniach od 6 do 12 września pierwsza bitwa nad Marną zmusiła Niemców do odwrotu na północ od rzeki Aisne, gdzie wojska okopały się. Tym samym na froncie zachodnim rozpoczął się statyczny okres wojny, który miał trwać przez następne trzy lata. Podczas odwrotu armii cesarskiej przeciwnicy próbowali się wzajemnie oskrzydlić w tzw. wyścigu do morza, co bardzo szybko doprowadziło do rozwinięcia się systemu okopów sięgających teraz od kanału La Manche do granicy ze Szwajcarią.
Na początku listopada 1914 Brytyjczycy złamali kod niemieckiej marynarki wojennej i zaczęli czytać niemieckie tajne depesze (Room 40).

##### Rok 1915 – patowa sytuacja na froncie

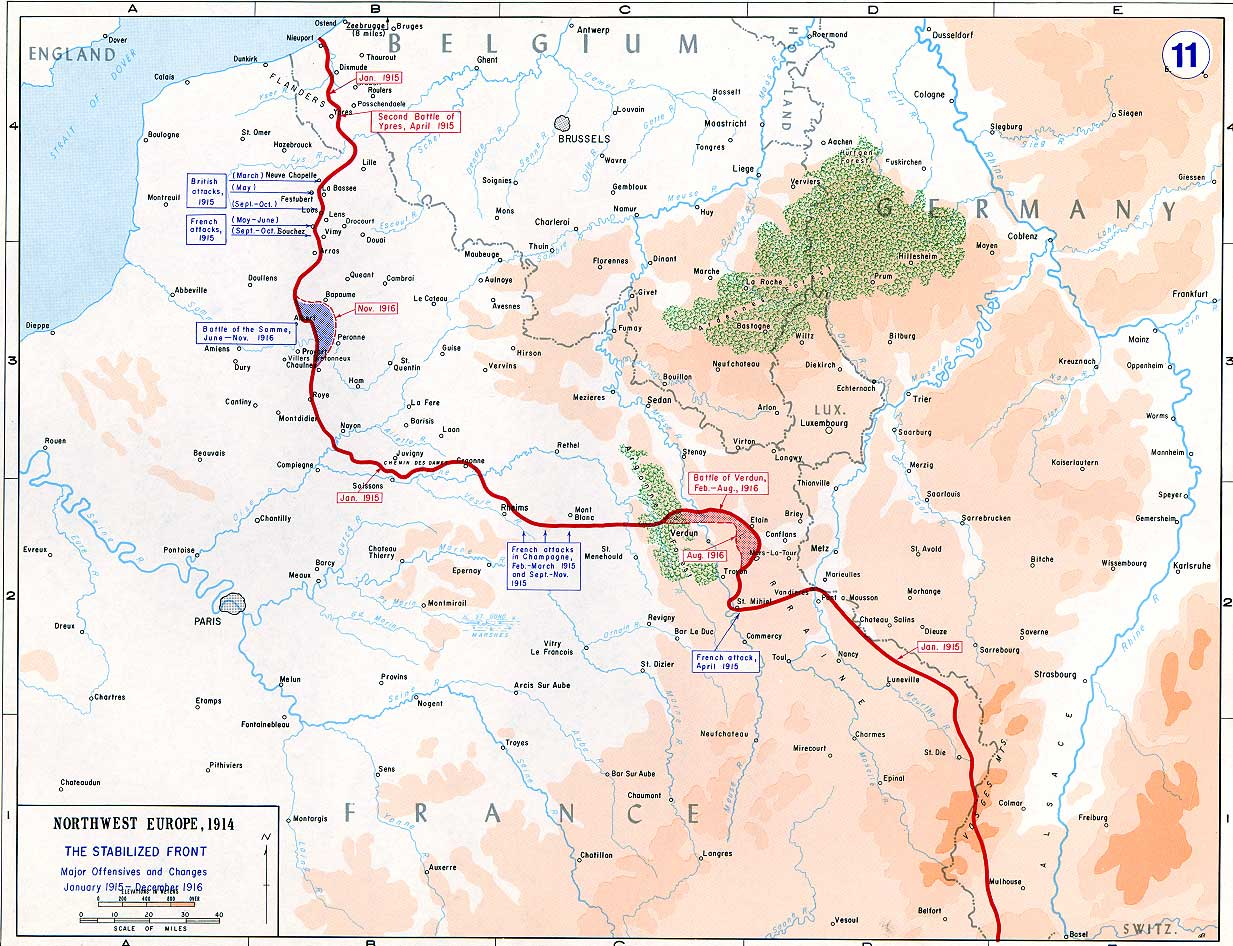
Sytuacja na froncie zachodnim na przełomie 1915/16

Pomiędzy wybrzeżem a Wogezami znajdowało się wybrzuszenie linii frontu, które nosiło nazwę Noyon, od zdobytego tam przez Niemców miasta. Był to najdalszy punkt zasięgu wojsk cesarskich w pobliżu Compiègne. Plan opracowany przez Joffre’a przewidywał uderzenie w to najsłabsze miejsce z obydwu skrzydeł i odcięcie. Brytyjczycy mieli nacierać z północy i posuwać się w kierunku na Artois, podczas gdy Francuzi mieli zaatakować Szampanię.
19 stycznia odbył się pierwszy nalot bombowy niemieckich sterowców na Wielką Brytanię.
10 marca w akcji będącej częścią większej ofensywy w obszarze Artois armia brytyjska uderzyła na Neuve-Chapelle, próbując zdobyć wzniesienie Aubers. Atak wykonywały 4 dywizje na froncie o szerokości 3 km. Poprzedził go gwałtowny ostrzał artyleryjski trwający ponad pół godziny. Pierwsze uderzenie osiągnęło duże sukcesy i zdobyło wieś w przeciągu 4 godzin. Jednak natarcie zostało spowolnione ze względu na problemy z komunikacją i z zaopatrzeniem. To dało Niemcom czas na ściągnięcie rezerw i wykonanie kontrataku, dzięki któremu udało im się zapobiec zdobyciu wzgórza Aubers. BEF stracił w tych walkach 7500 ludzi.
Niemcy starali się utrzymać niezmienioną sytuację na froncie i jednocześnie przygotowywali ofensywę pod Ypres, które Brytyjczycy zdobyli w listopadzie 1914, w czasie pierwszej bitwy w tym rejonie. Uderzenie to miało na celu odwrócenie uwagi od głównego ataku, który miał zostać wykonany na froncie wschodnim oraz przeszkodzenie wprowadzeniu w życie planów francusko-brytyjskich, a także przetestowanie nowej broni. Po dwudniowym bombardowaniu, 22 kwietnia 1915 wojska niemieckie wypuściły gaz chlorowy, który wiatr niósł nad okopy brytyjskie. Zielono-żółta chmura zaczęła dusić obrońców; jednostki tyłowe rzuciły się do panicznej ucieczki, co spowodowało wytworzenie się 3-kilometrowej luki w liniach alianckich. Jednak Niemcy nie mieli wystarczających sił, aby wykorzystać okazję. Szybko przerzuceni w ten rejon Kanadyjczycy opanowali sytuację i zahamowali postępy przeciwnika. Ta bitwa była pierwszym użyciem na masową skalę gazów bojowych (Niemcy użyli 168 ton trujących substancji tylko w tym konkretnym przypadku), które spowodowały śmierć 5 tysięcy żołnierzy.
Atak chemiczny został powtórzony dwa dni później i spowodował cofnięcie się linii alianckiej o 2 km. Ale i ta okazja nie została wykorzystana. Później alianci nie dali się już zaskoczyć. Nowe metody obronne przeciwko atakom chemicznym zostały z powodzeniem zastosowane 27 kwietnia, 40 km na południe od Ypres w bitwie pod Hulluch, gdzie 16. irlandzka dywizja piechoty wytrwała na swoich pozycjach pomimo oparów gazu.
Na jesieni 1915 na niebie nad polami bitew coraz częściej zaczęły pojawiać się samoloty. Alianci samoloty niemieckie zwali „plagą Fokkera”; alianckie zwiadowcze dwupłaty zostały prawie wyparte przez siły przeciwnika. Do tej pory samoloty były głównie używane do obserwacji i fotografowania pozycji nieprzyjacielskich; teraz myśliwce niemieckie zdobyły ogromną przewagę nad maszynami brytyjskimi i francuskimi, bo mogły strzelać z karabinów maszynowych umieszczanych najpierw za stanowiskiem drugiego pilota, następnie zaś za śmigłem.
We wrześniu 1915 alianci przeprowadzili nową ofensywę, w której Francuzi zaatakowali w Szampanii, a Brytyjczycy w Loos. Oddziały francuskie spędziły całe lato na przygotowaniach do ataku, przy czym Brytyjczycy, aby zwolnić większą liczbę francuskich wojsk, obsadzili dłuższy odcinek frontu. Ostrzał artyleryjski pozycji niemieckich był prowadzony według zdjęć z rozpoznania lotniczego i rozpoczął się 22 września. Główne uderzenie zostało przeprowadzone 25 września. Na początku czyniono duże postępy, ale Niemcy przewidywali możliwość takiego ataku i dobrze się do niego przygotowali; za główną linią okopów zbudowali dodatkowe pozycje obronne sięgające nawet 3 km w głąb. To pozwoliło im na powstrzymanie Francuzów, którzy próbowali ponawiać natarcia aż do listopada.
25 września zostało przeprowadzone natarcie brytyjskie na Loos, mające jedynie na celu wsparcie głównego uderzenia francuskiego. Atak ten został poprzedzony czterodniowym przygotowaniem artyleryjskim, w czasie którego wystrzelono 250 tys. pocisków oraz ponad 5 tys. pojemników z gazem chlorowym. Główne siły uderzenia stanowiły 2 korpusy, ponadto dwa dodatkowe korpusy przeprowadzały ataki pozorujące na Ypres. Brytyjczycy ponieśli tu bardzo ciężkie straty, głównie w wyniku ognia karabinów maszynowych i osiągnęli bardzo małe postępy. Nowe natarcie poprowadzone 13 października przyniosło już zdecydowanie lepsze efekty.

##### Rok 1916 – wojna na wyczerpanie

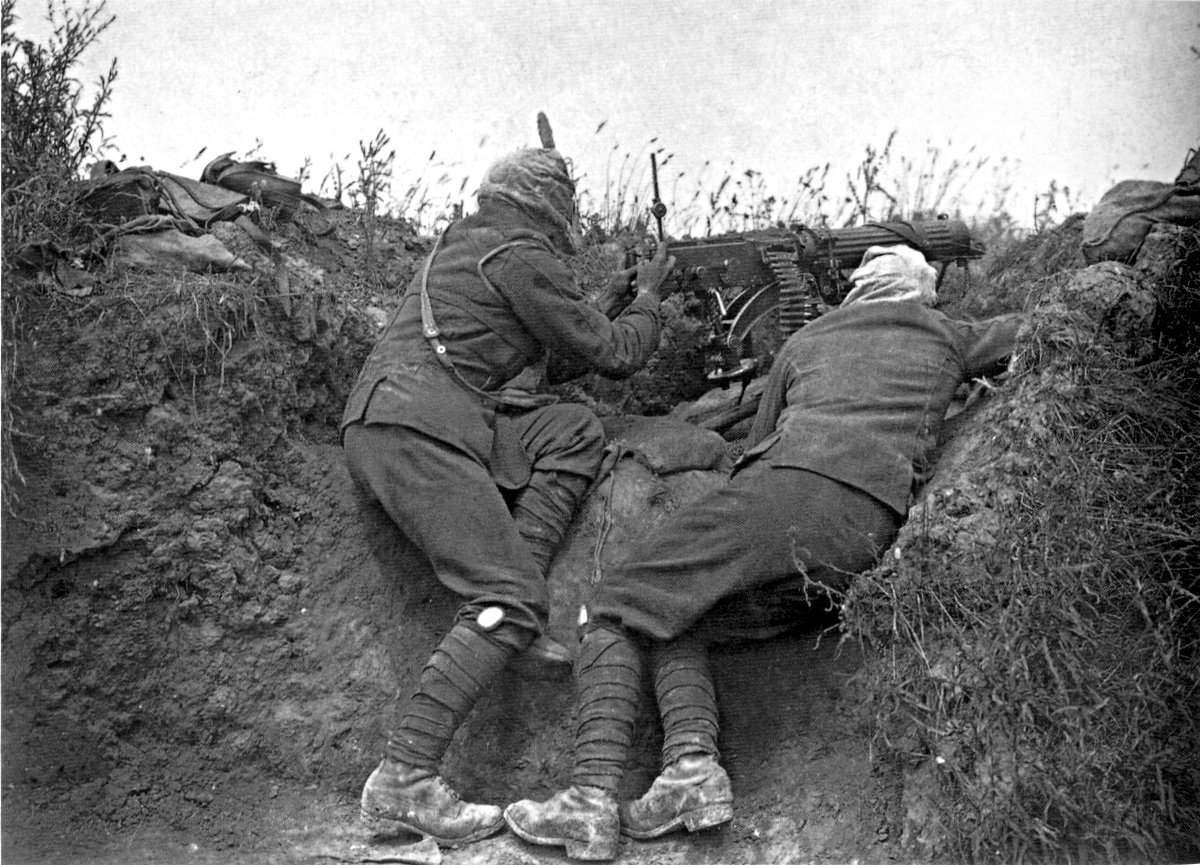
Brytyjska obsługa karabinu maszynowego Vickers

Niemiecki szef sztabu – Erich von Falkenhayn twierdził, że przełamanie linii frontu jest niemożliwe, ale uważał, że jeżeli Francuzi w dalszym ciągu będą ponosić tak olbrzymie straty, to może to doprowadzić do całkowitego ich wyczerpania i kapitulacji. Wychodząc z takiego założenia, podjął dwie decyzje: pierwsza dotyczyła nieograniczonej wojny podwodnej, a druga zadawania jak największych strat aliantom bez osiągania wyższych celów strategicznych. Zamierzał przeprowadzić atak, który miał spowodować jak największe ubytki w oddziałach francuskich; celem były pozycje, z których Francuzi nie mogli ustąpić ze względu na ich ważne znaczenie strategiczne i prestiżowe, co miało sprawić, że armia francuska – z braku możliwości odwrotu – znajdzie się w pułapce. Wszystkie kryteria spełniało Verdun, ważna twierdza, otoczona pierścieniem fortów, leżąca blisko linii niemieckich i chroniąca bezpośrednią drogę do Paryża. Operacja niemiecka nosiła kryptonim Gericht (niem. sąd).
Falkenhayn ograniczył pas natarcia do 4–6 km, aby skoncentrować w tym miejscu jak największą siłę ognia i zapobiec przełamaniu linii niemieckich przez ewentualną kontrofensywę. Utrzymywano także ścisłą kontrolę nad rezerwami, które były zgromadzone w takiej liczbie, aby cały czas podtrzymywać atak. Podczas przygotowania uderzenia stosunkowo dużą rolę odegrało lotnictwo niemieckie, które w początkowej fazie zniszczyło większość samolotów alianckich, co pozwoliło na uzyskanie panowania w powietrzu nad twierdzą i swobodne operowanie niemieckich bombowców i samolotów obserwacyjnych. Dzięki temu ostrzał artyleryjski atakujących był w miarę dokładny. Jednak w maju na niebie nad Verdun pojawiły się francuskie eskadry pościgowe (fr. escadrilles de chase) z nowoczesnymi myśliwcami typu Nieuport. Utarczki powietrzne przerodziły się w bitwę lotniczą o niespotykanej dotychczas skali. Każda ze stron usiłowała zdobyć panowanie w powietrzu, aby bez przeszkód dokonywać zwiadu lotniczego i bombardować pozycje przeciwnika.

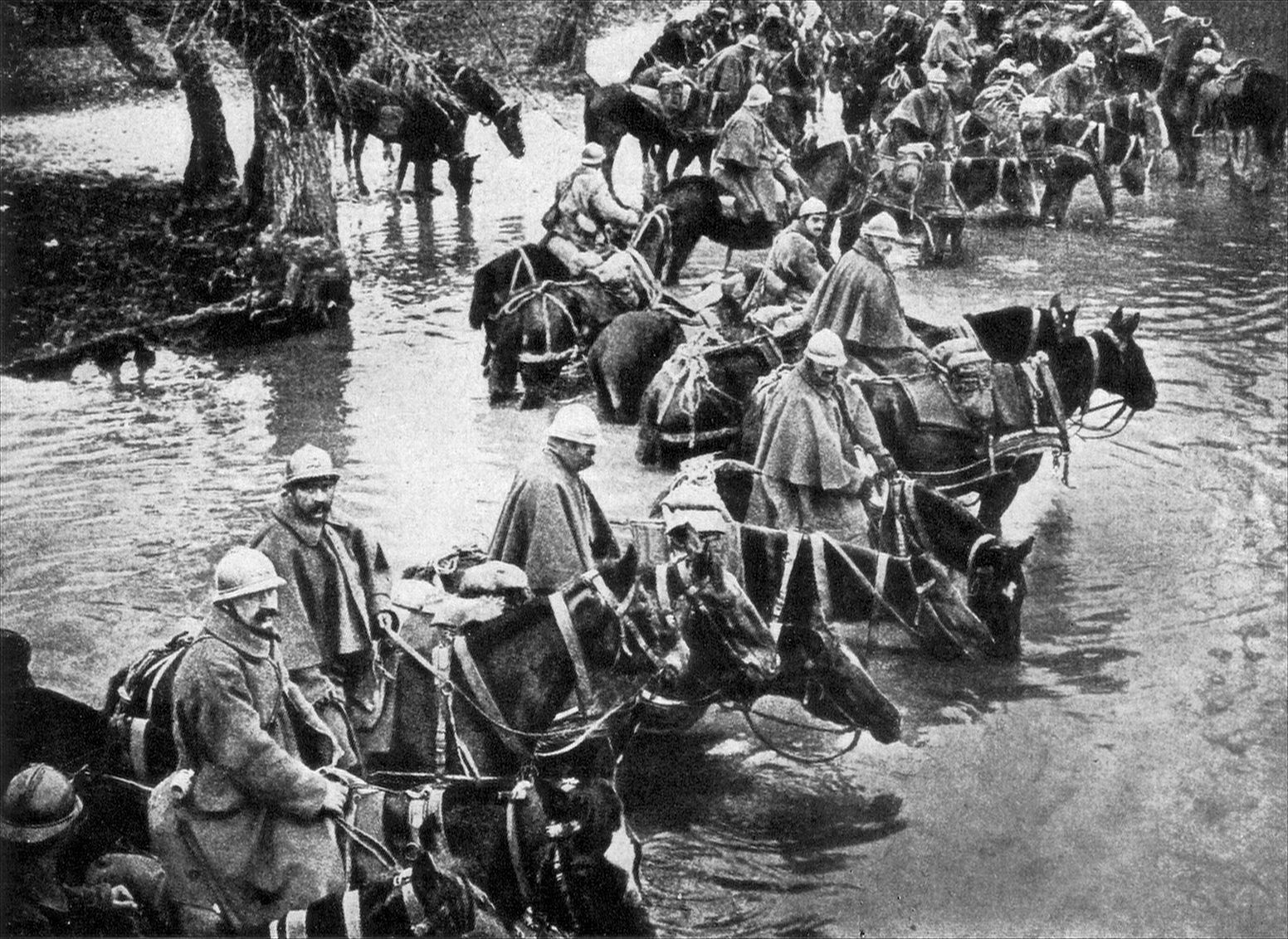
Wojska francuskie w drodze do Verdun

Bitwa pod Verdun zaczęła się 21 lutego 1916 z dziewięciodniowym opóźnieniem spowodowanym burzami śnieżnymi. Po 8-godzinnym ostrzale artyleryjskim do boju ruszyły tyraliery niemieckie, ale ku ich zaskoczeniu Francuzi zawzięcie utrzymywali się na swoich pozycjach, z których nie mogły ich wymieść nawet po raz pierwszy użyte miotacze ognia. Jednak po pewnym czasie przewaga oddziałów niemieckich zaczęła być coraz bardziej widoczna i Francuzi utracili prawie wszystkie forty czołowe, łącznie z wielkim fortem Douaumont. Pomimo tego, dzięki alianckim posiłkom 28 lutego udało się zatrzymać postępy wojsk cesarskich.
Teraz Niemcy skupili swą uwagę na wzgórzu Le Mort Homme na północy, skąd operowała francuska artyleria. Po jednych z najzaciętszych szturmów tej kampanii wzgórze zostało zdobyte w końcu maja. Po zmianie we francuskim sztabie generalnym Philippe Pétain – preferujący taktykę defensywną – zastąpił ofensywnie nastawionego Roberta Nivelle’a i zdecydował się na odbicie fortu Douaumont, jednak uderzenie to zostało odparte. Niemcy tymczasem osiągnęli następny sukces, zdobywając 7 czerwca fort Vaux i – przy użyciu nowego gazu o nazwie fosgen – zbliżyli się znacznie do ostatniego wzgórza przed Verdun. Jednak 23 czerwca ich siły zostały powstrzymane. W trakcie lata Francuzi rozwinęli nową taktykę, która polegała na stopniowym przesuwaniu nawały artyleryjskiej, dając tym samym atakującym żołnierzom osłonę ogniową. Dzięki temu aliantom udało się odzyskać fort Vaux i w końcu grudnia 1916 roku odepchnąć Niemców ponad kilometr od fortu Douaumont.
Na wiosnę dowódcy alianccy stanęli przed poważnym problemem utrzymania na swoich pozycjach Francuzów, którzy pod Verdun ponieśli ogromne straty. W celu dania odpoczynku oddziałom francuskim zaplanowano atak brytyjski, który miał zmniejszyć presję na francuski odcinek frontu, a także pomóc oddziałom rosyjskim, ponoszącym duże straty na froncie wschodnim. 1 lipca Brytyjczycy przystąpili do natarcia nad Sommą, wspierani na prawym skrzydle przez pięć francuskich dywizji. Atak został poprzedzony 7-dniowym ciężkim bombardowaniem artyleryjskim. Doświadczone oddziały francuskie zdołały osiągnąć duże postępy, ale Brytyjczycy poważnie ucierpieli w wyniku własnego ognia osłonowego, który ani nie zniszczył drutów kolczastych, ani niemieckich okopów.

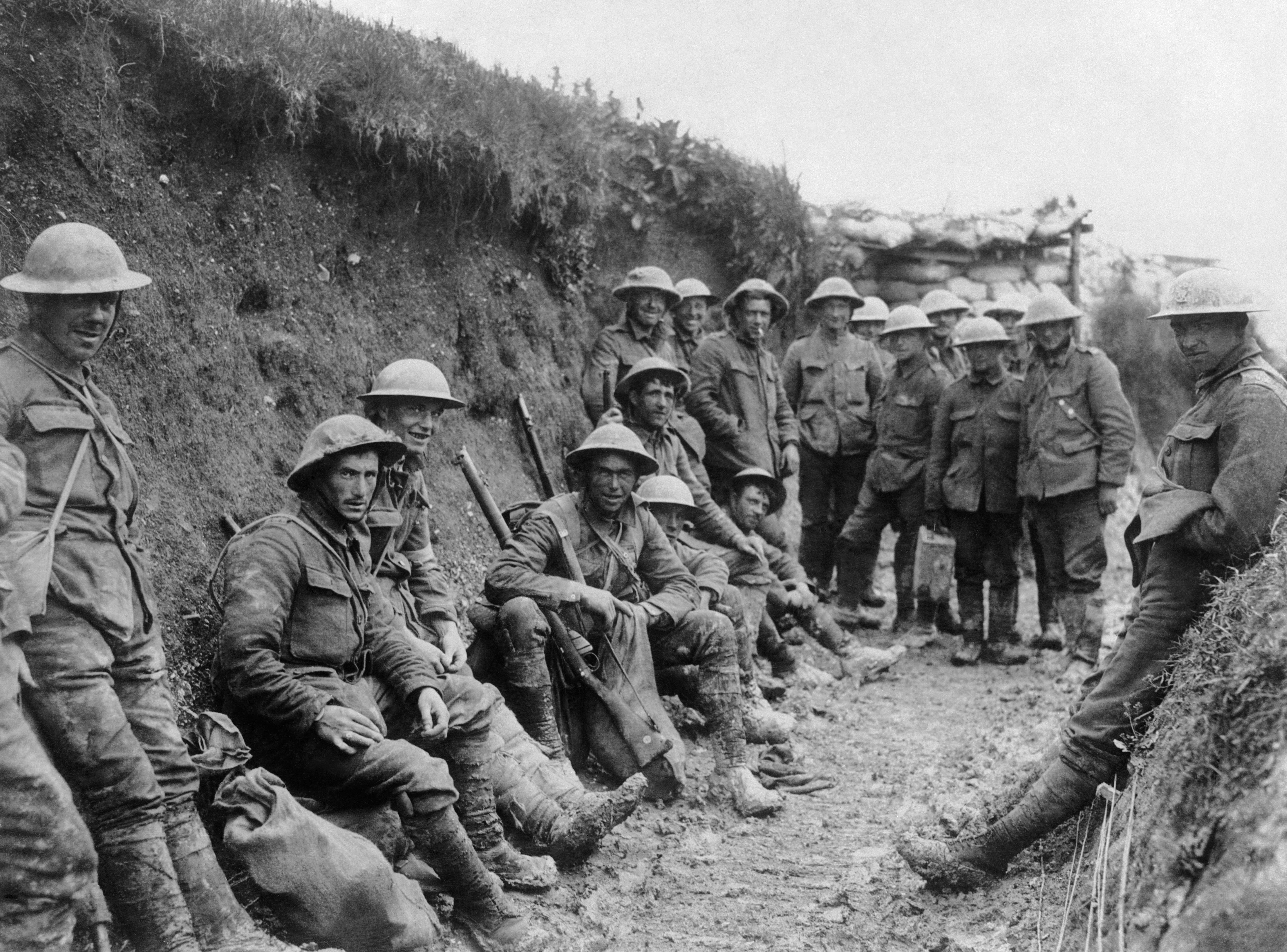
Żołnierze brytyjscy w czasie walk nad Sommą w lipcu 1916

Alianci wyciągnęli nauczkę ze starć pod Verdun i opracowali nowe typy samolotów, które miały operować nad Sommą. Ich ofensywa powietrzna osiągnęła duże sukcesy i zmusiła Niemców do reorganizacji swoich sił lotniczych. Od tego czasu w walkach brały udział duże formacje samolotów, a nie jak poprzednio pojedyncze maszyny.
Po przegrupowaniu sił, walki w rejonie Sommy toczyły się nadal w lipcu i sierpniu. Brytyjczycy osiągnęli pewne postępy mimo wzmocnienia linii niemieckich nowo przybyłymi oddziałami. W sierpniu alianci zmienili taktykę poprzez użycie małych grup uderzeniowych, które jednak nie były w stanie przełamać pozycji przeciwnika. W efekcie doszło do wzmocnienia odcinka frontu obsadzonego przez Brytyjczyków, co uważano za konieczne w celu przygotowania zmasowanego ostrzału artyleryjskiego i mającego nastąpić głównego ataku.

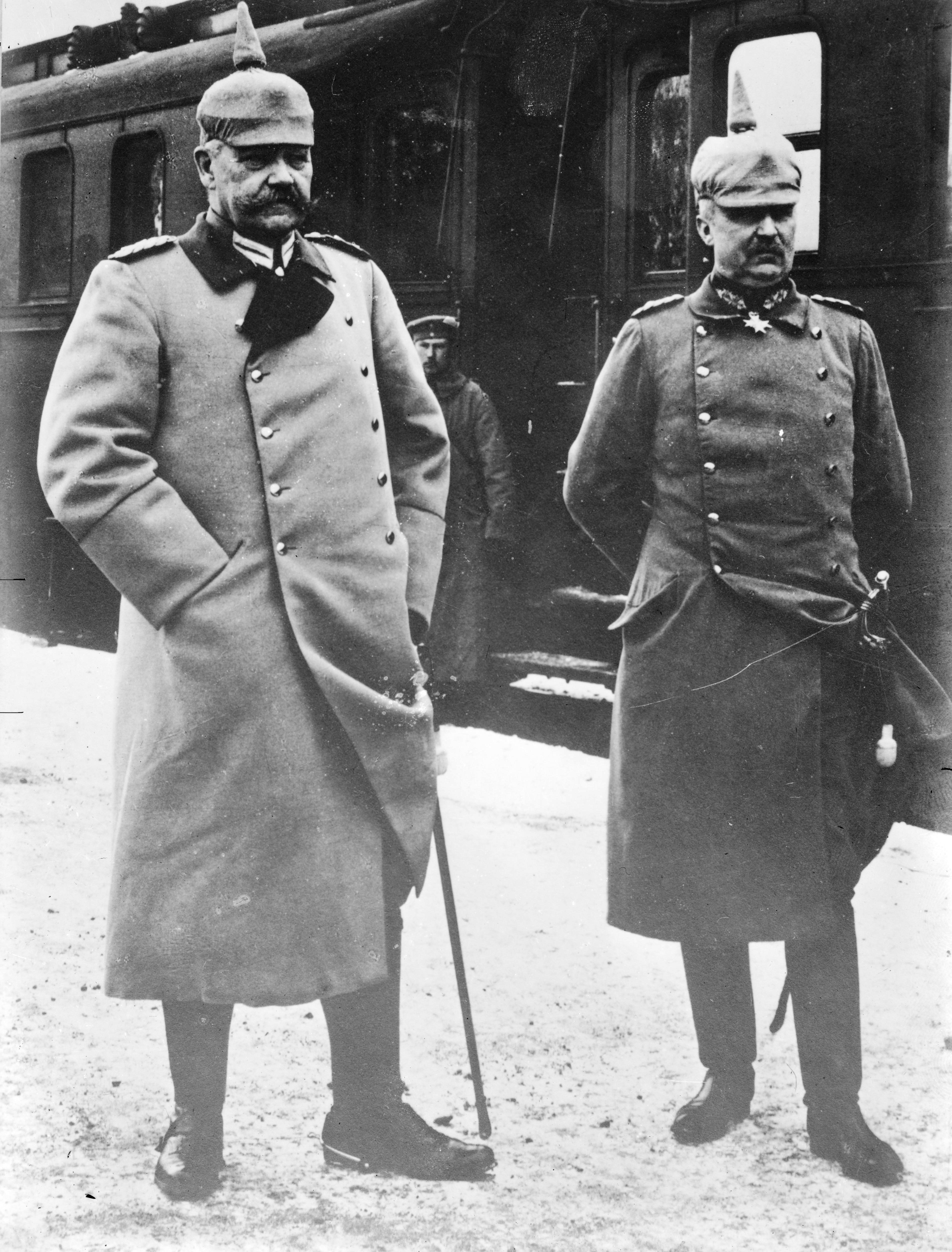
Paul von Hindenburg i Erich Ludendorff

Ostatnia faza bitwy nad Sommą była także pierwszym w historii epizodem, w którym użyte zostały czołgi. Alianci przygotowywali ofensywę, w której miała brać udział 13. dywizja Commonwealthu oraz 4. korpus francuski. Jej postępy były jednak niewielkie, także czołgi nie były w stanie zmienić sytuacji z uwagi na ich małą liczbę oraz częste awarie na polu walki. Decydujące starcia nad Sommą miały miejsce w październiku i na początku listopada. Ich wynikiem były niewielkie przesunięcia linii frontu oraz ogromne straty po obu stronach (alianci stracili 600 tys. ludzi, Niemcy 460 tys.).

Linia Hindenburga w Bullecourt, widziana z powietrza

W sierpniu 1916 nastąpiła zmiana w dowództwie niemieckim, gdzie po rezygnacji Falkenhayna dowodzenie przejęli przybyli z frontu wschodniego Paul von Hindenburg i Erich Ludendorff. Dwaj nowi dowódcy stwierdzili po przybyciu, że bitwy pod Verdun i nad Sommą znacząco uszczupliły potencjał ofensywny armii niemieckiej na całym froncie. Z tego też powodu zdecydowali o pozostaniu w strategicznej defensywie na zachodzie, natomiast pozostałe siły państw centralnych miały uderzać w innych miejscach.
Falkenhayn uważał, że niemożliwe jest zwycięstwo w wojnie totalnej. Hindenburg i Ludendorff starali się przejąć całość władzy wojskowej oraz cywilnej i w sposób totalitarny użyć jej do wygrania wojny. Rozpoczęli wojnę totalną uznając, że zniszczą przeciwnika jeśli Niemcy użyją wszelkich sił oraz środków i będą prowadzić wojnę jeszcze bardziej bezwzględnie. M.in. zaostrzyli politykę okupacyjną w Belgii i Francji.
W czasie trwania bitwy nad Sommą i podczas zimy Niemcy przystąpili do budowy nowych pozycji obronnych poza główną linią frontu, co zostało nazwane „Linią Hindenburga”. Miało to na celu skrócenie niemieckiego frontu i wydzielenie pewnej liczby żołnierzy do nowych zadań. Nowe fortyfikacje biegły od Arras do St. Quentin. Brytyjski zwiad lotniczy dostarczył pierwszych informacji o budowie linii Hindenburga w listopadzie 1916.

##### Rok 1917 – przyłączenie się Stanów Zjednoczonych

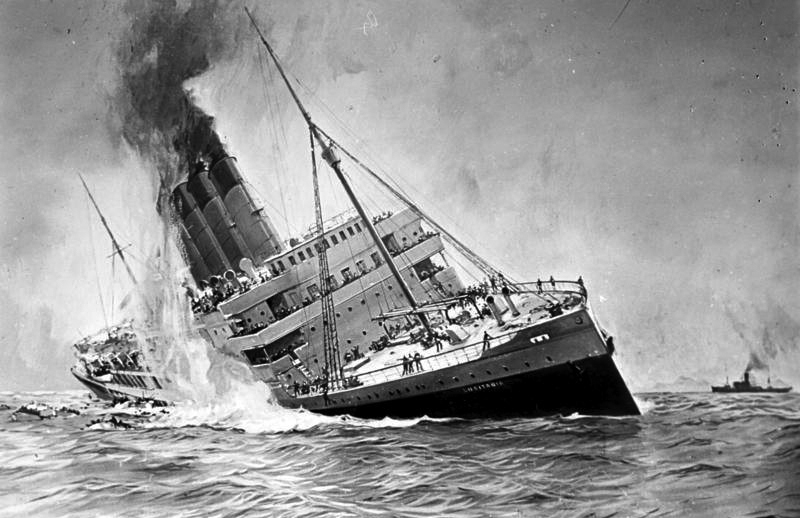
Tonąca RMS Lusitania storpedowana dnia 7 maja 1915 przez niemiecki okręt podwodny U-20

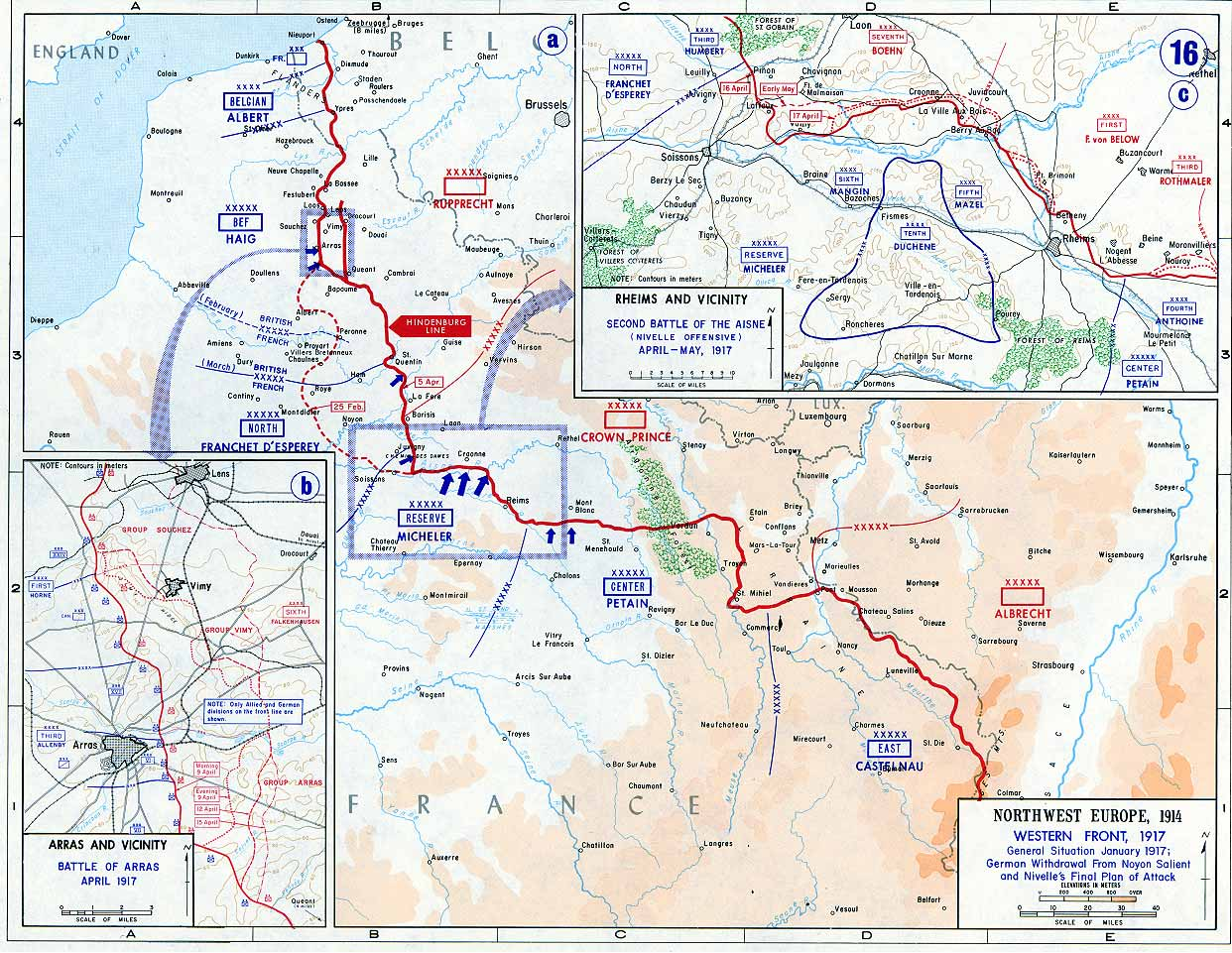
Sytuacja na froncie zachodnim w 1917

Operacja polegająca na przejściu sił niemieckich na linię Hindenburga została nazwana operacją „Alberich”. Zaczęła się 9 lutego, a zakończyła 5 kwietnia 1917; pozostawiła za sobą całkowicie zniszczony obszar szybko zajęty przez aliantów. Cofnięto się na odległość sięgającą od 10 do 50 km od pierwotnej linii frontu. Ten krok armii niemieckiej sprawił, że nie mogło być już mowy o uderzeniu francuskim na występ Noyon, bowiem ten przestał istnieć. Jedynie Brytyjczycy kontynuowali swoje natarcie, bowiem brytyjskie dowództwo chciało wykorzystać straty zadane Niemcom podczas bitwy nad Sommą.
6 kwietnia Stany Zjednoczone wypowiedziały wojnę Niemcom. Po zatopieniu transatlantyku „Lusitania” w 1915, Niemcy wstrzymali swoją strategię nieograniczonej wojny podwodnej na Atlantyku właśnie z uwagi na to, że mogłoby to spowodować wciągnięcie USA do wojny. Teraz, wraz z rosnącym niezadowoleniem niemieckiej opinii publicznej, w lutym 1917 sztab postanowił wznowić ataki na wszystkie statki zmierzające do portów alianckich. Myślano, że dzięki temu uda się zmusić Anglię do co najmniej 6-miesięcznej przerwy w wojnie, podczas gdy siły amerykańskie potrzebowałyby co najmniej roku na stanie się znaczącą siłą na froncie zachodnim. Początkowo okręty podwodne zbierały ogromne żniwo wśród statków handlowych, później jednak, ze względu na wprowadzenie przez aliantów systemu konwojowego, straty zostały wyraźnie zmniejszone.
W kwietniu 1917 oddziały brytyjskie i kolonialne przeprowadziły atak, który dał początek bitwie pod Arras. Pomimo sukcesów korpusu kanadyjskiego i 5. dywizji brytyjskiej, nie potrafiono bardziej wykorzystać tej okazji z powodu dużych strat poniesionych w starciach na południu.

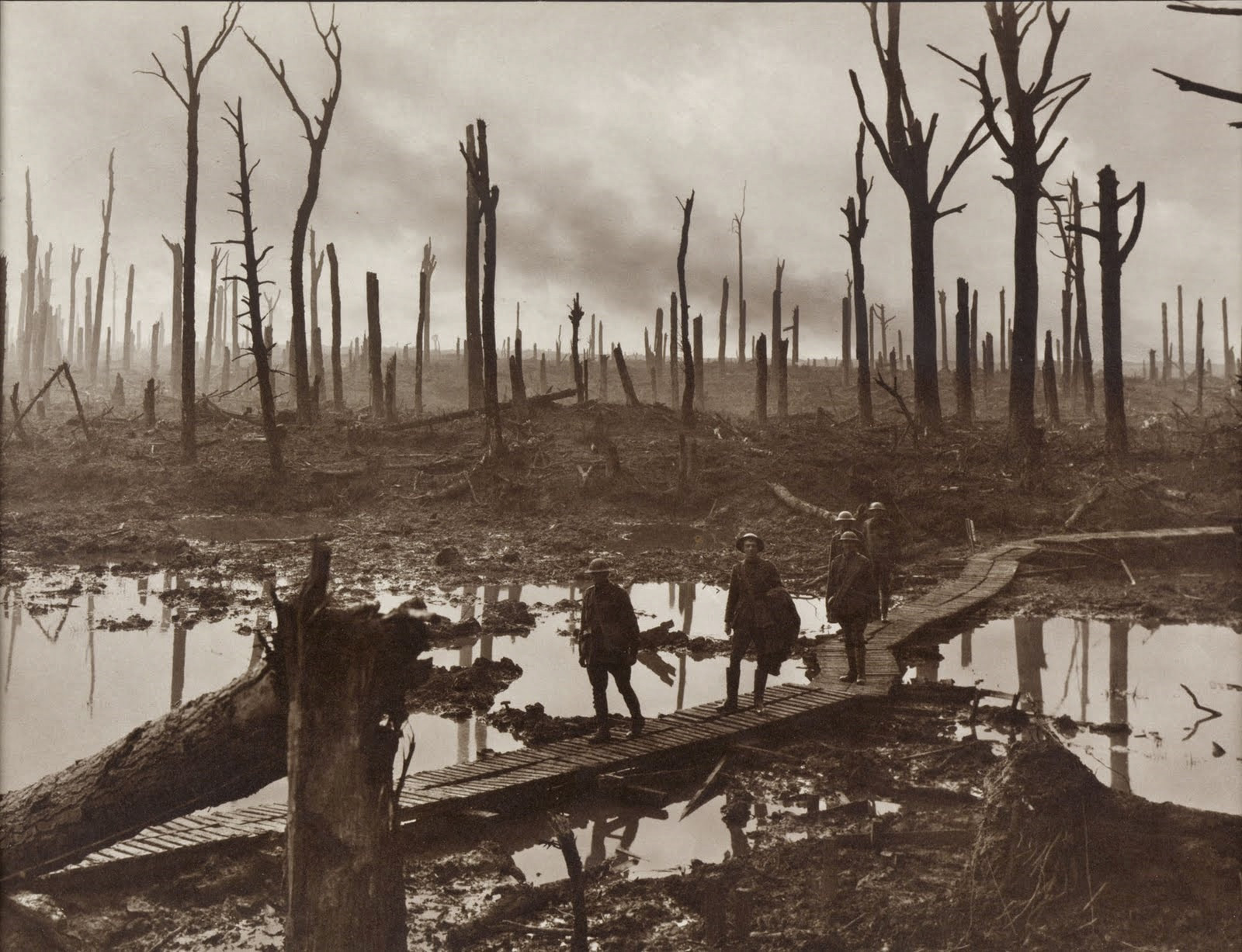
Strzelcy australijscy na kładce, w „lesie” Château, 1917

W tym miesiącu generał Robert Nivelle rozkazał przeprowadzenie nowej ofensywy na Aisne. Ofensywa, w której brało udział 1,2 miliona żołnierzy, została poprzedzona tygodniowym ostrzałem artyleryjskim, ponadto wsparcie miały jej zapewnić czołgi. Jednak mimo tak dużych sił i środków zaangażowanych w uderzenie nie zdołało ono osiągnąć założonych celów, było to spowodowane głównie trudnym terenem, w którym przyszło działać oddziałom alianckim. Ponadto Niemcy uzyskali panowanie w powietrzu, co utrudniało samolotom francuskim i brytyjskim dokonywanie rekonesansu i wspomaganie tym samym działania artylerii. Z tego powodu baterie dział stawiały ogień zaporowy zbyt daleko od czoła natarcia. W ciągu zaledwie tygodnia poległo 100 tys. żołnierzy francuskich. Pomimo ciężkich strat Nivelle postanowił kontynuować ofensywę także w maju.
3 maja skrajnie wyczerpana 2. dywizja francuska (składająca się z weteranów spod Verdun) odmówiła wykonania rozkazu. Oficerowie nie wiedzieli jak ukarać żołnierzy za to nieposłuszeństwo i nie wyciągnięto żadnych konsekwencji. Wkrótce bunt armii francuskiej ogarnął także 54. dywizję, z której zdezerterowało kilka tysięcy ludzi. Zamiast stosowania kar zaapelowano do żołnierzy o patriotyczną postawę i wypełnienie obowiązków wobec ojczyzny, co wywarło pewien wpływ, bo buntownicy wrócili do okopów, ale odmówili udziału w ataku. Francuzi pozostawali odtąd cały rok w defensywie, a ciężar ataków przypadł na Brytyjczyków i ich wojska kolonialne.

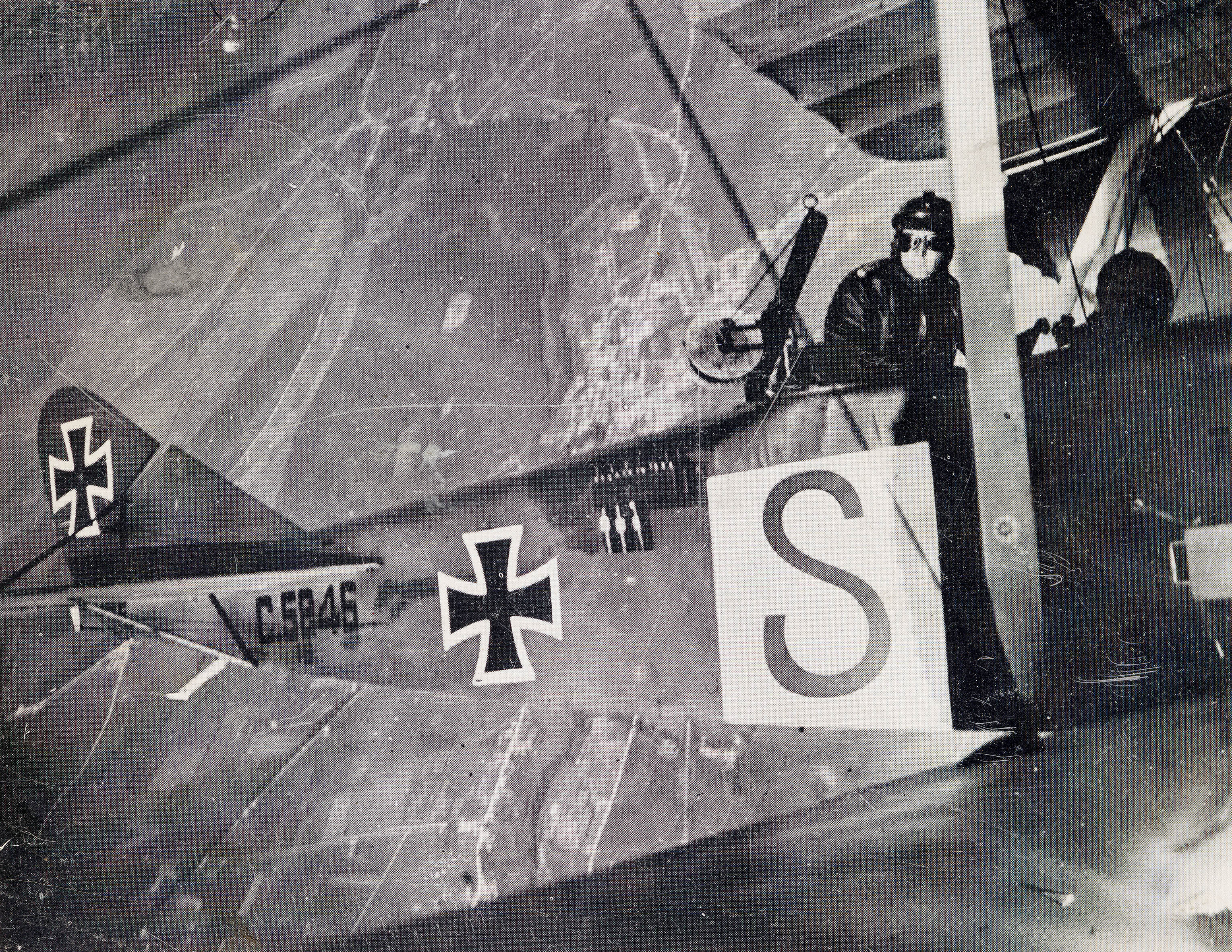
Niemiecki samolot DFW C.V

W czasie zimy 1917 Niemcy zaczęli stosować nową taktykę w walce powietrznej (otwarto szkołę lotniczą w Valenciennes, wprowadzono także podwójne, zespolone karabiny maszynowe). Rezultatem były ogromne straty wśród maszyn alianckich, w szczególności brytyjskich, które były przestarzałe i miały słabo wyszkolonych pilotów. Nie powtórzyły się sukcesy znad Sommy, a Niemcy wychodzili zwycięsko z większości starć. W czasie ataku na Arras alianci stracili 316 maszyn w porównaniu do 114 niemieckich.
7 lipca Brytyjczycy dokonali kolejnej ofensywy na wzgórza Messines, na południe od Ypres, w celu odzyskania terenu utraconego w I bitwie pod Ypres w 1914. Od 1915 angielscy inżynierowie wykonywali podkopy i tunele pod umocnieniami. Następnie w tak wykonanych wykopach umieszczono 455 ton materiałów wybuchowych. Po czterodniowym bombardowaniu artyleryjskim odpalono ładunki w 19 miejscach; w wyniku wielkiej eksplozji śmierć poniosło 10 tys. żołnierzy niemieckich. Pomimo ponownego ostrzału artyleryjskiego, przeprowadzone następnie uderzenie nie zdołało wyprzeć wojsk cesarskich z ich linii. Ofensywa zatrzymała się w martwym punkcie ze względu na błotnisty teren (który uniemożliwiał transport) oraz ze względu na duże straty.
11 lipca 1917 Niemcy zastosowali nowy sposób walki z użyciem gazu, mianowicie pojemniki z chemikaliami były teraz wystrzeliwane przez artylerię. Nowa technika wymusiła na Niemcach wynalezienie bardziej szkodliwego gazu, do tego celu świetnie nadawał się gaz musztardowy, który już w małych ilościach powodował poważne obrażenia w postaci poparzeń. Artyleria umożliwiała koncentrację chemikaliów na niewielkim obszarze w ściśle wyznaczonych celach i była mniej zależna od kierunku wiatru. Ponadto nowy gaz mógł zalegać w tym samym miejscu nawet przez kilka dni, co miało poważne skutki demoralizujące u żołnierzy przeciwnika. Nowy gaz razem z fosgenem był używany na szeroką skalę przez obie strony konfliktu; alianci również zaczęli zwiększać produkcję gazu na potrzeby wojny chemicznej.

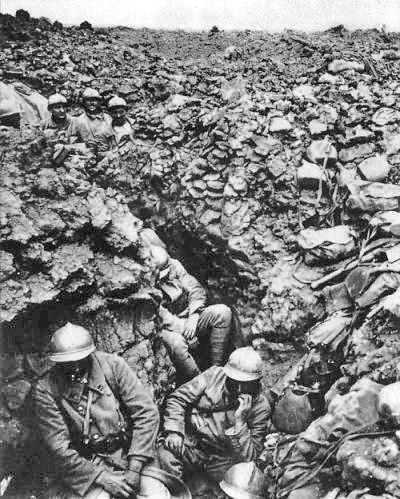
Francuzi w okopach pod Verdun (1916)

Od 25 czerwca do Francji zaczęły przybywać pierwsze oddziały amerykańskie, które zaczęto formować w Amerykański Korpus Ekspedycyjny. Jednak żołnierze nie brali udziału w walce aż do października, ponieważ potrzebne było ich przeszkolenie oraz wyposażenie. Jednak już sama obecność tych oddziałów podniosła morale aliantów.
W październiku doszło do ponownych starć w rejonie Ypres; rozpoczęła się bitwa pod Passchendaele. Kanadyjscy weterani walk o wzgórze Vimy oraz o wzgórze 70 odciążyli znajdujące się tam siły brytyjskie. Następnie 30 października zajęli wieś Passchendaele pomimo ciężkich ulew, które utworzyły olbrzymie rozlewiska na polu bitwy. Mimo dużych strat postępy były niewielkie. Ziemia nasiąknięta wodą została jeszcze rozorana kraterami po wybuchach pocisków, co bardzo utrudniało komunikację i zaopatrzenie. Obie strony straciły w tej bitwie łącznie 0,5 miliona ludzi.
20 listopada Brytyjczycy dokonali pierwszego w tej wojnie ataku z użyciem bardzo dużej liczby czołgów (była to bitwa pod Cambrai). Do uderzenia przeznaczono 324 wozy oraz 12 dywizji piechoty przeciwko tylko dwóm dywizjom niemieckim. Aby uzyskać efekt zaskoczenia zrezygnowano z wcześniejszego przygotowania artyleryjskiego, postawiono jedynie zasłonę dymną. Na czołgach została umieszczona faszyna, która miała zostać użyta do zasypywania głębokich rowów wykopanych przez Niemców.
Jedynie 51. szkocka dywizja górska, nie zdołała osiągnąć swoich celów; reszta oddziałów poczyniła znaczne postępy. Brytyjskie siły wdarły się w pozycje nieprzyjaciela (w ciągu zaledwie 6 godzin) głębiej niż w czasie III bitwy pod Ypres w okresie 4 miesięcy i przy stratach zaledwie 4000 zabitych. Jednak szybka ofensywa sprawiła, że w liniach brytyjskich wytworzyło się wybrzuszenie, co natychmiast wykorzystali Niemcy i przeprowadzili 30 listopada kontrofensywę, która zepchnęła Brytyjczyków z powrotem na pozycje wyjściowe. Pomimo tego niepowodzenia atak uznano za udany, bo pokazał on możliwość przełamania umocnień złożonych z okopów przy użyciu czołgów. W bitwie tej po raz pierwszy Niemcy użyli do natarcia oddziałów specjalnych zwanych grupami szturmowymi.
W 1917 zaczęły też powstawać – i wchodzić do akcji – pierwsze jednostki polskie, które później (w 1919), przerzucone transportem kolejowym z Francji przez Niemcy do Polski (jako tzw. Błękitna Armia pod dowództwem generała Hallera), wzięły udział w wojnie polsko-bolszewickiej 1920.

##### Rok 1918 – ostatnia ofensywa

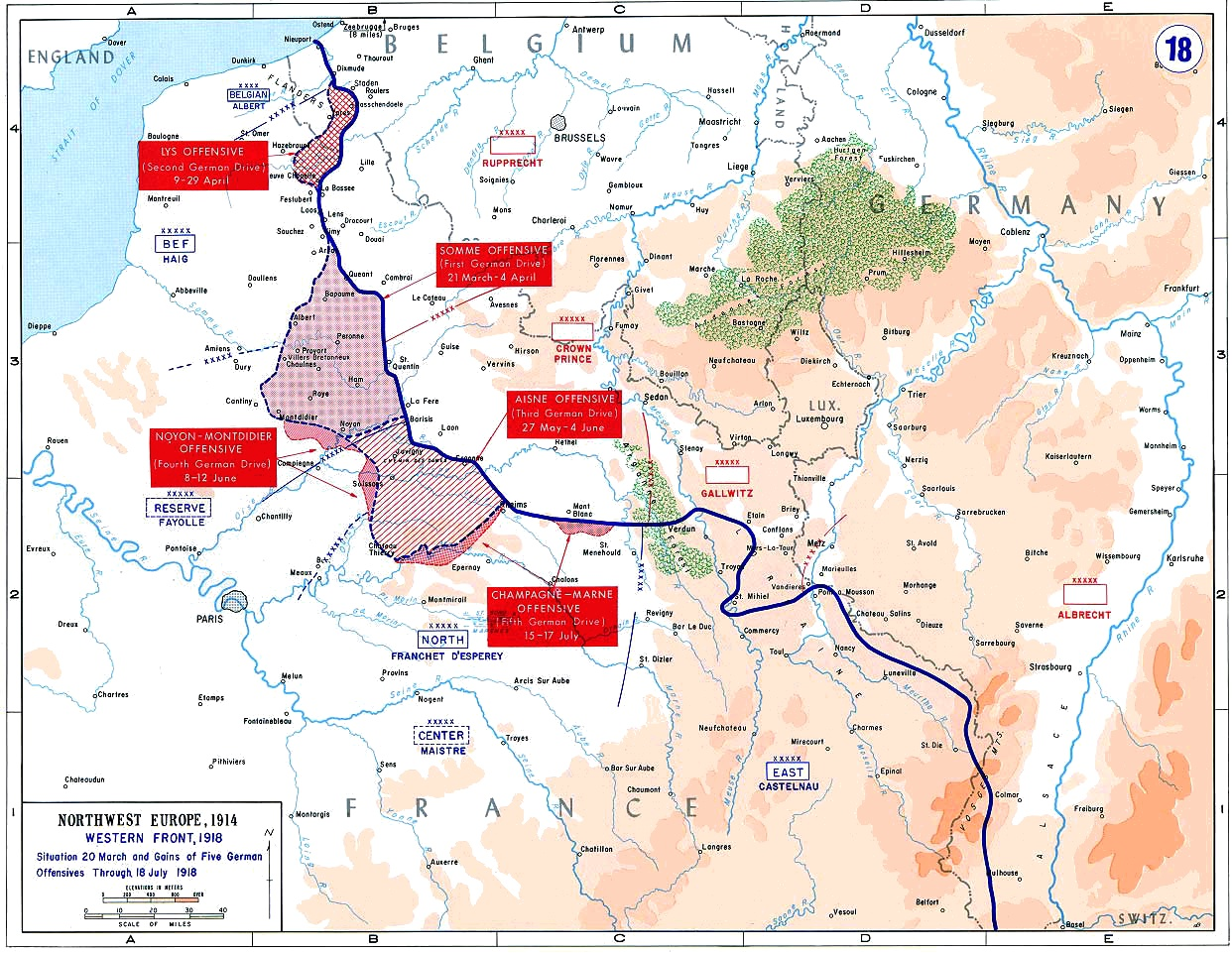
Niemiecka ofensywa wiosenna w 1918

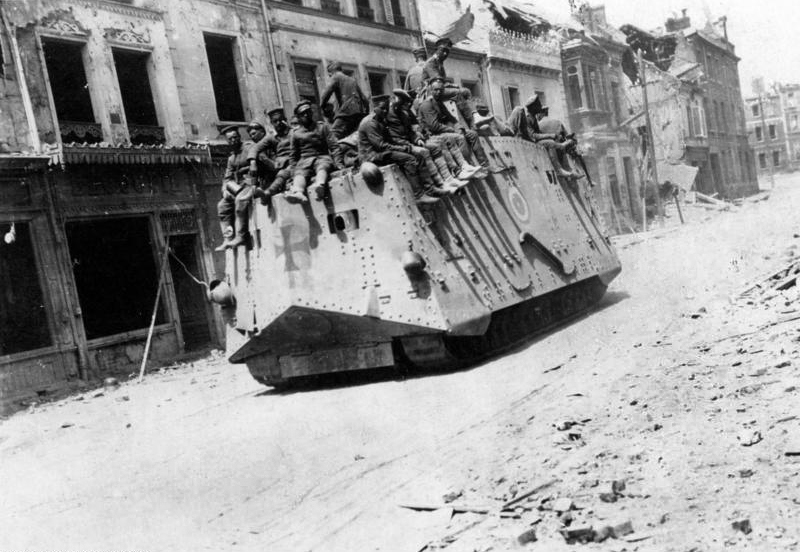
Niemiecki czołg typu A7V w Roye, 21 marca 1918

Po uznanej za udaną ofensywie alianckiej i spenetrowaniu obrony niemieckiej w rejonie Cambrai (bitwa pod Cambrai (1918)), Ludendorff jedyną szansę upatrywał w decydującym ataku na całym odcinku frontu zachodniego na wiosnę, zanim Amerykanie staną się znaczącą siłą. W międzyczasie 3 marca 1918 Niemcy podpisały z bolszewicką Rosją traktat w Brześciu, w wyniku którego ta ostatnia ogłosiła jednostronne wycofanie z wojny. Miało to ogromne znaczenie, bo pozwalało przerzucić na zachód 44 dywizje niemieckie. Teraz alianci dysponowali 173 dywizjami przeciwko 192 niemieckim. Armia niemiecka z powodzeniem wdrożyła także nową taktykę walki, wypróbowaną na froncie wschodnim. Alianci cierpieli ponadto na problemy związane z brakiem jednolitego dowództwa, niskim morale w szeregach i niedostatkiem nowych żołnierzy.
Ludendorff zamierzał wykonać zmasowany atak na Brytyjczyków i oddzielić ich od wojsk francuskich oraz odciąć połączenie z portami morskimi na północy, skąd dochodziło amerykańskie zaopatrzenie. Ofensywa miała polegać na uderzaniu grup szturmowych, zmasowanym wykorzystaniu lotnictwa oraz na niespotykanym dotychczas ostrzale artyleryjskim, łącznie z użyciem gazów bojowych. Operacja, nazwana przez Niemców „Michael”, doprowadziła do odrzucenia Francuzów i Brytyjczyków daleko na zachód. Niemcy w ciągu zaledwie 8 dni przesunęli linię frontu o 100 km. Tym samym, po raz pierwszy od 1914, mieli możność bezpośredniego ostrzału Paryża.
Na skutek niepowodzeń alianci wreszcie zdecydowali się na utworzenie zunifikowanego dowództwa, na czele którego stanął marszałek Ferdynand Foch – będący od teraz naczelnym dowódcą sił sprzymierzonych na terenie Francji. Dzięki temu znacząco poprawiła się współpraca pomiędzy armiami francuską, amerykańską i brytyjską.

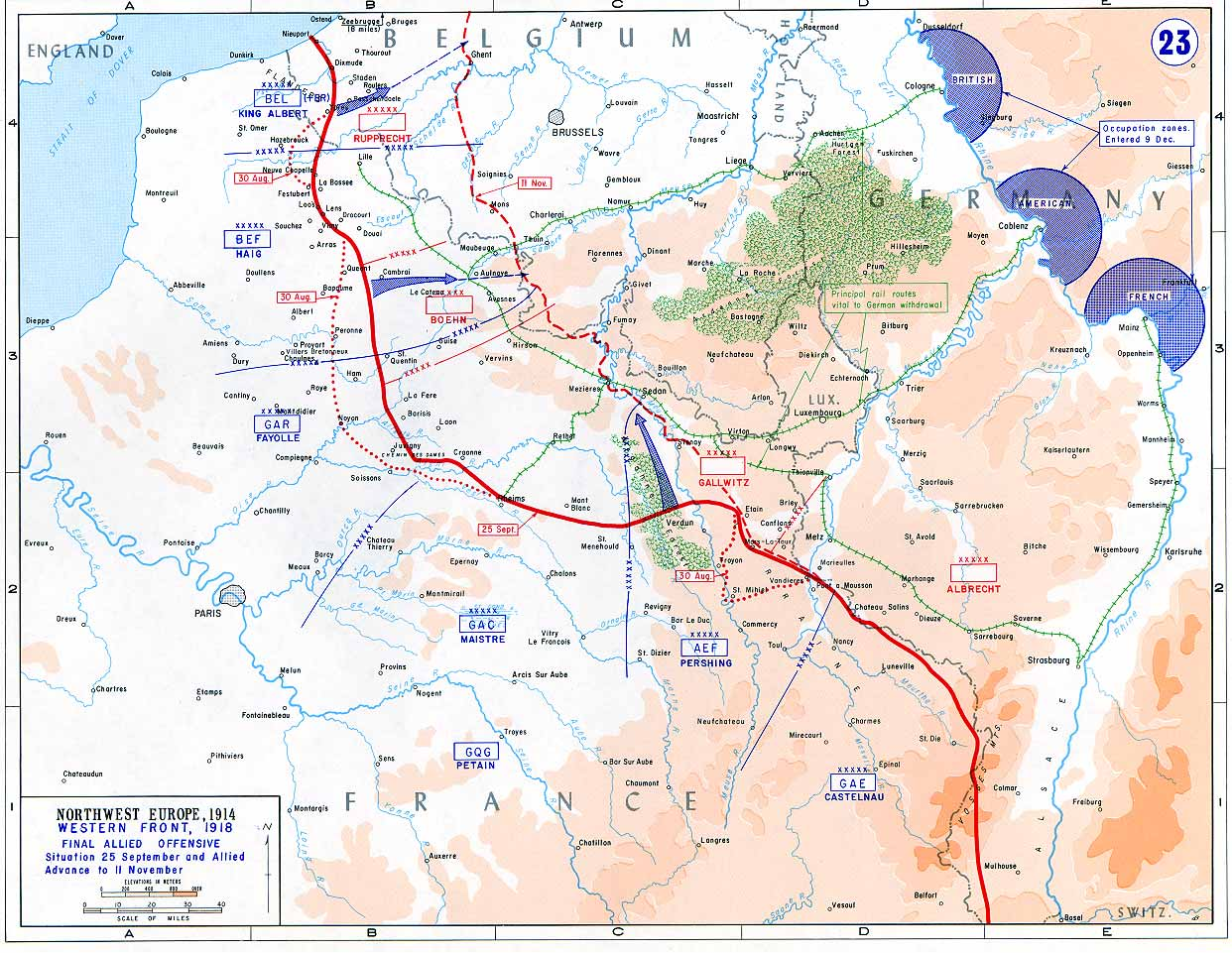
Kontrofensywa aliancka w 1918

Oddziały amerykańskie odniosły swoje pierwsze zwycięstwo pod Cantigny. W ciągu lata co miesiąc do Francji przybywało 300 tys. żołnierzy z USA i w końcu listopada armia amerykańska osiągnęła liczebność ponad 2 milionów. Zwiększająca się obecność Amerykanów na polach bitew w dużym stopniu pokrzyżowała niemiecką operację przegrupowania sił.
W lipcu Foch zapoczątkował ofensywę skierowaną przeciwko niemieckim pozycjom wysuniętym na linii rzeki Marny. Atak ten powiódł się i doprowadził do całkowitej likwidacji wybrzuszenia na linii frontu. Druga główna ofensywa miała miejsce dwa dni później i dotarła do Amiens na północy. Użyto tu potężnych sił, z 600 czołgami i 800 samolotami. Hindenburg nazwał dzień natarcia 8 sierpnia – „czarnym dniem w historii armii niemieckiej”. We wrześniu I Armia Amerykańska dowodzona przez gen. Pershinga dokonała uderzenia w sile 500 tys. ludzi, co dało początek bitwie pod Saint-Mihiel. Obok tej ofensywy wykonano także uderzenie na Meuse-Argonne. Dzięki tym dwóm operacjom odzyskano teren o łącznej powierzchni 500 km².
Armia niemiecka w ciągu 4 lat walk została poważnie osłabiona; występowały poważne braki w materiale wojennym. Ponadto społeczeństwo było już bardzo zmęczone przedłużającą się wojną. Tzw. ofensywa 100 dni nie powiodła się, a po niej nastąpiła seria dotkliwych porażek. Nawet duże oddziały niemieckie zaczęły się poddawać, nie wykazując najmniejszej ochoty do walki. W momencie gdy alianci, przy dużych stratach własnych, przełamali obronę niemiecką, doszło do całkowitego rozpadu Cesarstwa Niemieckiego, ponadto ze stanowisk ustąpili dwaj główni dowódcy niemieccy – Paul von Hindenburg i Erich Ludendorff. Mimo to w dalszym ciągu toczyły się walki na froncie. Kres położyła im dopiero rewolucja w Niemczech, której efektem było powołanie nowego rządu w Berlinie, który szybko zawarł z aliantami zawieszenie broni 11 listopada 1918.

#### Front włoski
Przed wojną Włochy były członkiem trójprzymierza razem z Niemcami i z Austrią. Jednak w 1914 zachowały neutralność, twierdząc, że ich zobowiązania sojusznicze będą wypełnione tylko w sytuacji, gdyby Austria została zaatakowana. Ponieważ Austriacy sami byli napastnikami, sojusz nie obowiązywał. Od tego momentu Włochy stały się przedmiotem zabiegów państw centralnych i ententy zmierzających do ich pozyskania. Alianci mieli tu ułatwione zadanie, bo Włochy miały wiele spraw spornych z Austrią (chodziło głównie o rejon Trydentu należący do imperium habsburskiego zamieszkany w większości przez Włochów).
Z tego też powodu 23 maja 1915 Włochy dołączyły do ententy. Cała granica włosko-austriacka miała charakter górzysty. Jedynymi możliwymi obszarami walk mogły być tereny wokół wybrzuszenia trydenckiego oraz na wschód od doliny Isonzo.

##### Pierwsza bitwa nad Isonzo

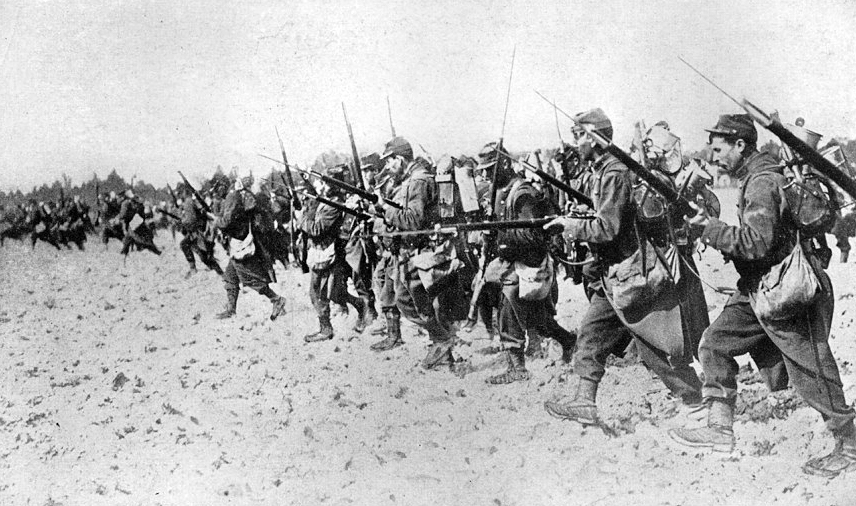
Francuska piechota w ataku na bagnety

Włosi jako pierwsi podjęli działania ofensywne, których celem było opanowanie miasta Gorycja położonego w dolinie Isonzo. Działania włoskie były utrudnione głównie poprzez słabe zaopatrzenie armii w amunicję oraz małą ilość artylerii i pojazdów transportowych. Na początku wojny Włochy miały jedynie 600 samochodów, używano głównie koni, które zawodziły w górzystym terenie alpejskim. Także dopiero co mianowany dowódca wojsk włoskich Luigi Cadorna nie miał w ogóle doświadczenia bojowego.
Na początku ofensywy Włosi posiadali przewagę liczebną (na jednego Austriaka przypadało dwóch Włochów). Jednak ich atak na dobrze umocnione linie obronne Austriaków okazał się bezskuteczny ze względu na ich wysokie położenie. Zmuszało to armię włoską do wykonywania karkołomnych uderzeń (nierzadko konieczne było wspinanie się na duże wysokości). Dwa tygodnie później ponowiono frontalne natarcie z użyciem większej liczby dział, ale oddziały włoskie znowu zostały odrzucone. Kolejny nieskuteczny atak (w którym brało udział 1200 ciężkich dział) miał miejsce od 18 października do 4 listopada 1915.

##### OfensywaAsiago
Po niepowodzeniach włoskich Austriacy zdecydowali się na przeprowadzenie własnej kontrofensywy (Strafexpedition), która miała wyruszyć z Trentino. 11 marca 1916 15 dywizji cesarskich przełamało obronę włoską (mimo wcześniejszych wiadomości o przygotowaniach austriackich do uderzenia dowódca włoski zlekceważył je i nie podjął żadnych kroków zaradczych). Od całkowitej katastrofy armię włoską uratowało jedynie ściągnięcie posiłków z głębi kraju.

##### Dalsze starcia w dolinie Isonzo
W 1916 nad rzeką Isonzo miały miejsce jeszcze cztery bitwy. Szósta bitwa nad Isonzo, rozpoczęta przez Włochów w sierpniu, zakończyła się dla armii włoskiej większymi sukcesami niż poprzednio, co było spowodowane osłabieniem obrony austriackiej ze względu na ofensywę Brusiłowa w Galicji. Włosi nie osiągnęli tu wielkich zdobyczy, jednak udało się im opanować Gorycję, co znacząco wpłynęło na podniesienie morale. Siódma, ósma i dziewiąta bitwa nad Isonzo (14 września – 4 listopada) przyniosły niewielkie rozstrzygnięcia, doprowadziły natomiast do wyczerpania obydwu armii.

##### Rok 1917 – przybycie Niemców
Po osiągnięciu nieznacznych zdobyczy w dziesiątej bitwie nad Isonzo Włosi przeprowadzili dwa ataki na pozycje austriackie na północ i wschód od Gorycji. Uderzenie na wschód przyniosło oczekiwane rezultaty, oddziały włoskie dowodzone przez Luigi Capello zdołały tu złamać obronę austriacką i opanować płaskowyż Bainsizza. Sukces ten okazał się jednak krótkotrwały, bo wystąpiły trudności z zaopatrzeniem, co zmusiło Włochów do wycofania się na pozycje wyjściowe.

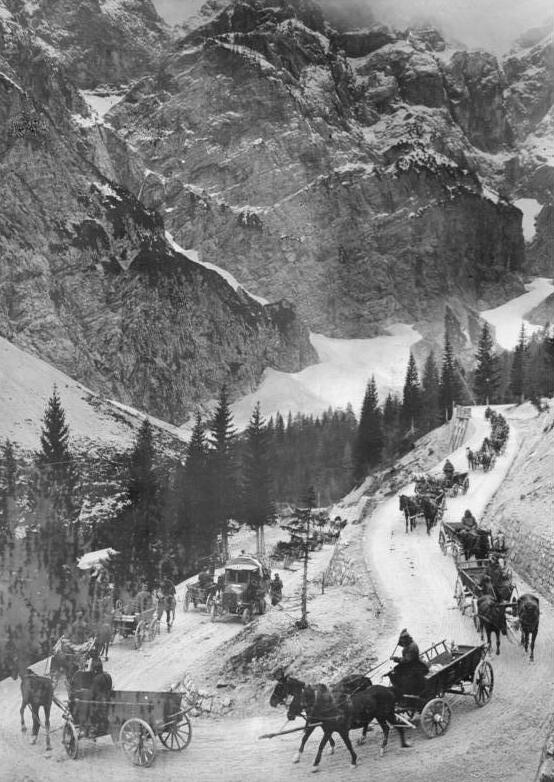
Linia zaopatrzenia austro-węgierskiego nad przełęczą Vršič, październik 1917

Po jedenastej bitwie na Isonzo Austriacy byli skrajnie wyczerpani i potrzebowali posiłków. Z pomocą przyszła im armia niemiecka, której część mogła być przerzucona z frontu wschodniego po odparciu ofensywy rosyjskiej w 1917. Żołnierz włoski był coraz bardziej zdemoralizowany, zaczęły się szerzyć bunty i przejawy nieposłuszeństwa. Żołnierze żyli w bardzo ciężkich warunkach, nie mieli żadnych okresów odpoczynku i byli zmuszani do podejmowania kolejnych ataków, które przynosiły mizerne rezultaty. 24 października 1917 połączone wojska niemiecko-austriackie rozpoczęły bitwę pod Caporetto, w której atakujący z powodzeniem zastosowali nową taktykę uderzania za pomocą grup szturmowych, omijania umocnionych punktów i uderzania na tyły przeciwnika. Pod koniec pierwszego dnia walk Włosi byli zmuszeni się cofnąć nad rzekę Tagliamento.

##### Bitwa nad Piawą
Szybkie postępy armii austriackiej spowodowały, że znalazła się ona daleko poza zasięgiem własnego zaopatrzenia, co zmusiło ją do przegrupowania sił i zatrzymania marszu. Włosi zostali odrzuceni na linie obronne w pobliżu Wenecji nad rzeką Piawa (do tej pory armia włoska straciła 600 tys. ludzi). W listopadzie 1917 na froncie włoskim zaczęli się pojawiać Francuzi i Brytyjczycy. Na dodatek wiosną 1918 Niemcy wycofali swoje oddziały, aby użyć ich w ofensywie wiosennej.
Bitwa nad Piawą rozpoczęła się austriackimi atakami pozorującymi w pobliżu Tonale, które z łatwością zostały odparte. Prawdziwe cele ofensywy wojsk cesarskich zostały ujawnione wywiadowi włoskiemu przez dezerterów austriackich; wykorzystując te informacje Włosi skoncentrowali na kierunku uderzenia dwie armie. Na innym odcinku natarcia Austriacy pod dowództwem Svetozara Boroevića von Bojny odnieśli większe sukcesy, ale zostali odcięci od linii zaopatrzeniowych przez lotnictwo alianckie, ponadto w miejscu tym pojawiły się niespodziewanie posiłki włoskie.

##### Decydująca bitwa pod Vittorio Veneto
Ku rozczarowaniu aliantów Włosi nie wykorzystali sukcesów w bitwie nad Piawą (było to spowodowane głównie dużymi stratami włoskimi odniesionymi w tej bitwie). Gen. Armando Diaz oczekiwał przybycia większych posiłków z frontu zachodniego. W październiku 1918 Włosi mieli już wystarczająco duże siły, aby wyprowadzić nową ofensywę na Vittorio Veneto. W bitwie pod Vittorio Veneto Austriacy próbowali stawić opór, ale przewaga aliantów była przytłaczająca. Włochom udało się przedrzeć przez lukę w obronie austriackiej niedaleko Sacile, a następnie wprowadzić w to miejsce większą liczbę oddziałów, które rozbiły całkowicie obronę przeciwnika. 300 tys. Austriaków poddało się 3 listopada 1918. Następnego dnia Austro-Węgry podpisały zawieszenie broni.

#### Front bałkański
Walki na Bałkanach wyglądały zgoła inaczej niż na pozostałych frontach. Tutaj w przeciwieństwie do długich i wyczerpujących walk w okopach rozstrzygnięcia zapadały bardzo szybko, a całe starcia ograniczyły się do kilku krótkich kampanii.
Wojna zaczęła się tu od uderzenia Austriaków na Serbię. Armia cesarsko-królewska szybkim marszem parła naprzód i doszła dużo dalej w głąb kraju niż spodziewało się tego dowództwo serbskie, które było całkowicie zaskoczone takim obrotem sprawy. Armia serbska stawiła jednak zacięty opór w bitwie na górze Cer (w dniach od 16 do 19 sierpnia 1914) i zmusiła Austriaków do odwrotu. Następne uderzenie austriackie miało miejsce 7 września – ta ofensywa zakończyła się pełnym powodzeniem, jako że Serbowie nie mogli zatrzymać pochodu armii przeciwnika (przegrana Serbów w bitwie nad Driną w dniach od 8 do 17 września), Belgrad został zdobyty 2 grudnia. Był to szczyt sukcesów armii cesarskiej w 1914, bo między 3 a 9 grudnia miała miejsce bitwa nad Kolubarą, w której zwycięscy Serbowie znowu wyparli Austriaków z kraju (przy czym w dużym stopniu pomógł im wylew rzeki, który uwięził armię austriacką).
Na nieszczęście dla Serbów wybuchła w tym okresie epidemia tyfusu, która zdziesiątkowała żołnierzy oraz ludność cywilną i uniemożliwiła dowóz zaopatrzenia. Przez cały rok 1915 działania obydwu armii były prowadzone na bardzo małą skalę. Sytuacja na froncie ożywiła się nieco, gdy do wojny po stronie państw centralnych przystąpiła Bułgaria (14 października 1915). Wojska bułgarskie natychmiast uderzyły na Serbię. Austriacy, przewidując taki atak, przeprowadzili własne uderzenie 6 października. Obydwaj napastnicy dysponowali 600 tys. żołnierzy, czyli dwukrotnie większymi siłami niż armia serbska. Z tego też powodu pod koniec listopada Serbia została całkowicie opanowana przez państwa centralne. Serbowie natomiast postanowili zaryzykować odwrót przez góry i Albanię w kierunku Salonik, gdzie ciągle neutralna Grecja pozwalała na dowóz zaopatrzenia dla wojsk ententy. Na wysokości Salonik ustabilizowała się także linia frontu.

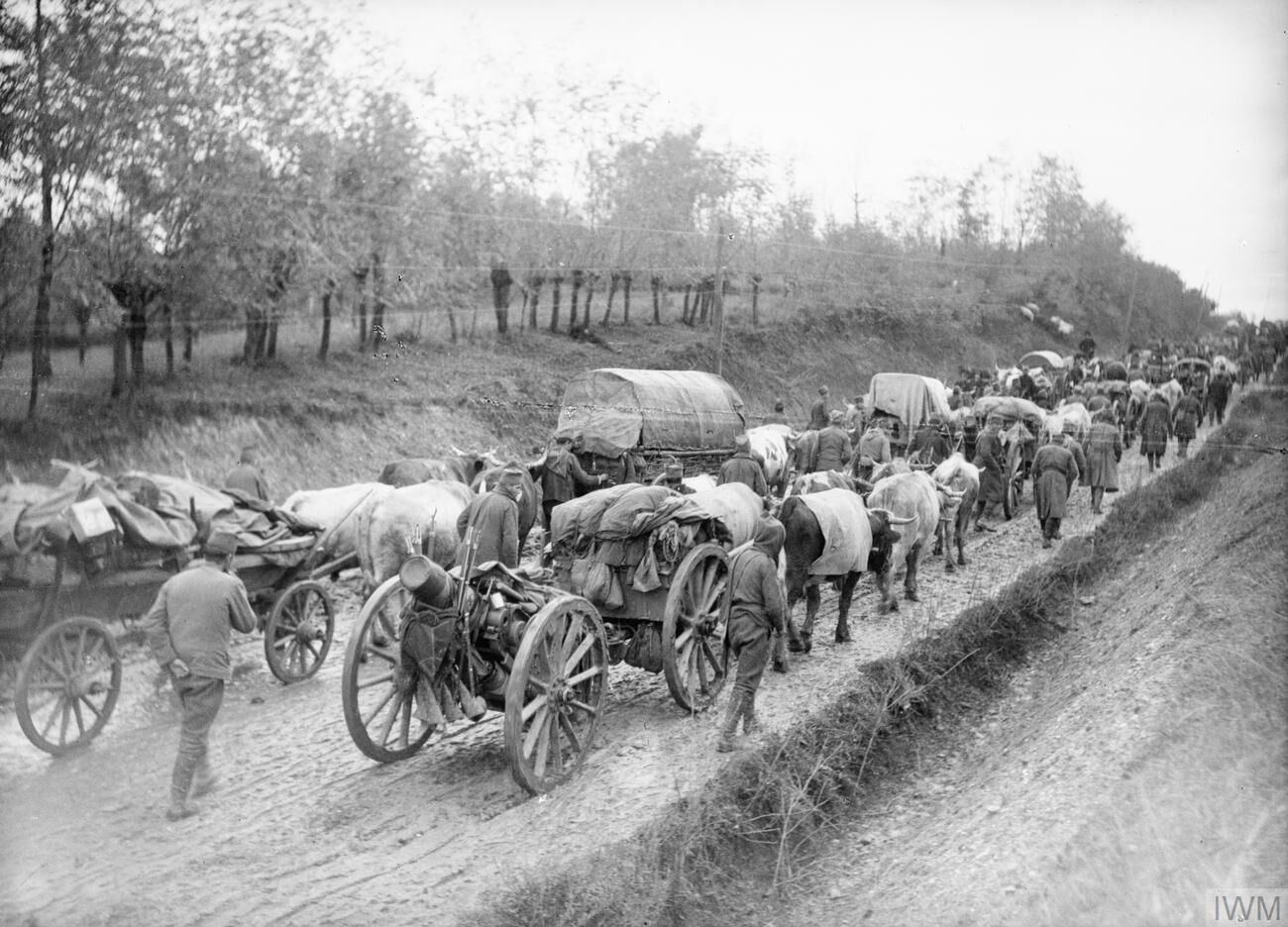
Odwrót armii serbskiej przez Albanię, październik 1915

Armia serbska została przewieziona drogą morską na wyspę Korfu, podczas gdy przybyłe do Salonik wojska sojusznicze (francuskie i angielskie) nie prowadziły żadnych działań i czekały praktycznie bezczynnie. Następnym państwem w tym rejonie, które włączyło się do wojny po stronie aliantów, była Rumunia (27 sierpnia 1916), która po inwazji Siedmiogrodu została szybko pokonana przez armię bułgarską i niemiecką, i znalazła się pod okupacją. Bukareszt padł 6 grudnia, a pod koniec 1916 ocalałe oddziały rumuńskie opuściły Wołoszczyznę i wycofały się do Mołdawii.
Rok 1917 nie obfitował w większe walki, układ sił został naruszony po przejściu Grecji na stronę aliantów 27 czerwca 1917. Na całym froncie jednak nic się nie zmieniło aż do 1918. Wtedy to bowiem olbrzymie trudności zaczęły się pojawiać w armii bułgarskiej, głównym problemem były niedostatki w zaopatrzeniu w żywność, nawet dla oddziałów znajdujących się w pobliżu Salonik. Zjednoczone siły angielsko-francusko-serbskie przeprowadzały ataki na ufortyfikowane pozycje Bułgarów przy Dobro Polu i Dojran. Mimo ogromnej przewagi w ludziach, sprzęcie i zaopatrzeniu ostatnie dwa natarcia przy Dojranie w 1917 i 1918 zostały powstrzymane. Alianci stracili 24 tys. żołnierzy przy 4 tys. strat bułgarskich. Dopiero wyłom w linii obronnej w Dobro Polu zmusił Bułgarów do odwrotu. Fakt, iż armia bułgarska nie została rozgromiona i długo stawiała mocny opór, pomógł bułgarskiej delegacji wynegocjować, aby Bułgaria nie była okupowana przez alianckie państwa bałkańskie. 29 września Bułgaria podpisała zawieszenie broni, poddała się także armia austriacka, alianci opanowali całkowicie sytuację na Bałkanach i przygotowywali się do wkroczenia na Węgry.

#### Front wschodni

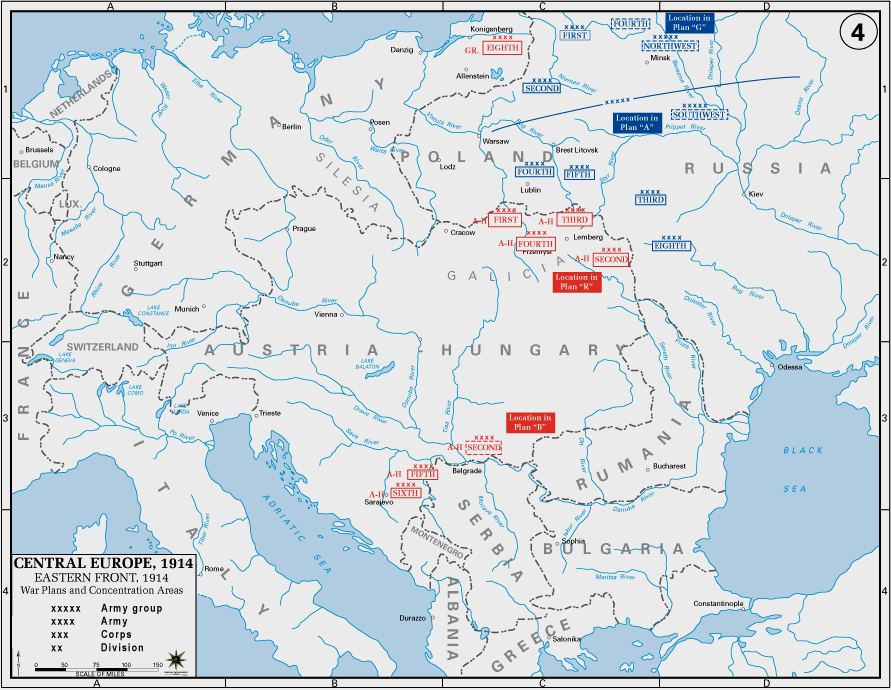
Front wschodni w 1914

##### Rok 1914 – ofensywa rosyjska
Walki w Prusach Wschodnich
Działania na froncie wschodnim rozpoczęły się 17 sierpnia 1914, kiedy to rosyjski gen. Paweł Rennenkampf ze swoją 1. armią wkroczył na teren Prus Wschodnich, ścierając się pod Stołupianami i pod Gąbinem z 8. armią niemiecką dowodzoną przez gen. Maximiliana von Prittwitza. Dwa dni później 2. armia dowodzona przez gen. Aleksandra Samsonowa zaatakowała wzdłuż prawego skrzydła niemieckiego. Takie działania wojsk rosyjskich okazały się możliwe nawet mimo tego, że 2. armia skompletowała jedynie dwie trzecie swego składu osobowego ze względu na wolno postępującą mobilizację. Prittwitz, który obawiał się, że nie utrzyma pozycji wobec przeważających sił przeciwnika, powiadomił dowództwo, że zamierza się wycofać na linię rzeki Wisły, co doprowadziłoby do oddania bez walki większości Prus Wschodnich łącznie z Królewcem. W takiej sytuacji zdecydowano się na zmiany i Prittwitza zastąpił marszałek polny Paul von Hindenburg razem ze swoim szefem sztabu generalnego Erichem Ludendorffem.

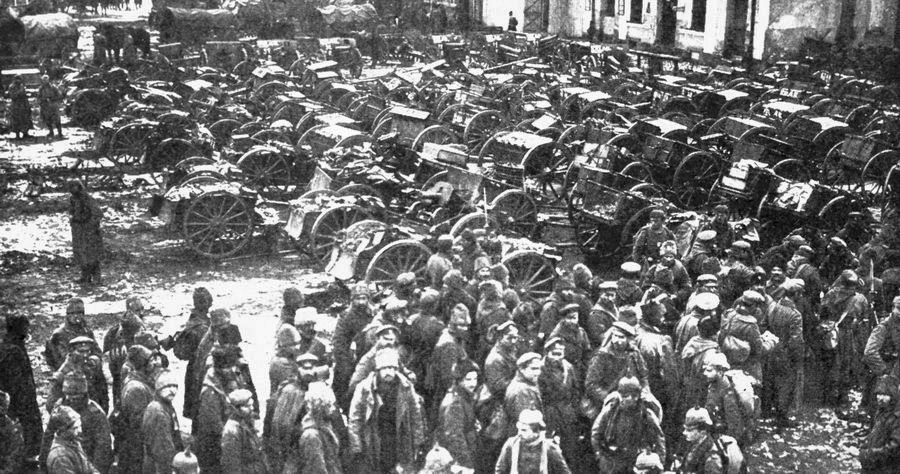
Rosyjscy jeńcy wzięci pod Tannenbergiem

Ci dwaj nowi dowódcy zaplanowali przeprowadzenie kontrofensywy przeciwko Rosjanom przy pomocy sił ściągniętych szybkimi transportami z frontu zachodniego. 27 sierpnia oddziały niemieckie uderzyły z dużym impetem na osłabioną armię Samsonowa, przy okazji doprowadzając do jej oskrzydlenia. Wojska Ludendorffa i Hindenburga doskonale znały położenie przeciwnika, gdyż Rosjanie nie szyfrowali depesz radiowych. Bitwa pod Tannenbergiem zakończyła się 29 sierpnia, a wraz z nią doszło do całkowitej dezintegracji dowództwa rosyjskiego, ponadto Rosjanie stracili 92 tys. ludzi wziętych do niewoli oraz dziesiątki tysięcy zabitych i rannych. W ciągu tygodnia niemieckie oddziały pod dowództwem Augusta von Mackensena pokonały Rennenkampfa w okolicach jezior mazurskich, gdzie Rosjanie stracili 100 tys. ludzi. Tak jak w poprzednich wojnach po stronie rosyjskiej szwankowały najbardziej współpraca w zakresie dowodzenia oraz zaopatrzenie. Teraz w starciu z przeciwnikiem, który dysponował dużą przewagą techniczną, braki te wywołały wojskową katastrofę.
Walki w Małopolsce (Galicji)

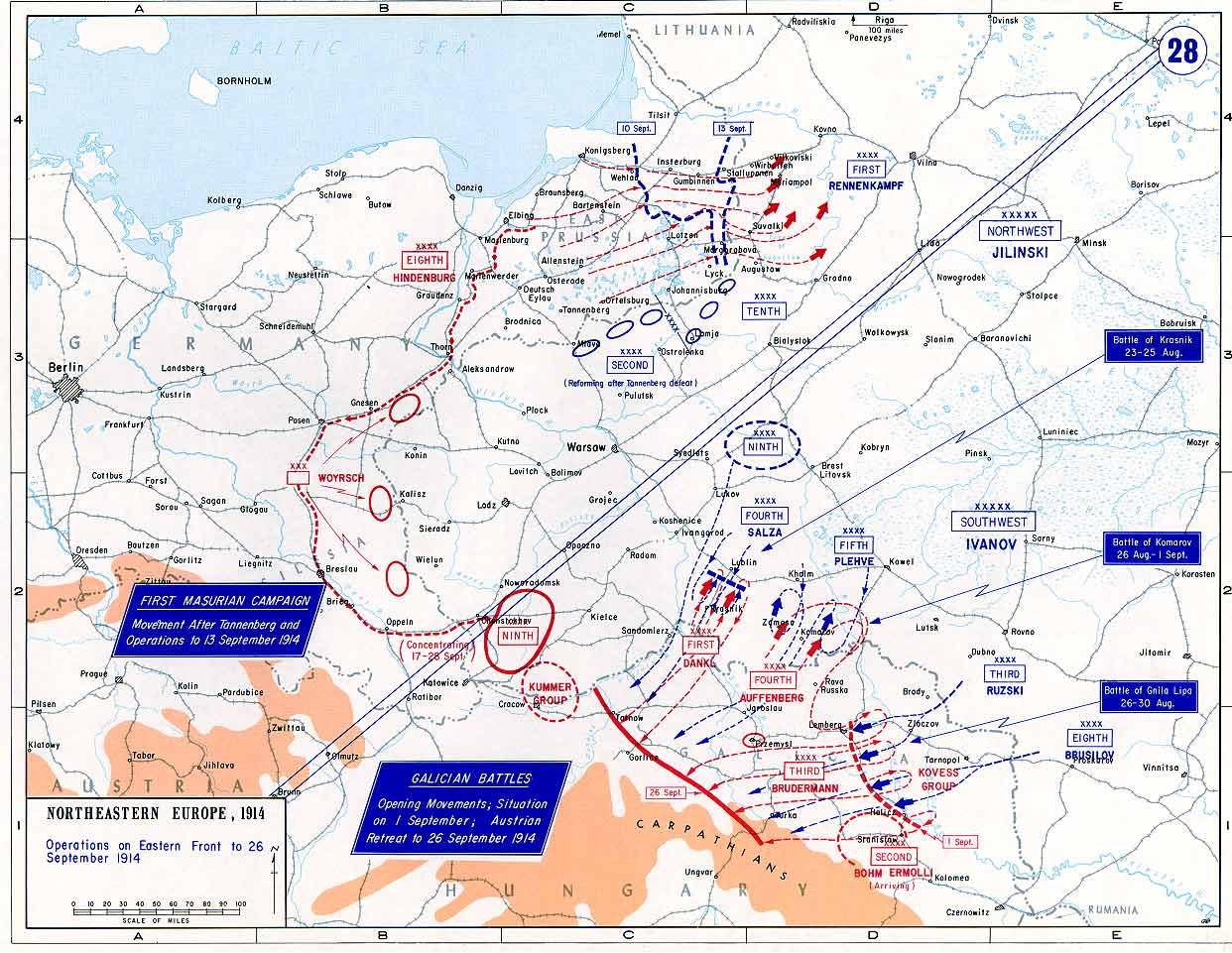
Front wschodni w 1914

Z terenu Galicji austro-węgierski szef sztabu generalnego Conrad von Hötzendorf, licząc na trudności mobilizacyjne Rosjan, rozpoczął natarcie wyprzedzające w kierunku północnym na Lublin. Rosjanie zostali pobici kolejno w bitwach pod Kraśnikiem i Komarowem. Wkrótce Rosjanie rozpoczęli główną ofensywę, uderzając ze wschodu w kierunku Lwowa, w wyniku czego mniej liczebna armia austro-węgierska wycofała się aż za rzekę Dunajec, oddając bez walki stolicę Galicji w ręce Rosjan i pozostawiając oblężoną Twierdzę Przemyśl za linią wroga.
Rosjanie przeszli do kontrofensywy, a ich wojska zajęły we wrześniu prawie całą Galicję (Bitwa galicyjska). W walkach tych znaczący udział po stronie austriackiej miały też I i II Brygada Legionów Polskich.
Walki na zachodnim Mazowszu
Wspólna kontrofensywa niemieckiej 9. Armii i austriackiej 1. Armii we wrześniu na Warszawę i Dęblin w siłach 300 tys. żołnierzy, mimo początkowych sukcesów (podejście pod Warszawę pod koniec września) zakończyła się niepowodzeniem i odwrotem wojsk niemieckich (Bitwa pod Warszawą i Dęblinem) na skutek odzyskania w listopadzie inicjatywy przez Rosjan, którzy pod dowództwem gen. Nikołaja Iwanowa rozbili 1. Armię austriacką gen. Dankla i odrzucili do początków listopada dowodzone przez Paula von Hindenburga wojska niemieckie na granice przedwojenne. W ciągu kilku następnych tygodni stoczono nierozstrzygniętą Bitwę pod Łodzią.
Wojna zimowa
Von Hötzendorf apelował do Niemiec o przysłanie posiłków, które pomogłyby wesprzeć austro-węgierską ofensywę zmierzającą do wyparcia Rosjan z Karpat. Po długich naradach dowódcy niemieccy zdecydowali się na głębokie natarcie na pozycje rosyjskie leżące w pobliżu Prus Wschodnich. W wyniku tych działań nazwanych „wojną zimową” Rosjanie ponieśli ciężkie straty sięgające 190 tys. ludzi. Jednak mimo sukcesów niemieckich, Austriacy nie zdołali pokonać oddziałów rosyjskich na południu. Ponieśli porażkę i utracili kontrolę nad przełęczą Dukielską, która otwierała drogę na równiny węgierskie. Ciężka zima i trudności w zaopatrzeniu spowodowały, że Rosjanie zatrzymali swoje wojska na linii Karpat.

##### Rok 1915 – przejęcie inicjatywy przez Niemców

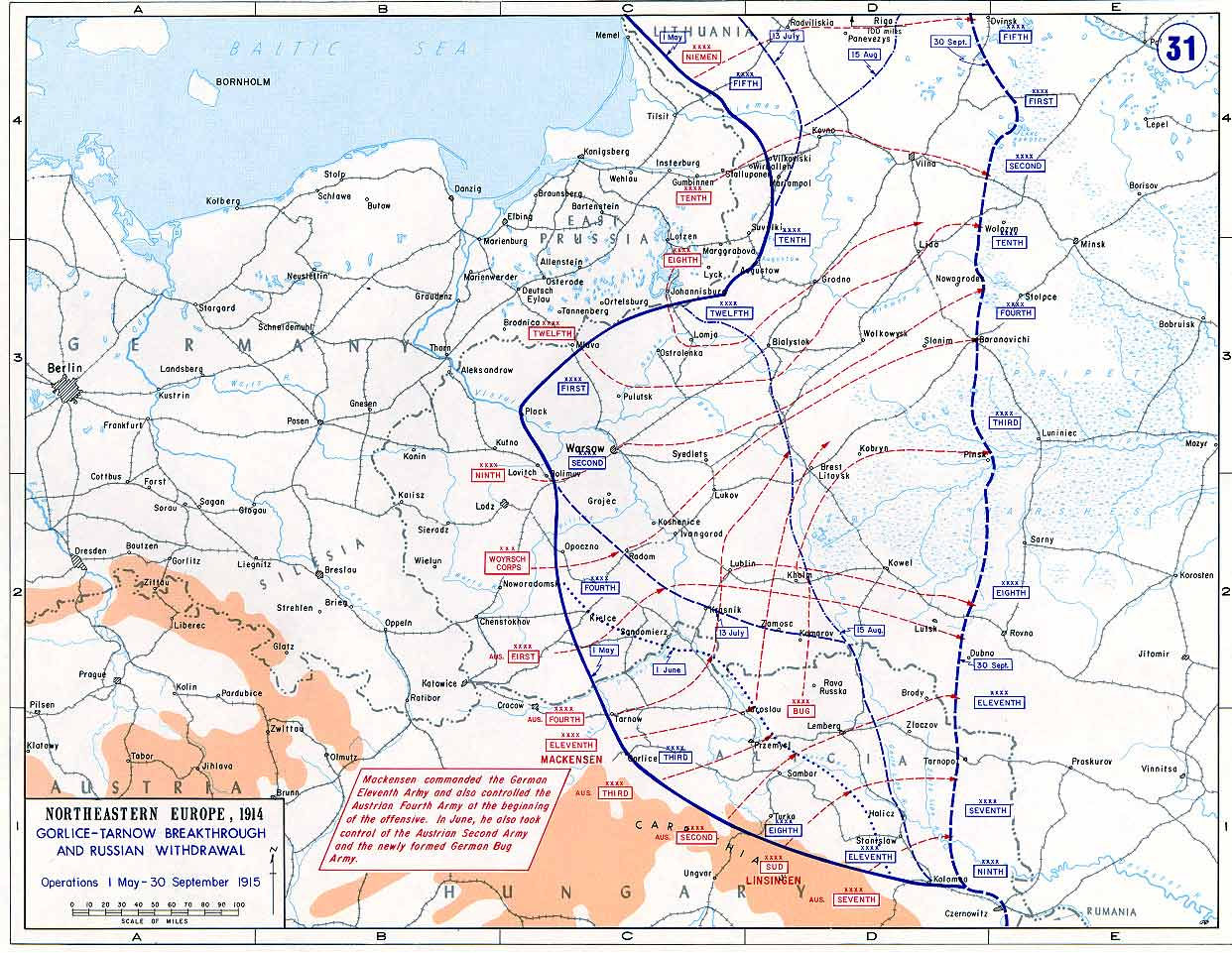
Przesunięcie frontu wschodniego w wyniku bitwy pod Gorlicami

W maju 1915 Niemcy przejęli dowodzenie na froncie wschodnim, ponadto wydzielili dużą część swoich oddziałów, aby uzupełnić luki w liniach austriackich. 2 maja nastąpiła ofensywa w okolicach Gorlic. Uderzenie to wdarło się bardzo głęboko na terytorium przeciwnika i po odbiciu Przemyśla i Lwowa doprowadziło do niemal zupełnego załamania się rosyjskiego frontu na południu. W dniu 5 sierpnia wojska niemieckie zajęły Warszawę, pod koniec lata zdobyły Twierdzę Modlin, Twierdzę w Brześciu, Twierdzę Osowiec, Twierdzę w Kownie i Wilno. Militarne sukcesy wojsk niemieckich doprowadziły do bieżeństwa ludności, głównie prawosławnej.
We wrześniu nowo utworzona 12 armia niemiecka pod dowództwem gen. Maxa von Gallwitza zaatakowała Kurlandię i posuwała się w kierunku Rygi. Jednak z końcem września Rosjanie zdołali się pozbierać po tych klęskach i utworzyć nową linię frontu. Niedługo po tych wydarzeniach car Mikołaj II interweniował osobiście i przejął dowództwo nad armią, decyzja ta jednak wywołała więcej zamieszania niż realnych korzyści.
Pod koniec roku front przebiegał od Zatoki Ryskiej przez Baranowicze, Tarnopol, po Kamieniec Podolski na brzegach Dniestru, co oznaczało, że wojskom państw centralnych udało się zdobyć całe terytorium obecnej Polski, Litwy, Łotwy, zachodnią Białoruś i Ukrainę. 2 miliony rosyjskich żołnierzy zginęło lub dostało się do niewoli. Armie austriacka i niemiecka straciły około miliona ludzi. Do wojny po stronie państw centralnych przystąpiły Bułgaria i Turcja, a próba nawiązania fizycznego kontaktu sił Ententy z Rosjanami przez Dardanele skończyła się fiaskiem wielkiej operacji desantowej wojsk brytyjskich i australijskich w Bitwie pod Gallipoli.

##### Rok 1916 – rosyjska ofensywa Brusiłowa

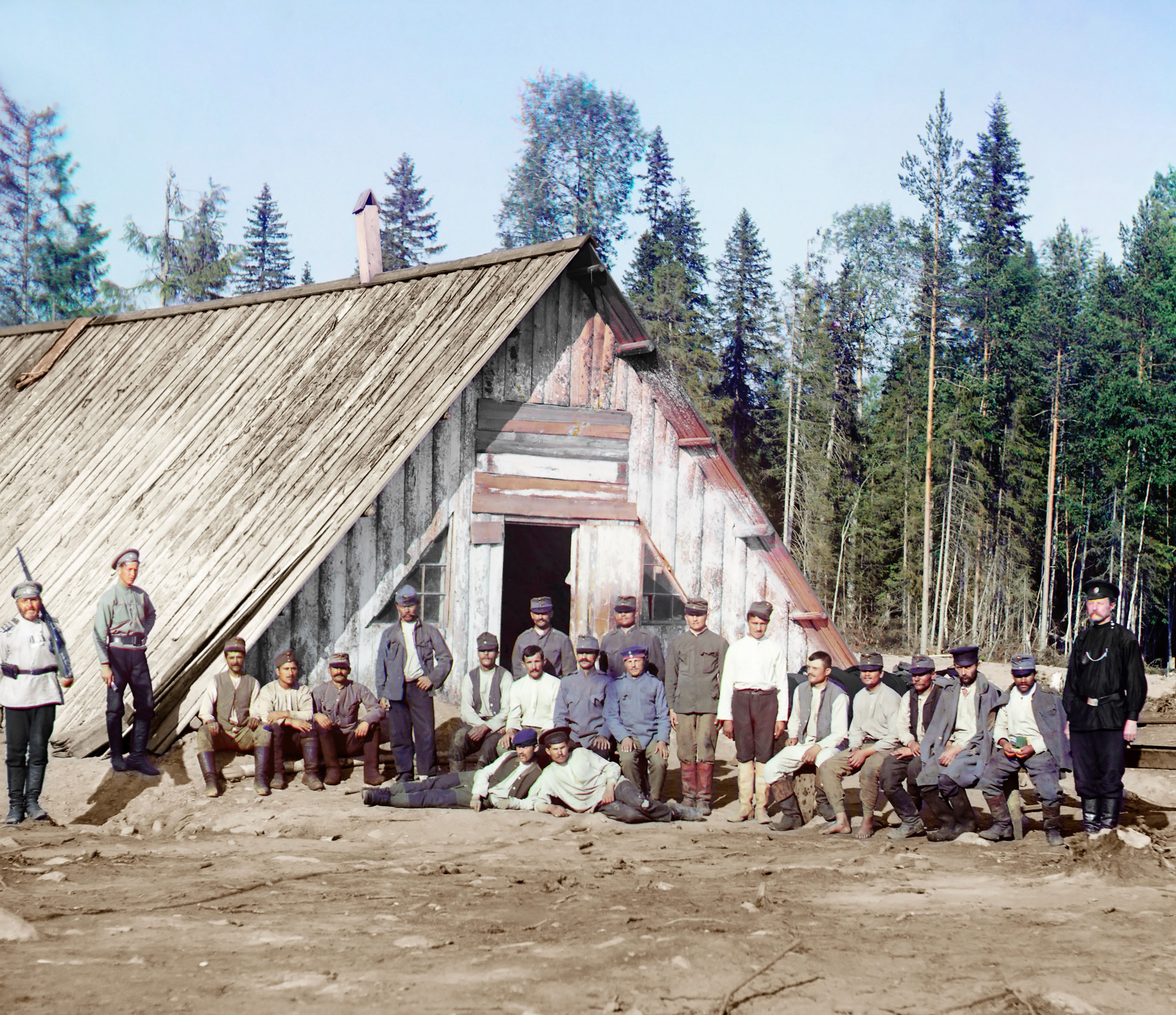
Austriaccy jeńcy w Karelii (Procédé Gorsky frères)

W 1916 dowództwo rosyjskie zaplanowało przeprowadzenie ofensywy pod dowództwem gen. Aleksieja Brusiłowa. W przeciwieństwie do poprzednich operacji poprzedziły ją długotrwałe przygotowania, po raz pierwszy w czasie tej wojny użyto także specjalnych grup uderzeniowych wspieranych przez swobodnie działające formacje, które nie były skrępowane ścisłymi dyspozycjami dowództwa. Dzięki pomocy aliantów z zachodu i zwiększeniu produkcji przemysłowej, Rosjanom udało się uzupełnić straty odniesione w poprzednich walkach. Jednak początkowe sukcesy zostały zmarnotrawione przez skłócone ze sobą dowództwa armijne oraz odwiecznie szwankujące zaopatrzenie.
4 czerwca 1916 cztery armie Brusiłowa: 8., 11., 7. i 9. uderzyły i wdarły się głęboko w pozycje przeciwnika, biorąc do niewoli 13 tys. jeńców. Trwająca prawie 2 miesiące ofensywa doprowadziła niemalże do upadku monarchii austro-węgierskiej. W takim momencie do wojny po stronie aliantów przystąpiła Rumunia, która jednak – zamiast utworzyć odpowiednie pozycje obronne – uderzyła na Siedmiogród, licząc na łatwy łup.
Ten błąd wykorzystali Niemcy, którzy dokonali druzgocącej kontrofensywy, doprowadzając do całkowitej okupacji terytorium Rumunii przez państwa centralne. Niemcy i Austro-Węgry zdobyły cenne zasoby węgla oraz nowy spichlerz dla swoich armii, ale wojskom tych państw przybyło także 180 km dodatkowej linii frontu do obsadzenia.

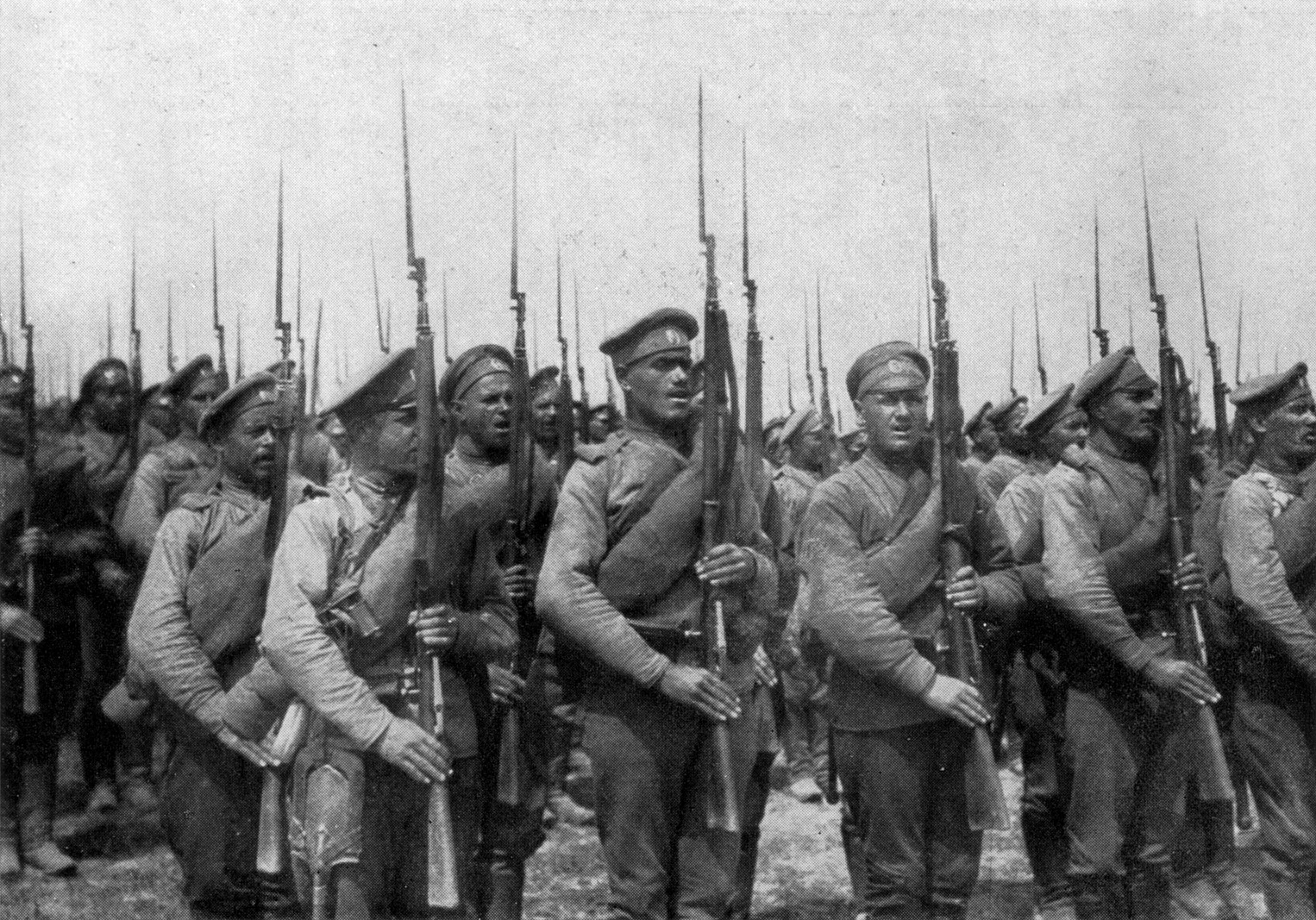
Oddziały rosyjskie broniące dostępu do Warszawy

Brusiłow, ciągle ponaglany z Petersburga, ponawiał ataki pomimo rosnących strat. We wrześniu ofensywa była kontynuowana, ale śmierć poniosło w jej wyniku milion żołnierzy. Uderzenie zostało powstrzymane po zajęciu Bukowiny w Galicji. To nowo zdobyte terytorium drogo kosztowało Rosjan – ich straty były tak samo wysokie jak w poprzednim roku, gdy zostali sromotnie rozgromieni przez wojska państw centralnych, a to spowodowało znaczące obniżenie się morale wśród żołnierzy. W dodatku przemysł zbrojeniowy nie nadążał już z uzupełnianiem ogromnych niedoborów w sprzęcie.
Wszystkie te wydarzenia spowodowały, że zarówno w Rosji, jak i na Austro-Węgrzech zaczęły powtarzać się wewnętrzne niepokoje (w Rosji bunt, podsycany przez bolszewików i inne organizacje lewicowe, był skierowany przeciwko ustrojowi politycznemu, natomiast w monarchii habsburskiej burzyły się liczne narody ją zamieszkujące, które coraz gwałtowniej domagały się suwerenności). Społeczeństwa tych krajów bardzo odczuły wojnę, szczególnie pod względem ekonomicznym, tym samym niepewna sytuacja na zapleczu zaczęła coraz bardziej paraliżować poczynania armii rosyjskiej i austro-węgierskiej.

##### Rok 1917 – decydujące rozstrzygnięcia

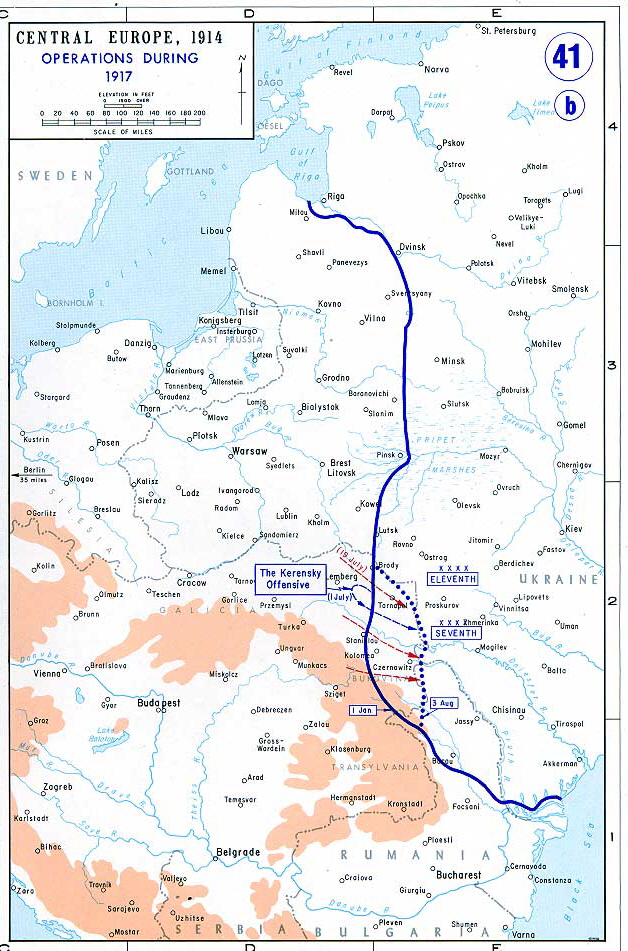
Front wschodni w 1917

W roku 1917 rosyjski korpus oficerski był całkowicie zniechęcony brakiem jakichkolwiek sukcesów. Niemcy, chociaż wielokrotnie mniej liczni, udowodnili, że są wymagającym przeciwnikiem, a interwencja rodziny carskiej wcale nie poprawiła sytuacji; wręcz przeciwnie, nawet ją pogorszyła. Powtarzające się w ciągu trzech lat katastrofalne klęski doprowadziły do całkowitego zaniku patriotyzmu wśród żołnierzy. W marcu 1917 dochodziło do otwartych przejawów buntu w oddziałach, które zaczęły odmawiać wykonywania rozkazów. Sytuacja na froncie jeszcze się pogorszyła, gdy z głębi Rosji dotarły wieści o rozszerzającej się rewolucji lutowej (buntowały się nawet oddziały gwardii carskiej).
W lutym, po abdykacji cara doszło do utworzenia Rządu Tymczasowego, który przyjął swój ostateczny kształt gdy na czele stanął Aleksander Kiereński. Kiereński próbował wywiązać się ze zobowiązań sojuszniczych wobec aliantów i zmusił gen. Brusiłowa do podjęcia kolejnej ofensywy przeciwko niemieckiej armii w Galicji. Ale pomimo najszczerszych chęci generała atak doprowadził jedynie do oczyszczenia terenu z paru rozprzężonych dywizji austriackich, a następnie natrafił na silną obronę niemiecką, która okazała się być nie do przełamania. Później oddziały niemieckie przejęły inicjatywę na froncie, ale ich uderzenie było skierowane praktycznie w próżnię, ponieważ wojska rosyjskie poszły w całkowitą rozsypkę na wieść o wojnie domowej we własnym kraju. W tej sytuacji powstawać zaczęły niezależne polskie formacje wojskowe, najpierw tzw. Legion Puławski, a potem I, II i III Korpus, pierwszy na Białorusi, dwa pozostałe na Ukrainie.
Gdy bolszewicy, w wyniku rewolucji październikowej, przejęli władzę w Rosji, podjęli z Niemcami negocjacje pokojowe. Nie przeszkadzało to wojskom niemieckim w dalszym posuwaniu się naprzód. W końcu bolszewicy doszli do porozumienia z II Rzeszą, zawierając z nią 3 marca 1918 traktat w Brześciu Litewskim, gdzie rząd komunistyczny zrzekł się wszystkich terenów na zachód od Ukrainy. Porozumienie to zostało anulowane przez zawieszenie broni z 11 listopada 1918 i nowy rząd w Moskwie wznowił swoją obecność wojskową na poprzednio opuszczonych terenach. Jednym z ostatnich działań bolszewików w tej wojnie były próby indoktrynowania jeńców niemieckich, którzy po przerzuceniu na front zachodni okazali się całkowicie bezużyteczni. Żołnierze ci, po powrocie do kraju, stali się jednym z filarów komunistycznej rewolucji niemieckiej w 1918 r.
W lutym i marcu 1918 roku doszło do pierwszych walk żołnierzy polskich z bolszewikami. I Korpus Polski w Rosji zajął twierdzę w Bobrujsku, uniemożliwiając bolszewikom skuteczną komunikację z Ukrainą. Sytuacja ta trwała do czasu likwidacji przez Niemców wojska polskiego na wschodzie. Żołnierze zlikwidowanych przez Niemców korpusów polskich stali się w listopadzie 1918 roku głównym elementem nowo tworzonego wojska polskiego w Warszawie, oraz stanowili podstawę kadry oficerskiej WP w Wielkopolsce.

### Wojna na Bliskim Wschodzie i w rejonie Kaukazu

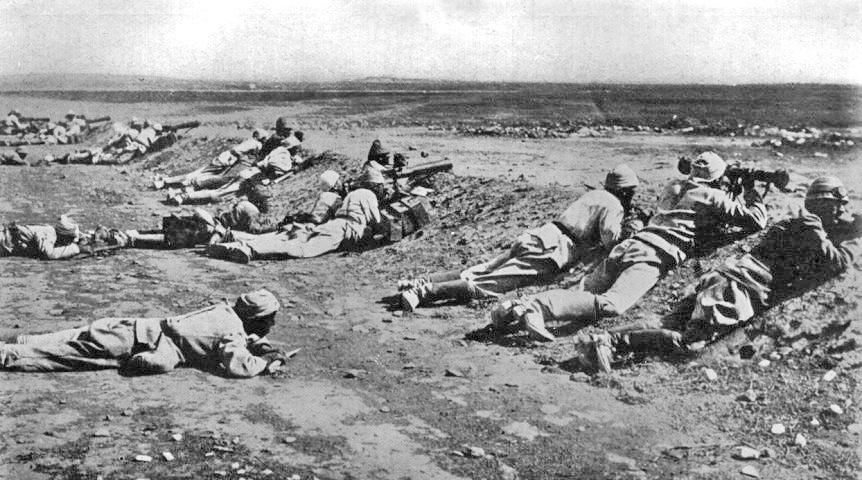
Tureckie stanowiska karabinów maszynowych

Turcja przyłączyła się do państw centralnych 29 października 1914. Jej pierwszą akcją był atak na bazy morskie Rosji nad Morzem Czarnym. Od tego momentu alianci stracili możliwość udzielania pomocy Rosjanom poprzez cieśniny czarnomorskie. Alianci z lekceważeniem traktowali potencjał militarny Turcji i nie uważali jej za groźnego przeciwnika. Założenia te jednak okazały się błędem. Tureckimi operacjami wojskowymi dowodził Enwer Pasza – minister obrony i wicegeneralissimus (pod zwierzchnictwem sułtana Mehmeda V). Wysiłki militarne Turcji koncentrowały się na kilku frontach.
Walki na Kaukazie zostały rozpoczęte przez armię carską, która przekroczyła granicę turecką i czyniła znaczne postępy do czasu tureckiej kontrofensywy w połowie grudnia. Wtedy to bowiem oddziały tureckie pod osobistym dowództwem Enwera Paszy odrzuciły Rosjan i zmusiły ich do wycofania się. Później jednak poniosły klęskę w bitwie pod Sarikamish (29 grudnia 1914 – 3 stycznia 1915). W wyniku tego zwycięstwa inicjatywę przejęli teraz Rosjanie dowodzeni przez jednego z najlepszych generałów rosyjskich – Mikołaja Judenicza. W okresie 1915 walki znacznie osłabły. W tym czasie Turcy rozpoczęli także masowe represje wobec Ormian, które doprowadziły do ludobójstwa na wielką skalę. Wymordowano około 1,5 mln ludzi.
Rosjanie w 1916 zaczęli przygotowywać nową ofensywę, która trwała od stycznia do kwietnia 1916. Armia rosyjska poczyniła w niej duże postępy i wdarła się na ponad 80 km w głąb terytorium przeciwnika, docierając do portu w Trapezuncie. Turecki kontratak w okresie od czerwca do sierpnia nie przyniósł rezultatów i do końca roku starcia toczyły się z niewielkim nasileniem. W marcu 1917 rewolucja w Rosji zmieniła całkowicie sytuację, Turcy wykorzystali to i zaczęli wycofywać swoje wojska z Kaukazu na tereny bardziej zagrożone. Po rewolucji listopadowej Rosja i Turcja podpisały zawieszenie broni. Armia turecka postanowiła jednak mimo tego wykorzystać nadarzającą się okazję i odzyskać stracone wcześniej tereny. W połowie września wojska tureckie okupowały już Baku, dzięki czemu zdobyły zasoby ropy naftowej nad Morzem Kaspijskim. Zdobycze te musiały zostać jednak porzucone, bo alianci w listopadzie 1918 wygrali wojnę i zmusili Turków do wycofania się za pierwotne granice.

#### Gallipoli

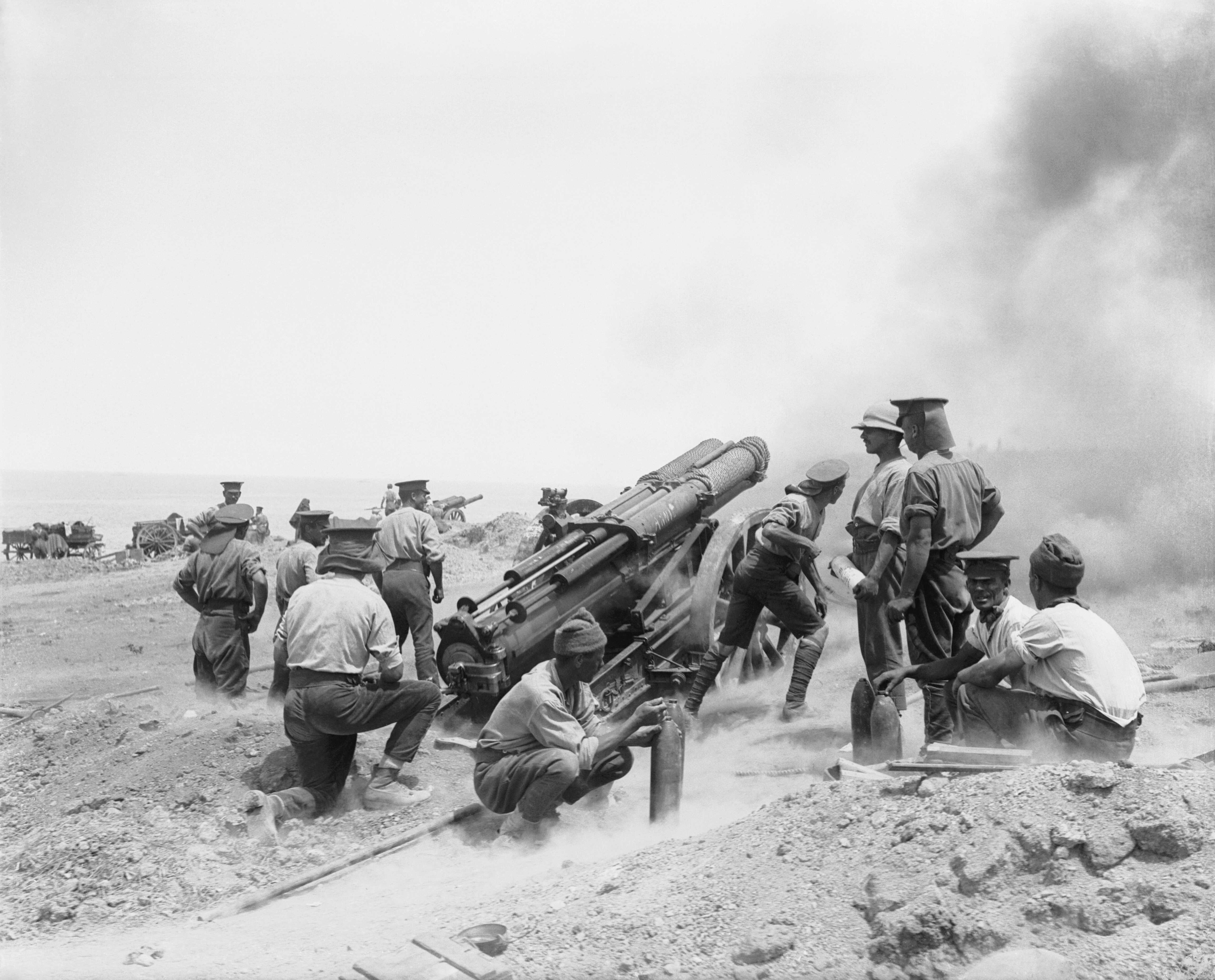
Brytyjska armata 60-funtowa pod Gallipoli, lato 1915

Kampania w rejonie Gallipoli była jedną z największych klęsk aliantów w całej wojnie. Celem sił brytyjsko-francuskich było zdobycie kontroli nad cieśninami czarnomorskimi, co umożliwiłoby udzielanie pomocy Rosji drogą morską, bowiem Dardanele i Bosfor były obsadzone przez wojska tureckie blokujące dostęp do Morza Czarnego. Plany aliantów przewidywały wysłanie w tamten rejon silnej floty, która zniszczyłaby fortyfikacje tureckie na półwyspie. Próba realizacji tych zamierzeń zakończyła się jednak niepowodzeniem, gdy na początku 1915 roku trzy okręty alianckie zatonęły na minach.
Po analizach zmieniono taktykę i postanowiono przeprowadzić desant. Pierwsze lądowanie wojsk australijskich miało miejsce 25 kwietnia 1915 roku, ale Turcy mieli czas, aby poprawić swoje umocnienia. Wkrótce walka przybrała taki sam obraz jak na froncie zachodnim – większość starć toczyła się w okopach. Pod koniec roku okazało się, że plan inwazji zakończył się całkowitym fiaskiem. Straty sprzymierzonych wyniosły ponad 146 tysięcy zabitych i rannych. Jedynym rozsądnym posunięciem aliantów mogła być teraz tylko ewakuacja, która – dzięki sprawnej organizacji – zakończyła się 8–9 stycznia 1916 roku sukcesem i uratowaniem 35 tysięcy ludzi.

#### Irak
Turcja stanowiła poważne zagrożenie dla brytyjskiego przemysłu naftowego w Persji i Kuwejcie. Aby zapobiec ewentualnemu uderzeniu osmańskiemu, Brytyjczycy wysłali Indyjskie Siły Ekspedycyjne, które miały zabezpieczyć Zatokę Perską. Oddziały te pod koniec listopada 1914 zajęły Basrę. Gen. John Nixon i jego podwładny gen. Charles Townshend posuwali się na północ, w górę rzeki Tygrys. We wrześniu Townshend dotarł do Al-Kut, gdzie pokonał armię turecką i zajął to miasto. Dzięki temu udało się ochronić brytyjskie interesy naftowe nad Zatoką Perską.
Mimo to, gen. Nixon uważał, że ofensywę należy kontynuować i wydał Townshendowi (który uważał dalszy marsz za ryzykowny) polecenie opanowania Bagdadu. Wykonując ten rozkaz, Townshend napotkał w okolicy Ktezyfonu silny osmański opór i został zmuszony do odwrotu (bitwa pod Ktezyfonem). Wycofał się do Kut, gdzie został oblężony. Wszystkie próby uwolnienia obrońców zakończyły się niepowodzeniem i w kwietniu 1916 brytyjski garnizon miasta musiał się poddać (8 tys. żołnierzy dostało się do niewoli). Wkrótce Nixon został zastąpiony na stanowisku przez gen. Fredericka Maude’a.
Maude zdołał odbudować armię i poprawić jej system zaopatrzenia. Pod koniec roku jego oddziały rozpoczęły ponowny marsz w górę Tygrysu. W lutym 1917 Turcy zostali pokonani w drugiej bitwie pod Kut. 11 marca Brytyjczycy byli już w Bagdadzie. We wrześniu miała miejsce kolejna bitwa pod Ramadi, znowu przegrana przez armię osmańską. 18 listopada 1917 Maude zmarł na cholerę. Zastąpił go gen. William Marshall, który ostrożnie kontynuował ofensywę aż do przełomu października i listopada 1918, kiedy zdobyto Mosul i leżące tam pola naftowe.

#### Egipt i Palestyna

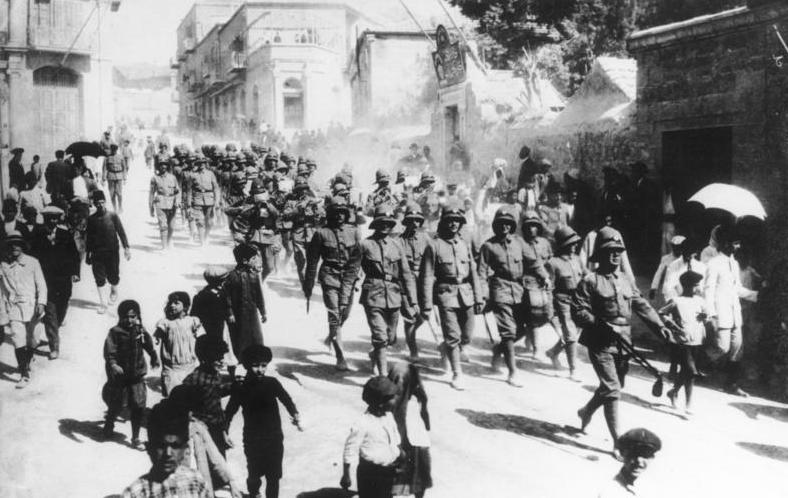
Żołnierze niemieccy w Jerozolimie

Głównym celem brytyjskiej kampanii było zachowanie kontroli nad Kanałem Sueskim, który miał ogromne znaczenie dla zaopatrzenia imperium. Na przełomie stycznia i lutego 1915 turecka armia Dżemala Paszy przekroczyła Synaj i zaatakowała Kanał, lecz została wyparta z powrotem. Zagrożenie ze wschodu spowodowało jednak związanie dużych sił brytyjskich. W pierwszej połowie 1916 alianci, wzmocnieni o siły ewakuowane z Gallipoli, rozszerzyli swoje pozycje obronne na Synaj i odrzucili wszystkie tureckie ataki (główna bitwa o Romani – 3 sierpnia 1916). W grudniu armia brytyjska osiągnęła Al-Arisz. 9 stycznia 1917 w wyniku bitwy pod Rafah (Magruntein) oddziały osmańskie zostały całkowicie wyparte z północnego Synaju. Tym sposobem Brytyjczycy mogli teraz wkroczyć do Palestyny, podczas gdy Turcy wycofali się na linię Gaza – Beer Szewa. Brytyjski gabinet zażądał zdobycia Jerozolimy. Po dwóch nieudanych atakach ententy na Gazę (26 marca i 17–19 kwietnia 1917), odwołano dowodzącego dotychczas gen. Murraya, a komendę nad wojskami brytyjskimi w Palestynie objął gen. Edmund Allenby.
Po reorganizacji struktury dowodzenia, 31 października 1917 Allenby zaskoczył Turków atakiem na Beer Szewę i do 7 listopada zmusił ich do odwrotu na całej linii frontu. Pomimo rozpaczliwej obrony osmańskiej, którą tworzył niemiecki gen. Erich von Falkenhayn, 9 grudnia 1917 Brytyjczycy zdobyli Jerozolimę. Dalsze ich postępy zostały zahamowane, bowiem z armii wydzielono duże siły wysłane na front zachodni. Dwie alianckie próby natarcia na wschodnim brzegu Jordanu zakończyły się niepowodzeniem. Jednak we wrześniu 1918 Allenby przeprowadził kolejną ofensywę. Atakowi temu miała się przeciwstawić silna obrona utworzona na linii sięgającej od Jafy do rzeki Jordan. Anglicy zdecydowali się uderzyć od strony wybrzeża. Rozpoczęte 19 września natarcie powiodło się i przełamano pozycje tureckie, a przez wytworzoną w nich lukę szybko wdarła się brytyjska kawaleria, która parła w głąb terytorium przeciwnika, odcinając mu drogi odwrotu. W wyniku ofensywy, nazwanej bitwą pod Megiddo, większość osmańskich wojsk w Palestynie została pojmana lub rozbita. Pościg za uciekającymi oddziałami wroga doprowadził do zajęcia Syrii i zakończył się kapitulacją Turków 30 października 1918.

#### Arabia

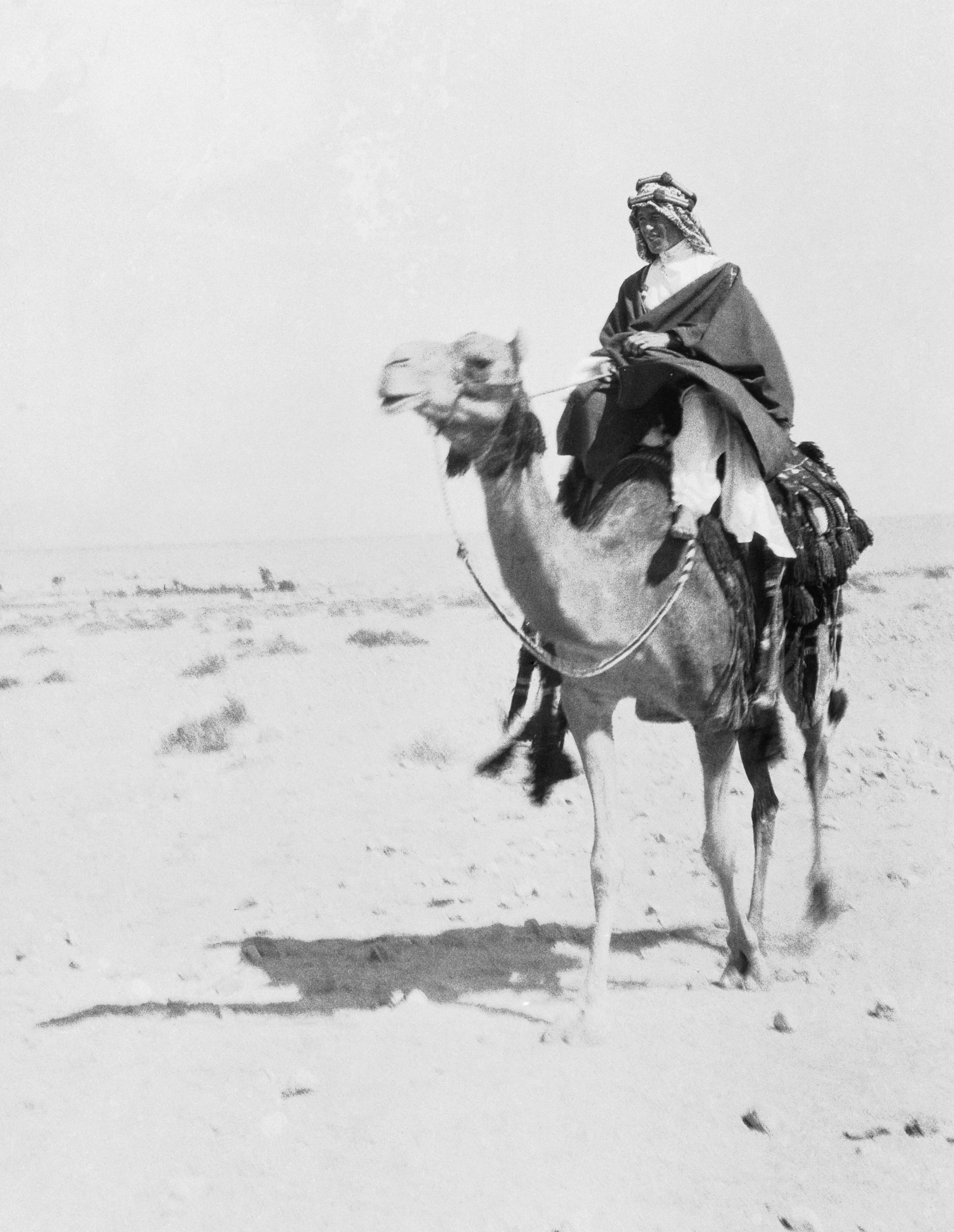
Lawrence w Akabie, 1917

Za namową Brytyjczyków, w czerwcu 1916 r. szarif Mekki Husajn ibn Ali ogłosił w Hidżazie powstanie w celu uniezależnienia się od Turcji i utworzenia jednolitego państwa arabskiego od Syrii po Jemen. Wspierani przez Ententę Arabowie zdobyli Mekkę i okoliczne porty nad Morzem Czerwonym. Wojska szarifa opierały się jednak głównie na niewyszkolonych Beduinach. Ich atak na Medynę zakończył się fiaskiem, a jej garnizon mógł teraz zagrozić Mekce i spacyfikować powstanie. Zmusiło to Ententę do zwiększenia pomocy dla buntowników.
Kapitan kairskiego wywiadu Thomas Edward Lawrence przekonał dowództwo, że nie musi ono wysyłać do Arabii brytyjskich oddziałów, a jedynie wesprzeć powstańców (szczególnie Fajsala, syna Husajna) w akcjach partyzanckich. Przy udziale Lawrence’a i innych europejskich oficerów Arabowie podjęli ataki na Kolej Hidżaską. Działania te odcinały od wsparcia osmański garnizon Medyny i do końca wojny uniemożliwiały jego ofensywne wykorzystanie. 6 lipca 1917 r. Lawrence wraz z wodzem Audą abu Taji zdobył leżący nad północną zatoką Morza Czerwonego port Akaba. Zaopatrywane stamtąd wojska powstańcze mogły rozszerzyć działalność na Syrię i wesprzeć Brytyjczyków walczących w Palestynie.
We wrześniu 1918 r. buntownicy wzięli udział w bitwie pod Megiddo: przerywali turecką łączność i znosili oddziały wroga wycofujące się przed brytyjską ofensywą. Wkrótce osmańska załoga opuściła Damaszek, a władzę nad miastem objęli arabscy mieszkańcy. Aby zapobiec realizacji umowy Sykes-Picot i przejęciu przez Francuzów Libanu, rebelianci 5 października zdobyli Bejrut, lecz pod presją brytyjską opuścili go. Rewolta zakończyła się 25 października zajęciem przez powstańców Aleppo. Ze względu na kolonialne interesy mocarstw Ententy, aspiracje niepodległościowe Arabów udało się zrealizować tylko częściowo.

### Wojna w Afryce

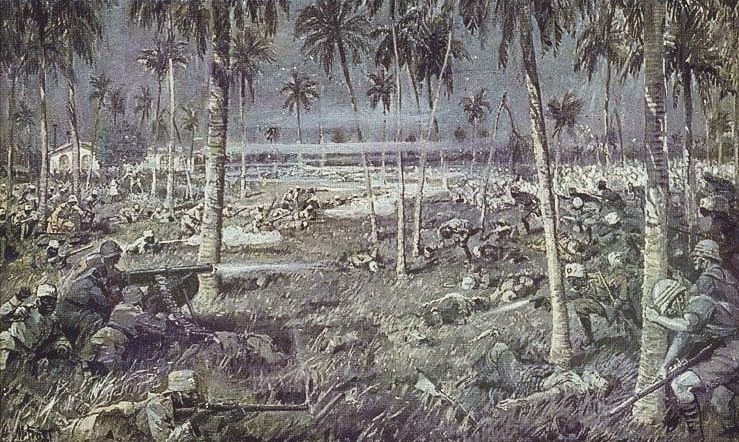
Bitwa pod Tangą we Wschodniej Afryce (1914)

#### Niemiecka Afryka Wschodnia
W 1914 niemiecki pułkownik Paul von Lettow-Vorbeck objął dowodzenie nad małymi siłami Schutztruppe w Niemieckiej Afryce Wschodniej (obecna Tanzania), w skład których wchodził 3-tysięczny niemiecki garnizon oraz 12 kompanii tubylców tzw. Askarysów. Na początku wojny w sierpniu, chcąc przejąć inicjatywę, zignorował rozkazy dowództwa z Berlina oraz gubernatora kolonii dr Heinricha von Schnee i przygotowywał działania ofensywne. Sprawnie odparł brytyjski desant na miasto Tanga, gdzie w dniach od 2 do 5 listopada 1914 rozegrała się jedna z największych bitew w Afryce w czasie wojny. Po wygranej przegrupował swoich ludzi i prawie nieistniejące zapasy, aby uderzyć na brytyjskie linie kolejowe. Odniósł wówczas swoje drugie zwycięstwo nad Brytyjczykami w bitwie pod Jassin (18 stycznia 1915). Dzięki tym zwycięstwom zdobył duże ilości broni i zaopatrzenia, podniosło się także morale. Niemniej jednak stracił dosyć dużo ludzi (co przy jego skąpych siłach miało duże znaczenie) wśród których znalazł się bardzo pomocny angielski renegat Tom von Prince, którego trudno było zastąpić.
Strategia Vorbecka była bardzo prosta, mianowicie wiedząc, iż Afryka Wschodnia będzie jedynie peryferyjnym rejonem działań wojennych, postanowił związać swoimi działaniami jak najwięcej sił brytyjskich. Miał w ten sposób odciążyć wojska cesarskie w Europie i pozbawić Brytyjczyków dodatkowych odwodów.
Wobec dotkliwych strat w ludziach postanowił unikać walnego starcia z Brytyjczykami, a w zamian prowadził wojnę podjazdową i organizował liczne wypady na terytorium przeciwnika (głównie do Kenii i Rodezji). Jego celem stały się forty, koleje oraz linie telegraficzne. Wszystkie te akcje zmierzały do tego, aby odwrócić uwagę armii brytyjskiej od Europy oraz aby Anglicy wysłali w ten rejon jak najwięcej swoich sił.
Lettow-Vorbeck skupił pod swoimi rozkazami ok. 12 tys. ludzi, z których większość stanowili Askarysi, w przeciwieństwie do innych miejscowych oddziałów kolonialnych dobrze wyszkoleni i zdyscyplinowani. Vorbeck był także wzorcowym dowódcą jeżeli chodzi o podtrzymywanie morale w armii i zawsze utrzymywał bliskie kontakty ze swoimi żołnierzami. Problemy z bronią częściowo rozwiązano, wykorzystując zasoby niemieckiego okrętu SMS „Königsberg” (zatopionego w delcie rzeki Rufidżi w 1915), zdemontowaną wówczas artylerię okrętową użyto w działaniach lądowych. Załoga okrętu dołączyła do sił Vorbecka.
W marcu 1916 Brytyjczycy (rekrutujący się głównie z Południowej Afryki) dowodzeni przez Jana Smutsa rozpoczęli zakrojoną na szeroką skalę ofensywę. Von Lettow-Vorbeck umiejętnie wykorzystywał teren oraz klimat i zmuszał wroga do walki na narzuconych przez siebie warunkach. Jednak olbrzymia przewaga brytyjska zmusiła go do ustąpienia z części terytorium. Niemniej jednak Brytyjczycy zanotowali na swoim koncie kilka bolesnych porażek, największą była bitwa pod Mahiwą, gdzie Niemcy przy stracie 100 ludzi wyeliminowali z dalszej walki 1600 Brytyjczyków.
Pomimo wielkich wysiłków Vorbecka przewaga przeciwnika była przytłaczająca; nie miał on najmniejszych szans na obronę terytorium ze względu na szczupłość sił. Postanowił więc najechać portugalski Mozambik, gdzie zdobył nowych ludzi i zapasy po pokonaniu portugalskich garnizonów. W sierpniu 1918 powrócił do Niemieckiej Afryki Wschodniej tylko po to aby uderzyć na Rodezję, dzięki czemu wymknął się z zastawionej na niego przez Brytyjczyków pułapki. Wygrał 13 listopada bitwę pod Kasamą (było to już dwa dni po zawieszeniu broni w Europie). Kiedy plotki o niemieckiej przegranej w Europie okazały się prawdziwe (dzięki schwytaniu brytyjskiego posłańca przenoszącego wiadomość o zawieszeniu broni) Lettow-Vorbeck poddał się 23 listopada ze swoją niezwyciężoną armią w Abercorn w obecnej Zambii.

#### Niemiecka Afryka Południowo-Zachodnia
Na początku wojny wojska południowoafrykańskie wkroczyły do tej niemieckiej kolonii. Ich przewaga była przygniatająca i jednostki niemieckiego Schutztruppe mogły jedynie starać się opóźnić zajęcie całego terytorium. Ostatecznie Niemcy poddali się 9 lipca 1915.

### Wojna na morzu
W momencie wybuchu wojny w 1914, większość ekspertów przewidywała wojnę podobną do ostatniego dużego konfliktu europejskiego – wojny francusko-pruskiej z lat 1870–1871. Przewidywali oni wojnę krótką i krwawą, w oparciu o ruch jednostek. Rozwój techniki wojskowej od tego czasu jednak zmienił oblicze wojny, a siły morskie które poprzednio pełniły jedynie marginalną rolę, podczas pierwszej wojny światowej dawały nadzieję na szybkie rozwiązania pata w wojnie lądowej. Brytyjczycy zastosowali strategię blokady morskiej, którą skutecznie wykorzystywali dotąd przez stulecia, w swoich wojnach z wrogami kontynentalnymi. Niemcy, mimo że dysponowały w tym czasie drugą najpotężniejszą flotą świata, znacznie ustępowały siłą marynarki wojennej brytyjskiej Grand Fleet.

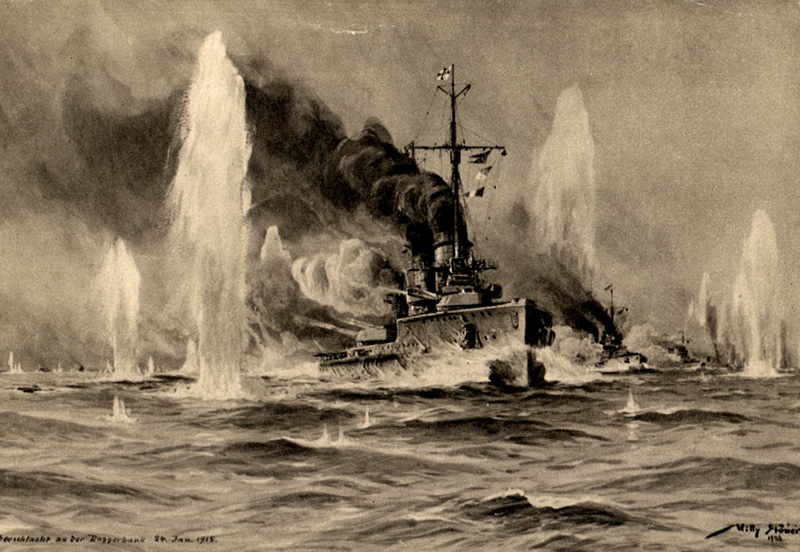
Niemieckie krążowniki podczas bitwy na Dogger Bank

Na początku wojny przewidywano, że wrogie marynarki szybko nawiążą ze sobą walkę i od razu zapadną decydujące rozstrzygnięcia. Jednak sytuacja w rzeczywistości wyglądała zupełnie inaczej, bo floty przeciwników obawiały się starcia (istniało duże niebezpieczeństwo utraty większości floty w jednej bitwie) i wyczekiwały pierwszego ruchu z drugiej strony. Niemcy, jako że mieli słabszą marynarkę, unikali starcia, które mogłoby ich drogo kosztować. Brytyjczycy nie chcieli z kolei ryzykować klęski, która oznaczałaby militarną katastrofę z tego względu, że większość zaopatrzenia kraju była dostarczana drogą morską. Tak więc przez dłuższy czas okręty brytyjskie i niemieckie wyczekiwały w swoich portach po przeciwnych stronach Morza Północnego.

#### Blokada Niemiec
Ententa od samego początku odcięła Rzeszę od wszelkich połączeń z terenami zamorskimi. Blokada dotyczyła na początku tylko okrętów niemieckich, później jednak ucierpiały na niej wszystkie kraje nawet neutralne, które podejrzewano o wspomaganie Niemiec (spowodowało to także ochłodzenie stosunków pomiędzy Stanami Zjednoczonymi i Anglią). Stany Zjednoczone, które ucierpiały wskutek tych restrykcji, wkrótce pogodziły się z taką sytuacją, bo straty poniesione w handlu z Rzeszą zostały zrównoważone przez zwiększone obroty z ententą. W Niemczech natomiast blokada początkowo wywierała skromne efekty, ale z biegiem czasu zaczęło jednak brakować na rynku podstawowych dóbr (takich jak m.in. węgiel).

#### Wojna podwodna

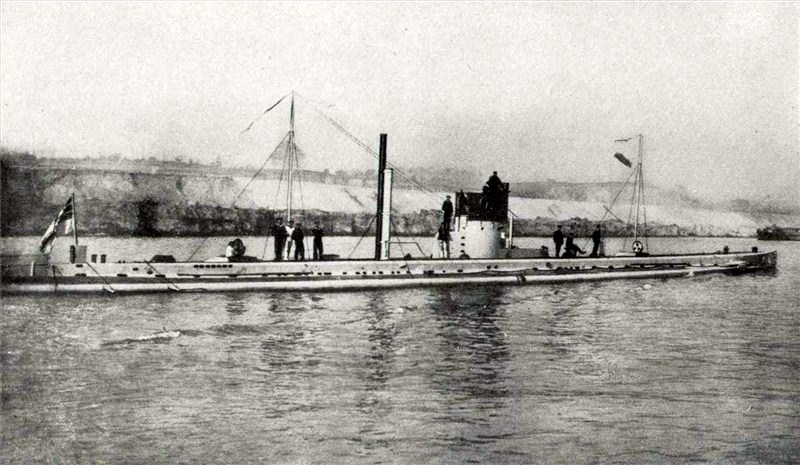
Niemiecki okręt podwodny – U-9, który zatopił we wrześniu 1914 trzy brytyjskie krążowniki

Wobec znacznej przewagi floty brytyjskiej, jedyną opcją możliwej skutecznej rywalizacji z nią, była dla floty niemieckiej wojna podwodna.
W momencie wybuchu I wojny światowej brytyjska Royal Navy i francuska Marine Nationale były największymi na świecie użytkownikami okrętów podwodnych; każda z tych flot miała dwukrotnie więcej okrętów podwodnych niż flota cesarskich Niemiec. Ówczesna flota rosyjska miała stosunkowo długą tradycję operacji podwodnych, jej siły były jednak podzielone między Bałtyk i Morze Czarne. Na początku wojny żadna z flot nie posiadała klarownej doktryny użycia swoich sił podwodnych, ani rzeczywistej świadomości, w jakim kierunku mogą rozwinąć się przyszłe wojenne operacje podwodne.
Flota brytyjska podjęła kilka prób współdziałania okrętów podwodnych z jednostkami nawodnymi w celu zastawienia pułapki i zniszczenia niemieckiej Hochseeflotte, operacje te nie były zbyt udane, jednak Morze Północne z niemieckimi liniami transportowymi stało się w trakcie wojny regularnym miejscem patroli brytyjskich okrętów podwodnych. Jednostki te odniosły pewne sukcesy, zmuszając Niemców do ostrożności w swoich operacjach, jednakże ogólnie nie były zbyt efektywne. Royal Navy podjęła też działania podwodne na Bałtyku, wysyłając tam swoje okręty: E1 i E9 celem atakowania linii komunikacyjnych między Szwecją a Niemcami, zwiększając następnie liczbę operujących tam jednostek o cztery kolejne okręty. Współdziałanie z rosyjskimi jednostkami podwodnymi na Bałtyku przyniosło początkowo pewne efekty w postaci zatopienia bądź zajęcia 17 frachtowców, a także zatopienia krążownika pancernego „Prinz Adalbert”, jednak wkrótce Niemcy wraz ze szwedzką marynarką wojenną rozpoczęli konwojować statki, przez co efektywność działań aliantów na tym teatrze wojny spadła.
Od początków 1915 niemieckie okręty podwodne próbowały odciąć dopływ zaopatrzenia do Wielkiej Brytanii poprzez zatapianie wszystkich statków, które znalazły się na jej wodach. Ale po incydencie z zatopieniem „Lusitanii” (7 maja 1915) Niemcy zgodziły się oszczędzać statki pasażerskie oraz statki handlowe z krajów neutralnych, co sprawiło, że wojna podwodna wkrótce straciła swój sens (bo na statkach handlowych czy pasażerskich bardzo często przewożono kontrabandę wojenną). W 1917 Niemcy byli już pewni, że mimo oficjalnej neutralności USA wspierają aliantów, dlatego zdecydowano o wznowieniu nieograniczonej wojny podwodnej (decyzja ta została podjęta 2 lutego 1917). Dwa miesiące później Stany Zjednoczone w reakcji na te kroki oraz po tzw. nocie Zimmermana wypowiedziały wojnę państwom centralnym.
W międzyczasie taktyka niemiecka zaczęła przynosić efekty, bo sytuacja żywnościowa w Anglii zaczęła wyglądać coraz bardziej dramatycznie. Admiralicja brytyjska początkowo odmawiała formowania konwojów, co sprawiało, że rozrzucone po całym Atlantyku bezbronne statki handlowe były wymarzonym łupem (straty w tonażu floty alianckiej były ogromne, np. w lutym osiągnęły one liczbę 0,5 miliona ton, a w kwietniu 875 tys. ton). W obliczu takiej sytuacji alianci zaczęli tworzyć konwoje – większe grupy statków, którym dawano osłonę w postaci okrętów. To sprawiło, że teraz role się zmieniły i okręty podwodne z myśliwego stały się zwierzyną. Ponadto stosowano na szeroką skalę minowanie cieśnin i mniejszych akwenów, tak aby zapobiec wydostawaniu się okrętów podwodnych na Atlantyk (głównie obszary pomiędzy wybrzeżem szkockim i norweskim).
Niezależnym epizodem były działania krążownicze niemieckich okrętów na Pacyfiku, Atlantyku i Oceanie Indyjskim w pierwszych miesiącach wojny. Okręty te, głównie należące do Wschodnioazjatyckiej Eskadry Krążowników, nie zdołały zadać poważniejszych strat żegludze brytyjskiej. Mimo zwycięstwa odniesionego nad eskadrą brytyjską pod Coronelem, Wschodnioazjatycka Eskadra Krążowników została rozbita w grudniu 1914 w bitwie koło Falklandów. Działania krążownicze prowadziły później już tylko pojedyncze okręty niemieckie, w tym krążowniki pomocnicze.

#### Bitwy morskie

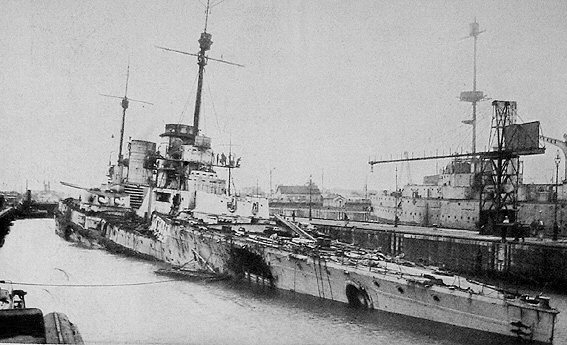
Ciężko uszkodzony niemiecki krążownik „Seydlitz” po bitwie jutlandzkiej

Pierwszą bitwą morską tej wojny była bitwa pod Helgolandem (28 sierpnia 1914), która rozpoczęła się od brytyjskich prób powstrzymania niemieckich patroli na Morzu Północnym. Te drobne utarczki przerodziły się w większe starcia, gdy admiralicja brytyjska wysłała do walki krążowniki, co spowodowało reakcję niemiecką. Z portów Rzeszy wypłynęły okręty tej samej klasy, z których trzy zostały zatopione, podczas gdy Brytyjczycy nie ponieśli żadnych strat. Taka porażka odniesiona w pobliżu własnych wybrzeży miała znaczący wpływ na przekonanie dowództwa niemieckiego o własnej bezsilności, wywołała także osobistą reakcję Wilhelma II.
Niemcy mieli dużo szczęścia podczas bitwy na Dogger Bank (24 stycznia 1915), gdzie ich rajd przeciwko brytyjskim patrolowcom został wykryty przez wywiad i tylko błędy marynarki angielskiej umożliwiły ucieczkę okrętów cesarskich, ze stratą jednego krążownika. Największą bitwą całej wojny było jednak starcie zwane bitwą jutlandzką (31 maja – 1 czerwca 1916), gdzie walczyły ze sobą dwie ogromne floty, które utrzymywały ze sobą kontakt wzrokowy; po tej bitwie coraz większą rolę w zmaganiach morskich zaczęło odgrywać lotnictwo. Bitwa nie przyniosła decydującego rozstrzygnięcia, ale rozwiała niemieckie nadzieje na pokonanie floty brytyjskiej oraz na blokadę morską tego kraju.

### Zakończenie konfliktu

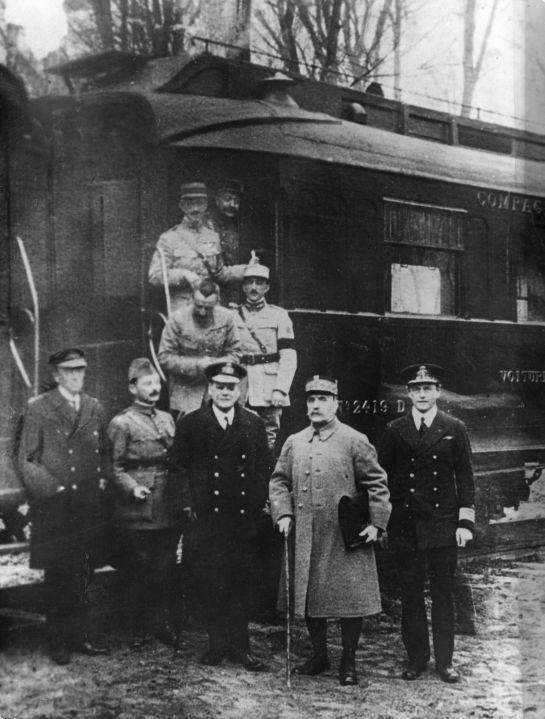
Zawieszenie broni podpisano 11 listopada 1918 w wagonie z Compiègne z udziałem Ferdinanda Focha

Pierwszym z państw centralnych, które się poddało, była Bułgaria, która podpisała zawieszenie broni 29 września 1918 roku. Cesarstwo Niemieckie poprosiło o wstrzymanie ognia 3 października 1918. Kiedy cesarz Wilhelm II rozkazał flocie Rzeszy wypłynąć na samobójczy rejs przeciwko marynarce brytyjskiej, marynarze niemieccy 29 października 1918 zbuntowali się w porcie w Wilhelmshaven. 30 października skapitulowała Turcja. 3 listopada Austro-Węgry poprosiły Włochy o pośrednictwo w zawarciu rozejmu i przysłanie warunków zawarcia pokoju. 4 listopada Austro-Węgry zawarły rozejm, po którym cała monarchia się rozpadła.
Po wybuchu rewolucji w Niemczech proklamowano powstanie Republiki Weimarskiej 9 listopada, zaznaczając tym samym koniec cesarstwa, ale nie imperium, jako że republika ciągle nosiła nazwę „Deutsches Reich”. Cesarz uciekł następnego dnia do Holandii, która zgodziła się udzielić mu azylu.
11 listopada 1918 został podpisany rozejm Niemiec z państwami ententy w wagonie kolejowym w Compiègne. O godzinie 11 zaczęło obowiązywać zawieszenie broni i wojska obydwu stron zaczęły się wycofywać ze swoich pozycji. Formalny stan wojny pomiędzy obydwoma stronami trwał jeszcze 7 miesięcy i został oficjalnie zakończony wraz z podpisaniem traktatów pokojowych z Austrią, Węgrami, Bułgarią oraz Turcją w Saint-Germain-en-Laye, Trianon, Neuilly i Sèvres. Traktat pokojowy z Turcją został jednak zerwany przez jej wojnę z Grecją i ostateczny traktat pokojowy został z nią zawarty w Lozannie 24 lipca 1923.

## Skutki wojny

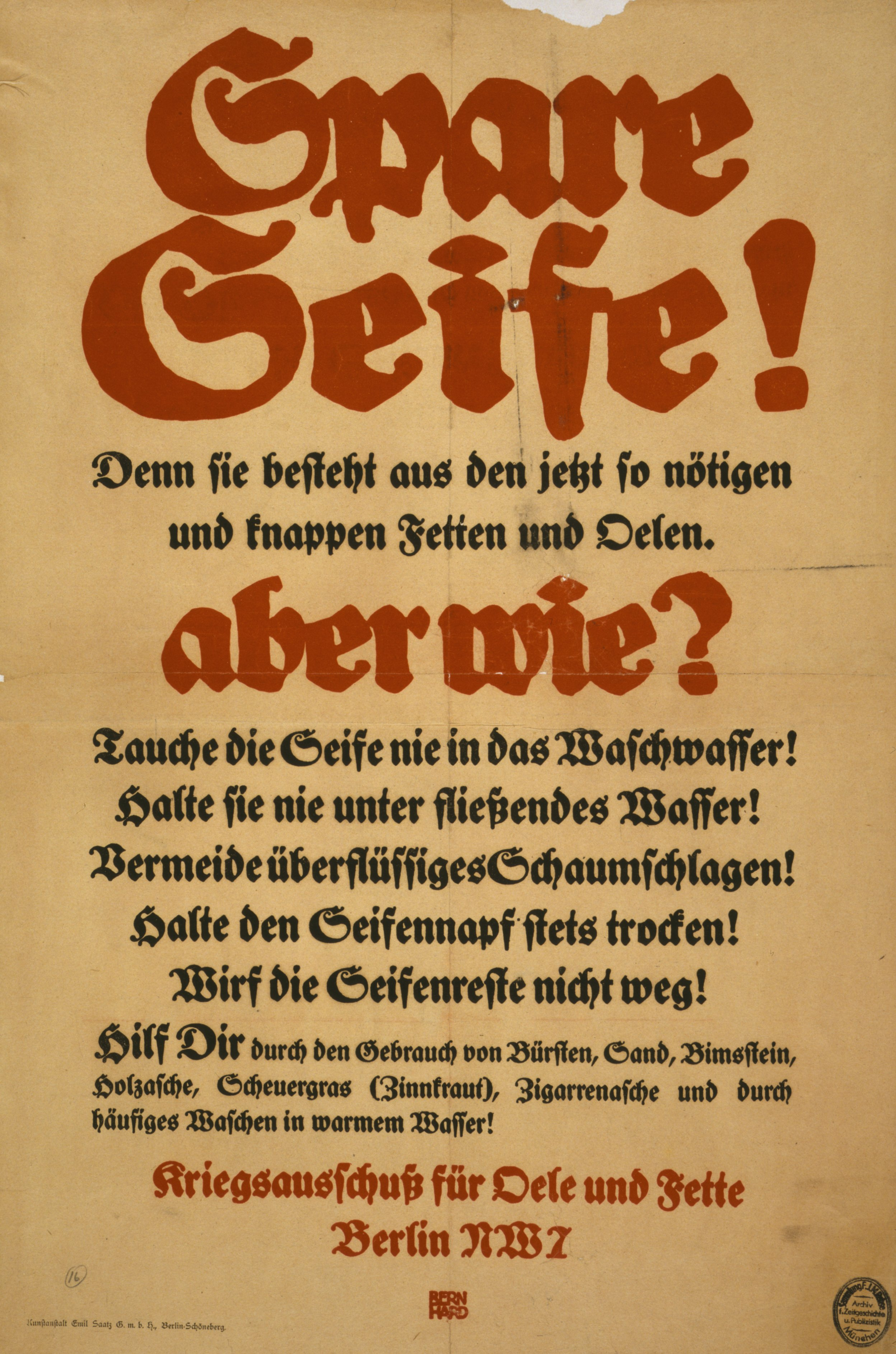
Niemiecki plakat z okresu wojny zachęcający ludność do oszczędzania mydła i oleju

### Skutki polityczne

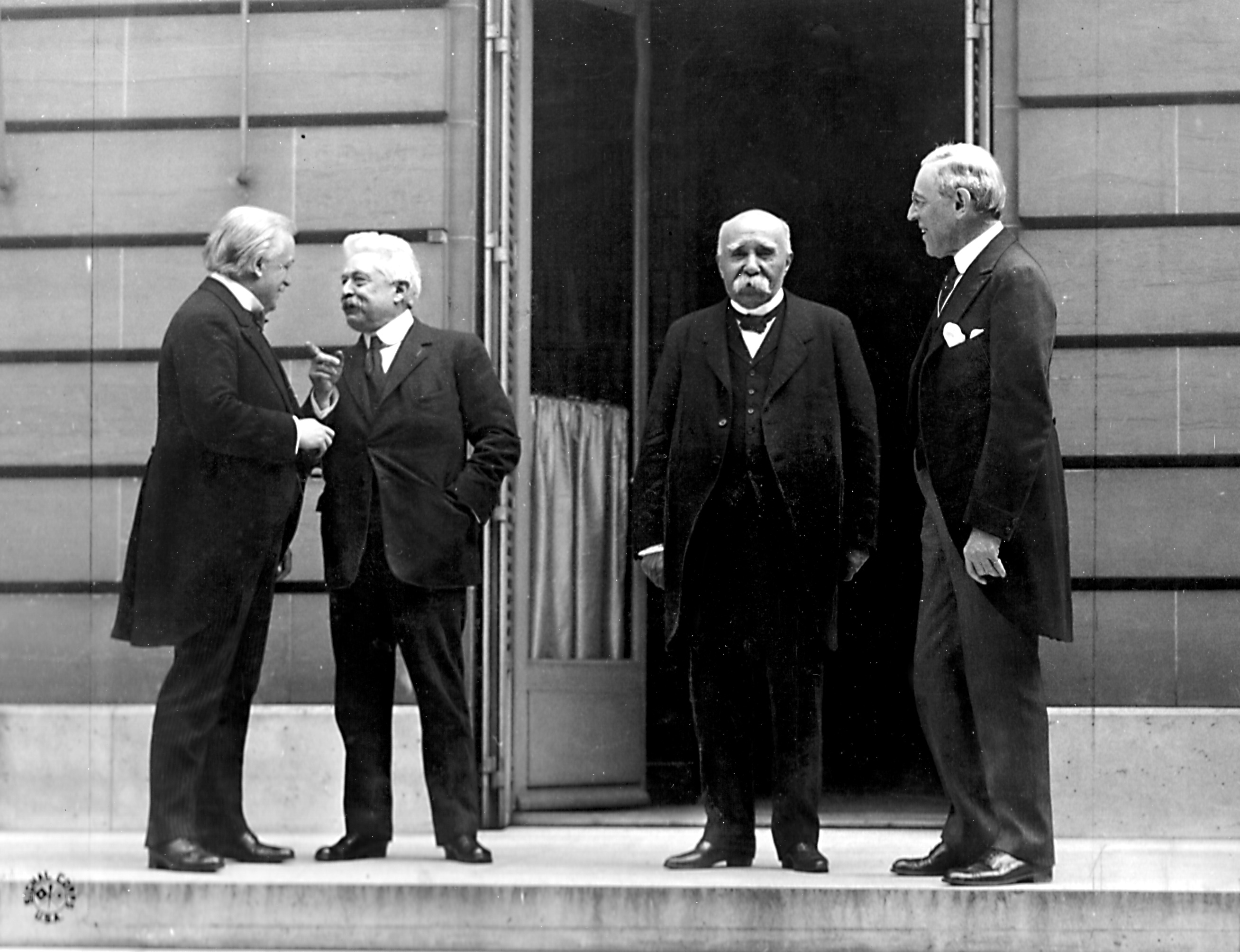
Tzw. Rada czterech, która miała decydujący wpływ na kształt Europy po I wojnie światowej; premier Wielkiej Brytanii David Lloyd George, Vittorio Emanuele Orlando – premier Włoch, Georges Clemenceau – premier Francji i prezydent USA Woodrow Wilson

Niemcy zostały zmuszone do bezwarunkowego uznania suwerenności Belgii, Polski, Czechosłowacji i Austrii oraz do wycofania się z traktatu z Brześcia Litewskiego i traktatu bukareszteńskiego. Ponadto utraciły 71 tys. km² terytorium (około 13% ze stanu sprzed wojny). Alzacja i Lotaryngia wróciły do Francji, okręg Saary znalazł się pod kontrolą Ligi Narodów na okres 15 lat. Belgia otrzymała niewielki okręg Eupen i Malmedy oraz Neutralny Moresnet. W 1920 odbył się plebiscyt w środkowym i północnym Szlezwiku, po którym ta ostatnia część połączyła się z Danią. Na skutek klęsk mocarstw zaborczych powstało niepodległe państwo polskie, w którego włączono jedną trzecią część Górnego Śląska oraz Wielkopolskę, Pomorze i niewielkie okręgi na Pojezierzu Mazurskim. Litwa otrzymała port w Kłajpedzie, a Gdańsk stał się Wolnym Miastem podlegającym polskiej jurysdykcji w zakresie polityki zagranicznej. Ponadto Rzesza została pozbawiona całego swojego imperium kolonialnego, które zostało podzielone głównie pomiędzy Wielką Brytanię, Francję i Japonię.
Jednym z najważniejszych skutków politycznych I wojny światowej były rewolucje w Rosji 1917 roku. Szczególnie rewolta bolszewicka w październiku wstrząsnęła całym światem i stała się ogromnym wyzwaniem dla kapitalistycznych mocarstw zachodnich, które stanęły oko w oko z „czerwonym zagrożeniem”, a próby wspomożenia pragnących utrzymać dotychczasowy system władzy „białych” spełzły na niczym.

Kształt powojennej Europy (1923–1938)

Rosja wyszła z wojny z dużymi stratami terytorialnymi oraz ludzkimi. Zamieszanie panujące wewnątrz kraju pozwoliło na uzyskanie niepodległości przez Finlandię oraz republiki bałtyckie. Do Rumunii przyłączono Besarabię. Na krótki okres powstały państwa na Kaukazie, takie jak: Gruzja, Armenia i Azerbejdżan. Do niepokojów doszło w Środkowej Azji (m.in. ruch basmaczy). Oprócz Rosji komuniści i socjaliści chwycili za broń w wielu innych krajach, m.in. na Węgrzech, w Niemczech (zaburzenia stłumiły tzw. freikorpsy) czy w Finlandii.
Największym przegranym wojny okazały się Austro-Węgry, które pod wpływem sił odśrodkowych rozpadły się kompletnie na samodzielne organizmy państwowe (Austrię, Węgry; w skład Królestwa SHS weszły Chorwacja, Serbia, Bośnia i Hercegowina, Słowenia oraz Czarnogóra; Czechosłowację; Polska odzyskała Galicję; południowy Tyrol oraz rejon Triestu przypadły Włochom; Rumunia uzyskała Siedmiogród). Złudne stały się nadzieje Wilsona, który myślał o utrzymaniu w całości tego państwa (chociaż uszczuplonego) jako przeciwwagi Niemiec w rejonie Europy Środkowej.
Bardzo osłabiona wyszła z wojny Turcja, która utraciła Irak, Syrię, Palestynę, Arabię i Jordanię – większość z tych terytoriów stała się mandatami Francji i Anglii sprawowanymi z ramienia Ligi Narodów. W rezultacie postępujących przemian społecznych w latach 20. nastąpił upadek sułtanatu, w którego miejsce powstać miało nowoczesne, świeckie państwo tureckie, którego twórcą był Mustafa Kemal Atatürk.
I wojna światowa, mimo że toczyła się głównie w Europie, wpłynęła na sytuację geopolityczną na całym świecie. Ludność Azji i Afryki stanowiła źródło taniej siły roboczej oraz „mięsa armatniego” (np. Francja wcieliła do swojej armii 70 tys. Algierczyków i czarnych mieszkańców zachodniej Afryki, Brytyjczycy wykorzystywali pracę ok. miliona hinduskich żołnierzy i pracowników), regiony te były także nieocenionym źródłem rozmaitych surowców, bez których machina wojenna nie mogła działać.
Mimo że niektóre narody oddały znaczne przysługi aliantom (np. Arabowie przeciwko Turkom), to ich wysiłki nie zostały odpłacone (głównie chodziło o przyznanie suwerenności). Dużym problemem dla brytyjskiej Palestyny stał się rozwój ruchu syjonistycznego, gdy coraz większymi grupami zaczęli tu napływać polscy i rosyjscy Żydzi spotykający się z wrogością miejscowych Arabów. Największym zwycięzcą w Azji okazała się Japonia, która bezwzględnie wykorzystała słabość sił niemieckich na Dalekim Wschodzie i stosunkowo niewielkim kosztem zagarnęła szereg wysp Pacyfiku. Te łatwe sukcesy stały się zaczynem dla japońskiego nacjonalizmu kryjącego się pod hasłem „Azja dla Azjatów”. Chiny upokorzone przez Japonię (która mocno usadowiła się w Korei i łakomo spoglądała na Mandżurię) podjęły próby modernizacji w obliczu zagrożenia ze strony agresywnego sąsiada, jednak na przeszkodzie stanęły tu konflikty pomiędzy Kuomintangiem a KPCh.
Wojna przyczyniła się także do zmian w Indiach, w których – jak nigdy wcześniej – zaczął się rozwijać przemysł (było to spowodowane dużym zapotrzebowaniem rynku brytyjskiego, który zaczął konsumować coraz więcej dóbr przetworzonych, a nie jak wcześniej tylko surowców i żywności). Głębokie przeobrażenia przechodziło też całe społeczeństwo hinduskie, coraz częściej domagając się niepodległości.

### Skutki gospodarcze
Produkt krajowy brutto (PKB) zwiększył się w głównych krajach alianckich (Wielka Brytania, Włochy i USA), zmniejszył się natomiast we Francji, Rosji, neutralnej Holandii oraz w państwach centralnych. Spadek PKB w Austrii, Rosji, Francji i Turcji sięgał od 30 do 40%. Na przykład w Austrii cała trzoda chlewna została przeznaczona na ubój i pod koniec wojny na rynku w ogóle nie było mięsa. Dochodzi do tego inflacja: w 1919 w Wielkiej Brytanii ceny były 2,11 razy wyższe niż w 1913.
We wszystkich krajach zwiększył się udział państwa w PKB, we Francji i Niemczech przekroczył on 50%, a w Wielkiej Brytanii prawie doszedł do 39% (1917). Aby sfinansować zakupy w USA, alianci zaczęli zaciągać ogromne pożyczki (głównie na Wall Street). W końcu 1916 Wilson zdecydował się odciąć ententę od źródeł kredytu, ale w obliczu wojny z Niemcami postanowił tego nie robić. Po przystąpieniu USA do wojny w akcji kredytowej dla aliantów oprócz banków prywatnych uczestniczył także rząd amerykański. W latach 1914–1919 dług Wlk. Brytanii wzrósł z 26 do 128% PKB. Po 1919 Stany Zjednoczone zażądały spłaty pożyczek, które Anglia i Francja finansowały głównie z reparacji wojennych uiszczanych przez Republikę Weimarską, której rozwój był z kolei wspierany przez kredyty amerykańskie. To krążenie pieniędzy w obiegu zamkniętym załamało się w 1931, a wierzyciele amerykańscy nigdy nie zostali spłaceni.
Do 1918 koszty prowadzenia wojny przez Niemcy – włącznie z obsługą zadłużenia – wyniosły 164 miliardy marek, z czego 97 mld pochodziło z 9 pożyczek wojennych, a 57 mld z weksli skarbowych, obligacji i innych krótkoterminowych należności dłużnych Rzeszy. Z uwagi na znajdowanie się kwestii podatkowych w kompetencjach krajów Rzeszy, nie prowadzono finansowania wojny z podatków.
W ciągu wojny fabryki przemysłu zbrojeniowego wyprodukowały ogromne ilości broni i amunicji. Siedem głównych państw (Niemcy, Austro-Węgry, Francja, Wlk. Brytania, USA, Rosja i Włochy) wyprodukowało przez całą wojnę w sumie: 27,6 mln karabinów, 1,076 mln karabinów maszynowych, 151,7 tys. dział, 18,1 tys. moździerzy, 340 tys. samochodów, 181,9 tys. samolotów, 9,2 tys. czołgów, 1051 mln pocisków artyleryjskich i 47,7 mld nabojów karabinowych. Ponadto sama tylko Wielka Brytania wyprodukowała 784 tys. ton materiałów wybuchowych.
W sumie, według Bogarta (1920), wydatki bezpośrednie na wojnę wyniosły 186 mld USD, a pośrednie (straty w ludziach, zniszczone środki trwałe, stracona produkcja itp.) wyniosły 152 mld USD. Daje to sumę 338 mld USD.
Reparacje wojenne nałożone na Niemcy postanowieniami traktatu wersalskiego zostały ostatecznie spłacone Francji i Wielkiej Brytanii 3 października 2010 roku.

### Skutki społeczne

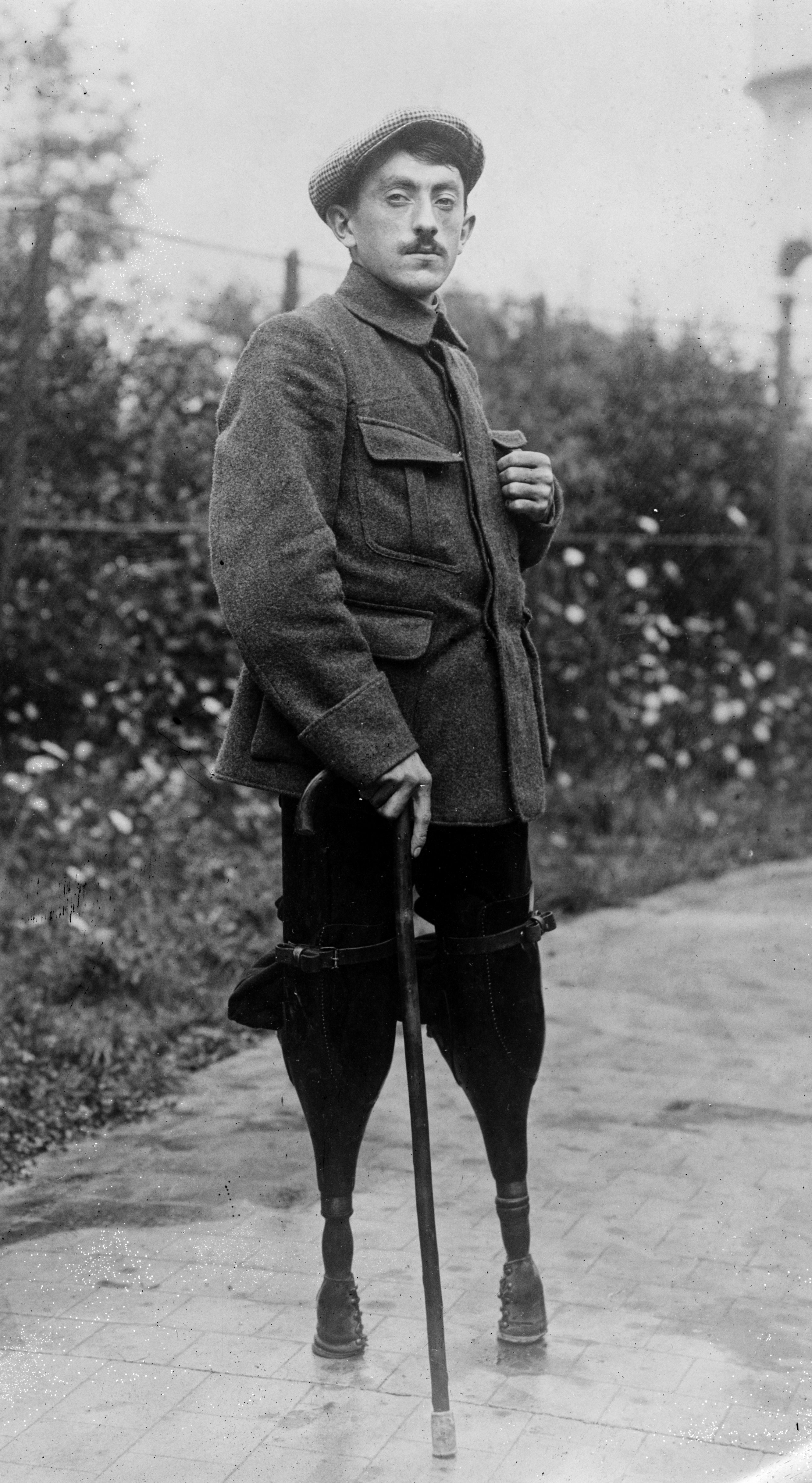
Miliony ludzi, którzy przeżyli wojnę odniosło uszczerbek na zdrowiu fizycznym i psychicznym. Na zdjęciu francuski żołnierz, który stracił obie nogi

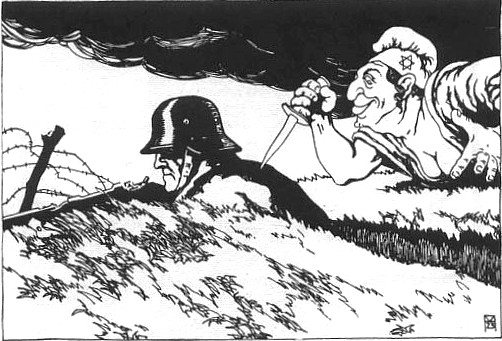
„Cios w plecy” na pocztówce z 1919

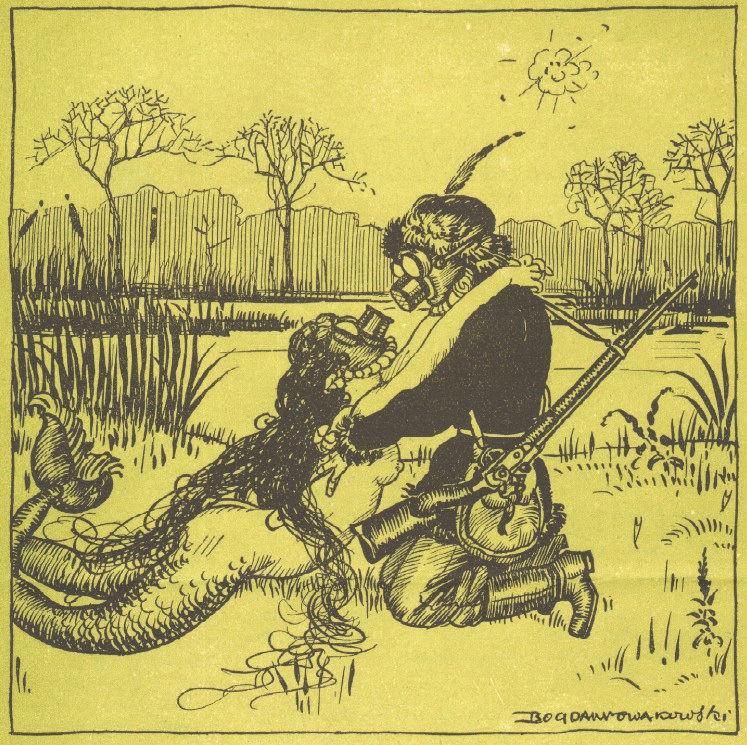
Karykatura „Wiosna 1917 nad Świtezią” Bogdana Nowakowskiego, będąca komentarzem na temat powszechności użycia masek przeciwgazowych w czasie wojny

I wojnę światową uważa się za pierwszą wojnę nowoczesną, pierwszy konflikt totalny, w który została wciągnięta też ludność cywilna. Jednym z jej najbardziej widocznych skutków było rozszerzenie zakresu władzy wykonawczej w wielu państwach (prezydenta i rządu). Rozrastała się także biurokracja, potrzebna by sprawować coraz większą kontrolę nad społeczeństwem. Uchwalano nowe podatki lub podwyższano już istniejące, pojawiały się nowe ustawy; wszystkie te działania były podejmowane po to, aby zwiększyć wysiłek wojenny.
Wojna poważnie nadwyrężyła funkcjonowanie dużych, scentralizowanych i wieloetnicznych państw takich jak: Niemcy, Austro-Węgry czy Rosja. We wszystkich tych krajach w wyniku wojny doszło do ogromnych przekształceń, czy to w postaci rewolucyjnej zmiany formy rządu, czy też rozpadu terytorialnego.
Wiele rodzin zostało pozbawionych źródła utrzymania po wyjeździe dużej liczby mężczyzn na front. Wraz z nieobecnością czy śmiercią głównego żywiciela rodziny, kobiety zostały zmuszone do pracy w niespotykanym wcześniej zakresie (co przyniosło też późniejsze efekty w postaci emancypacji kobiet): przemysł potrzebował nowych rąk do pracy, co w dużym stopniu pomogło w walce o prawa wyborcze dla kobiet.
Już od pierwszego roku wojny dochodziło do samowolnego zawierania przez żołnierzy obu walczących stron rozejmów (jak np. w czasie świąt 1914), buntowały się też całe oddziały (tak jak w armii francuskiej w maju 1917). Bezsensowność niektórych rozkazów (np. podejmowania samobójczych ataków) poważnie nadwerężyła szacunek żołnierzy do oficerów. W kilku miejscach frontu strzelano tylko „dla formalności” tak aby chybić, nawet przy obawie oskarżenia o dezercję lub sabotowanie rozkazów. Długie przebywanie w sąsiadujących ze sobą okopach żołnierzy alianckich i niemieckich wywoływało poczucie braterstwa między ludźmi. Niekompetencja dowódców, którzy nie mogli i nie potrafili się przystosować do realiów wojny totalnej, ciągłe zmiany granic i upadek trzech imperiów wytworzyły swego rodzaju „polityczną pustkę”, którą wypełniły szybko: socjalizm (rewolucja niemiecka w 1918 r.), komunizm (rewolucja październikowa 1917), faszyzm (pucz monachijski w Niemczech w 1923 i przejęcie władzy przez Mussoliniego we Włoszech w 1922).
Na początku wojny istniała wśród społeczeństw wszystkich walczących stron powszechna wiara, że doprowadzi ona do powstania nowego społeczeństwa i nowego wymiaru humanizmu. Później okazało się, jak złudne to były nadzieje. Żołnierzom konieczność prowadzenia wojny tłumaczono dobrem przyszłych pokoleń. Alianci, mimo że zwycięscy, weszli w długi okres żałoby po straszliwych stratach. Dla pokonanych wojna była jeszcze większym rozczarowaniem, a traktat wersalski gorzką pigułką, którą należało przełknąć po zawarciu rozejmu. Niemiecka opinia publiczna, przekonana, że wojna miała charakter obronny, odczuła prawdziwy wstrząs, gdy zaczęto wprowadzać w życie ciężkie warunki nałożone przez aliantów.
Wojna skutkowała też wprowadzeniem obowiązkowej służby wojskowej w państwach, gdzie istniała do tej pory tylko służba ochotnicza. Takie zarządzenia często powodowały wybuch niezadowolenia w społeczeństwie (jak na przykład w Kanadzie, gdzie zbuntowali się jej francuskojęzyczni mieszkańcy).
Surowość postanowień traktatu podważyła też funkcjonowanie Republiki Weimarskiej, którego demokratyczny rząd ściśle wiązano z tym dokumentem. Wielu weteranów powracało z frontu z poczuciem, że ich walka i poświęcenie były daremne. Niektórzy dowódcy, jak Erich Ludendorff zaczęli twierdzić, że Niemcy wcale nie przegrały wojny, ale zostały zdradzone poprzez wewnętrzną rewolucję w 1918 r., która miała być „ciosem w plecy” (niem. Dolchstoß) zadanym armii niemieckiej. Bardzo szybko powiązano Żydów i komunistów z sabotażystami, przez których Niemcy przegrały wojnę. Stąd był już tylko krok do rozwoju narodowego socjalizmu i wzrostu popularności Hitlera, który poprzez kryzys gospodarczy i głosy wyborców niezadowolonych z demokracji doszedł do władzy.

### Bilans konfliktu

#### Armie
| Wielkość armii poszczególnych państw | Wielkość armii poszczególnych państw    | Wielkość armii poszczególnych państw       |
| ------------------------------------ | --------------------------------------- | ------------------------------------------ |
|                                      |                                         |                                            |
| Ententa                              |                                         |                                            |
| Państwo                              | Żołnierze powołani pod broń w VIII 1914 | Żołnierze zmobilizowani w latach 1914–1918 |
| Rosja                                | 5971 tys.                               | 12 000 tys.                                |
| Francja                              | 4017 tys.                               | 8410 tys.                                  |
| Wielka Brytania                      | 975 tys.                                | 8905 tys.                                  |
| Włochy                               | 1251 tys.                               | 5615 tys.                                  |
| Stany Zjednoczone                    | 200 tys.                                | 4355 tys.                                  |
| Japonia                              | 800 tys.                                | 800 tys.                                   |
| Rumunia                              | 290 tys.                                | 750 tys.                                   |
| Serbia                               | 200 tys.                                | 707 tys.                                   |
| Belgia                               | 117 tys.                                | 267 tys.                                   |
| Grecja                               | 230 tys.                                | 230 tys.                                   |
| Portugalia                           | 40 tys.                                 | 100 tys.                                   |
| Czarnogóra                           | 50 tys.                                 | 50 tys.                                    |
| Państwa centralne                    |                                         |                                            |
| Niemcy                               | 4500 tys.                               | 11 000 tys.                                |
| Austro-Węgry                         | 3000 tys.                               | 7800 tys.                                  |
| Turcja                               | 210 tys.                                | 2850 tys.                                  |
| Bułgaria                             | 280 tys.                                | 1200 tys.                                  |

#### Fundusze
| Wielkość funduszy przeznaczonych na wojnę | Wielkość funduszy przeznaczonych na wojnę | Wielkość funduszy przeznaczonych na wojnę |
| ----------------------------------------- | ----------------------------------------- | ----------------------------------------- |
| Ententa                                   | Wydatki w dolarach w latach 1914–1918     |                                           |
| Wielka Brytania                           | 35 334 012 tys.                           |                                           |
| Francja                                   | 24 265 583 tys.                           |                                           |
| Stany Zjednoczone                         | 22 625 253 tys.                           |                                           |
| Rosja                                     | 22 293 950 tys.                           |                                           |
| Włochy                                    | 12 413 998 tys.                           |                                           |
| Belgia                                    | 1 154 468 tys.                            |                                           |
| Rumunia                                   | 1 600 000 tys.                            |                                           |
| Japonia                                   | 40 000 tys.                               |                                           |
| Serbia                                    | 399 400 tys.                              |                                           |
| Grecja                                    | 270 000 tys.                              |                                           |
| Kanada                                    | 1 665 576 tys.                            |                                           |
| Australia                                 | 1 423 208 tys.                            |                                           |
| Nowa Zelandia                             | 378 750 tys.                              |                                           |
| Indie                                     | 601 279 tys.                              |                                           |
| ZPA                                       | 300 000 tys.                              |                                           |
| Kolonie brytyjskie                        | 125 000 tys.                              |                                           |
| Inne państwa                              | 500 000 tys.                              |                                           |
| Razem                                     | 125 690 477 tys.                          |                                           |
| Państwa centralne                         | Wydatki w dolarach w latach 1914–1918     |                                           |
| Niemcy                                    | 37 775 000 tys.                           |                                           |
| Austro-Węgry                              | 20 622 960 tys.                           |                                           |
| Turcja                                    | 1 430 000 tys.                            |                                           |
| Bułgaria                                  | 815 200 tys.                              |                                           |
| Razem                                     | 60 643 160 tys.                           |                                           |

#### Straty

Wykres przedstawiający ofiary po stronie Ententy

| Straty militarne żołnierzy poszczególnych państw | Straty militarne żołnierzy poszczególnych państw | Straty militarne żołnierzy poszczególnych państw | Straty militarne żołnierzy poszczególnych państw | Straty militarne żołnierzy poszczególnych państw | Straty militarne żołnierzy poszczególnych państw | Straty militarne żołnierzy poszczególnych państw | Straty militarne żołnierzy poszczególnych państw |
| ------------------------------------------------ | ------------------------------------------------ | ------------------------------------------------ | ------------------------------------------------ | ------------------------------------------------ | ------------------------------------------------ | ------------------------------------------------ | ------------------------------------------------ |
| Państwo                                          | Zmobilizowani                                    | Polegli i zmarli                                 | Ranni                                            | Jeńcy i zaginieni                                | Łączne straty                                    | Procent strat wśród zmobilizowanych              |                                                  |
| Ententa                                          |                                                  |                                                  |                                                  |                                                  |                                                  |                                                  |                                                  |
| Rosja                                            | 12 000                                           | 1 700 000                                        | 4 950 000                                        | 2 500 000                                        | 9 150 000                                        | 76,3                                             |                                                  |
| Francja                                          | 8 410 000                                        | 1 357 800                                        | 4 266 000                                        | 537 000                                          | 6 160 000                                        | 76,3                                             |                                                  |
| Wielka Brytania (razem z dominiami)              | 8 904 467                                        | 908 371                                          | 2 090 212                                        | 191 652                                          | 3 190 235                                        | 35,8                                             |                                                  |
| Włochy                                           | 5 615 000                                        | 650 000                                          | 947 000                                          | 600 000                                          | 2 197 000                                        | 39,1                                             |                                                  |
| Stany Zjednoczone                                | 4 355 000                                        | 126 000                                          | 234 300                                          | 4 500                                            | 364 000                                          | 8,2                                              |                                                  |
| Japonia                                          | 800 000                                          | 300                                              | 907                                              | 3                                                | 1 210                                            | 0,2                                              |                                                  |
| Rumunia                                          | 750 000                                          | 335 706                                          | 120 000                                          | 80 000                                           | 535 000                                          | 71,4                                             |                                                  |
| Serbia                                           | 707 343                                          | 45 000                                           | 133 148                                          | 152 958                                          | 331 000                                          | 46,8                                             |                                                  |
| Belgia                                           | 267 000                                          | 13 716                                           | 44 686                                           | 34 659                                           | 93 061                                           | 34,9                                             |                                                  |
| Grecja                                           | 230 000                                          | 5 000                                            | 21 000                                           | 1 000                                            | 27 000                                           | 11,7                                             |                                                  |
| Portugalia                                       | 100 000                                          | 7 222                                            | 13 751                                           | 12 318                                           | 33 291                                           | 33,3                                             |                                                  |
| Czarnogóra                                       | 50 000                                           | 3 000                                            | 10 000                                           | 7 000                                            | 20 000                                           | 40,0                                             |                                                  |
| Razem                                            | 42 mln                                           | 5,1 mln                                          | 12,83 mln                                        | 4,1 mln                                          | 22 mln                                           | 52,3                                             |                                                  |
| Państwa centralne                                |                                                  |                                                  |                                                  |                                                  |                                                  |                                                  |                                                  |
| Niemcy                                           | 11 000                                           | 1 773 700                                        | 4 216 058                                        | 1 152 800                                        | 7 142 558                                        | 64,9                                             |                                                  |
| Austro-Węgry                                     | 7 800 000                                        | 1 200 000                                        | 3 620 000                                        | 2 200 000                                        | 7 000                                            | 90,0                                             |                                                  |
| Turcja                                           | 2 850 000                                        | 325 000                                          | 400 000                                          | 250 000                                          | 975 000                                          | 34,2                                             |                                                  |
| Bułgaria                                         | 1 200 000                                        | 87 500                                           | 152 390                                          | 27 029                                           | 266 900                                          | 22,2                                             |                                                  |
| Razem                                            | 22,85 mln                                        | 3,4 mln                                          | 8,38 mln                                         | 3,6 mln                                          | 15,4 mln                                         | 67,4                                             |                                                  |
| Łącznie                                          | 65 mln                                           | 8,5 mln                                          | 21,21 mln                                        | 7,7 mln                                          | 37,5 mln                                         | 57,6                                             |                                                  |

## Charakterystyka wojny

### Wojna pozycyjna
Pomimo tego że przed I wojną światową zaszły znaczne zmiany technologiczne (głównie w zakresie broni palnej) oraz że na pola bitew weszły olbrzymie armie z poboru, większość armii europejskich była do nowego konfliktu kompletnie nieprzygotowana, za co musieli zapłacić swą krwią żołnierze. Na początku wojny większość dowódców przygotowywała się na krótką kampanię, w której miały obowiązywać strategia i taktyka rodem z wojen napoleońskich.
Gdy doszło do pierwszych starć, zarówno Niemcy, jak i alianci przekonali się, że dzięki nowoczesnej broni każdy atak frontalny niósł za sobą ogromne ofiary, dlatego bardzo istotne było osiągnięcie możliwości natarcia ze skrzydeł. Po bitwie nad Aisne we wrześniu 1914 miała miejsce cała seria prób oskrzydlenia przeciwnika i nawiązania połączenia z umocnieniami; wydarzenia te zostały nazwane wyścigiem do morza, w rezultacie armie niemiecka i aliancka okopały się i utworzyły sieć umocnień biegnącą od Morza Północnego do granicy ze Szwajcarią. Taktyka walki w okopach dominowała na froncie zachodnim od 16 września 1914 praktycznie aż do 21 marca 1918, kiedy to Niemcy rozpoczęli operację „Michael”, będącą częścią wielkiej ofensywy wiosennej.
Z biegiem czasu prowizoryczne okopy i transzeje zmieniały się w kompleksowy system umocnień, który coraz bardziej się powiększał (i to zarówno pod względem zajmowanej powierzchni, jak i pod względem głębokości pod ziemią). Teren pomiędzy liniami wrogich okopów nazywano ziemią niczyją, której szerokość różniła się w zależności od pola bitwy. W niektórych miejscach mogła ona sięgać nawet kilometra, ale np. podczas walk o Gallipoli wrogie umocnienia były od siebie oddalone czasami nawet tylko o 15 metrów (w takiej sytuacji powszechne stało się obrzucanie przeciwnika granatami). Tylko na Bliskim Wschodzie ze względu na rozległe tereny oraz na niedostatek drutu kolczastego czy innych materiałów do budowy umocnień, klasyczna wojna w okopach nie rozwinęła się tak jak w Europie.
Najbardziej zaawansowany kształt miały umocnienia i pozycje obronne w Alpach (na froncie włoskim), gdzie sięgały one nawet na wysokość 3900 metrów nad poziom morza. Bardzo często stanowiska artylerii umieszczano na szczytach gór, jeżeli tylko było to możliwe. Przy tym umocnienia w tym terenie musiały być przystosowane do pagórkowatego terenu, skał i trudnych warunków pogodowych. Wiele okopów zostało wykutych w lodowcach górskich, tak jak w rejonie Adamello-Presanella czy sławne miasto pod lodem nieopodal góry Marmolada w Dolomitach.

#### Wykorzystanie ukształtowania terenu
Jako że okopy były statyczną formą walki, umocnienia tworzyły charakterystyczne układy, które zmieniały w dużym stopniu pierwotny krajobraz. W strefie frontowej konwencjonalny transport w postaci dróg i kolei został zastąpiony przez sieć okopów komunikacyjnych i specjalnie skonstruowane lekkie środki transportu szynowego. Ponadto każda z armii dążyła do opanowania wszelkich wzniesień, które górowały nad okolicą, ponieważ były one doskonałymi miejscami, z których mogła operować artyleria (wtedy narodziła się praktyka nadawania nieznanym wzgórzom nazw od ich wysokości). Obiekty takie jak: dom, młyn czy grupa drzew stawały się obiektem zaciekłych walk, ponieważ stanowiły punkty orientacyjne.

#### Konstrukcja okopów

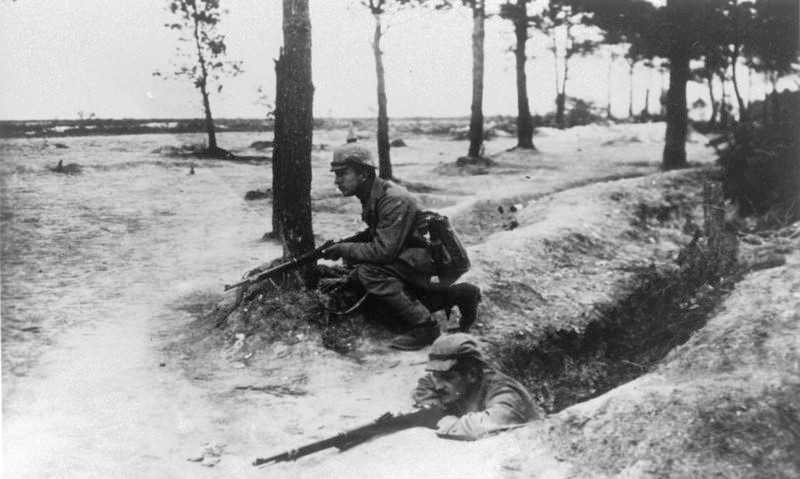
Wysunięta placówka niemiecka pod Arras, front zachodni, 1915

Okopy nigdy nie znajdowały się w linii prostej, ale były rozmieszczane w taki sposób, aby tworzyły wysunięte placówki (na kształt kwadratu). Z tego też względu przeciwnik nigdy nie mógł oskrzydlić całego okopu. Część okopu zwrócona w stronę wroga była nazywana parapetem (albo przedpiersiem). Z tyłu znajdował się nasyp, który chronił żołnierzy przed odłamkami, a w sytuacji gdy przeciwnik wdarł się już do okopu, wał ten mógł stanowić osłonę, zza której można było się bronić. Boki okopu były umocnione poprzez worki z piaskiem, drewniane bale i stalową siatkę. Dno okopu często było pokryte drewnianą kratownicą.
Wykopy (z różnym stopniem wyposażenia) były budowane na tyłach i w umocnieniach pomocniczych. Brytyjskie wykopy sięgały od 3 do 5 m głębokości, natomiast wykopy niemieckie były dużo głębsze i miały co najmniej 4 m głębokości, czasem miały nawet 3 poziomy połączone ze sobą betonowymi schodami.
Aby żołnierze mogli obserwować przedpole, tworzono specjalne strzelnice (formowane z worków z piaskiem albo z płyt stalowych). Niemieccy snajperzy używali specjalnych pocisków, które pozwalały na przestrzelenie tych osłon. Aby się nie narażać na ostrzał nieprzyjacielski, używano też peryskopów (w rejonie Gallipoli stosowano nawet specjalne karabiny zaopatrzone w peryskopy, które umożliwiały strzelanie bez narażania się na niebezpieczeństwo).

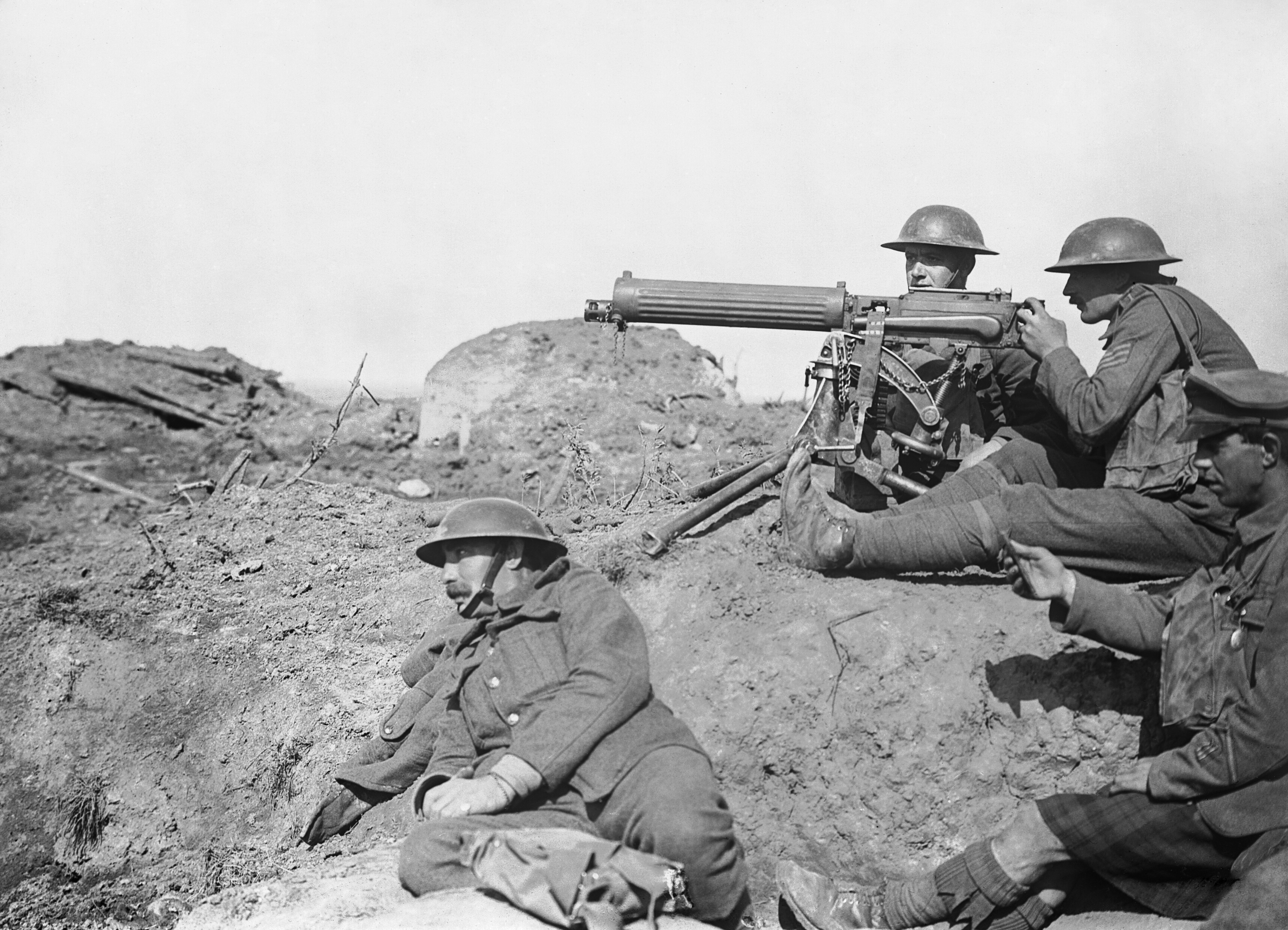
Żołnierze brytyjscy obsługujący karabin maszynowy Vickers

Okopy budowano trzema sposobami: poprzez drążenie tuneli, kopanie prostego rowu oraz przedłużanie już istniejącego okopu. Najprostszą metodą było kopanie, jednak żołnierze wykonujący tę pracę byli narażeni na ostrzał nieprzyjacielski (dlatego roboty te często wykonywano w nocy). Przedłużanie okopów natomiast nie było zbyt efektywne, gdyż tylko dwóch lub trzech ludzi mogło pracować w jednym czasie. Budowanie okopu poprzez drążenie tunelu polegało na tym, że po wybraniu ziemi i powstaniu przekopu usuwano powstałe w wyniku tej pracy sklepienie. Średnio, wybudowanie 250 m kompletnej linii umocnień zajmowało 450 ludziom 6 godzin (przy pracy w nocy). Jednak po wykopaniu okopu, ciągle trzeba było wykonywać prace konserwacyjne, które polegały głównie na usuwaniu nadmiaru wody.
Dodatkowo Niemcy tworzyli specjalne komanda przy pułkach, kierowane przez saperów, które zatrudniano do wykonywania na drugiej linii rowów odwadniających w celu skierowania wody w stronę nieprzyjaciela, jeżeli pozwalało na to ukształtowanie terenu. Stanisław Drygas służący w armii niemieckiej wspominał:

Przez całą dobę mieliśmy obsługiwać specjalnie zainstalowane pompy. Pompowanie to było bezcelowe, bo woda wracała znów do przelotowych rowów. Znużeni tą bezowocną pracą, znosiliśmy drabinki przeznaczone do układania w rowach strzeleckich i wiązaliśmy do pali. Woda jednak je unosiła. Pewnego razu wczesnym rankiem pułkownik dowodzący odcinkiem przyszedł na inspekcję. Wyprzedzał go młody porucznik. Nagle blisko naszego pudła usłyszeliśmy przeraźliwy krzyk i przekleństwa. Wychyliliśmy głowy. Pan pułkownik stał po pas w wodzie, a porucznik usiłował go wyciągnąć. Wyskoczyliśmy wszyscy na pomoc. Ociekający wodą pułkownik wrzasnął na naszego gefreitra: «Jakie jest wasze zadanie?!». Gefreiter wyprężył się jak struna. «Być łącznikiem między pierwszą linią frontową a sztabem batalionu». «Gówno! – ryknął pułkownik. – Wodę macie pompować!». Chwyciliśmy się pomp, ale bezskutecznie; wody nie ubywało.

System walki na froncie zachodnim sprawiał wszystkim armiom duże trudności. Przede wszystkim często plany obydwu przeciwnikom krzyżowała pogoda. Nierzadka była sytuacja, gdy żołnierzom przychodziło budować okopy w miejscach, gdzie woda znajdowała się na głębokości 1 metra. W czasie walk we Flandrii duża część umocnień znajdowała się na powierzchni ziemi ze względu na trudne warunki terenowe (fortyfikacje były tworzone z worków wypełnionych błotem lub gliną z uwagi na częste ulewy i wysoki poziom wód).

#### System okopów

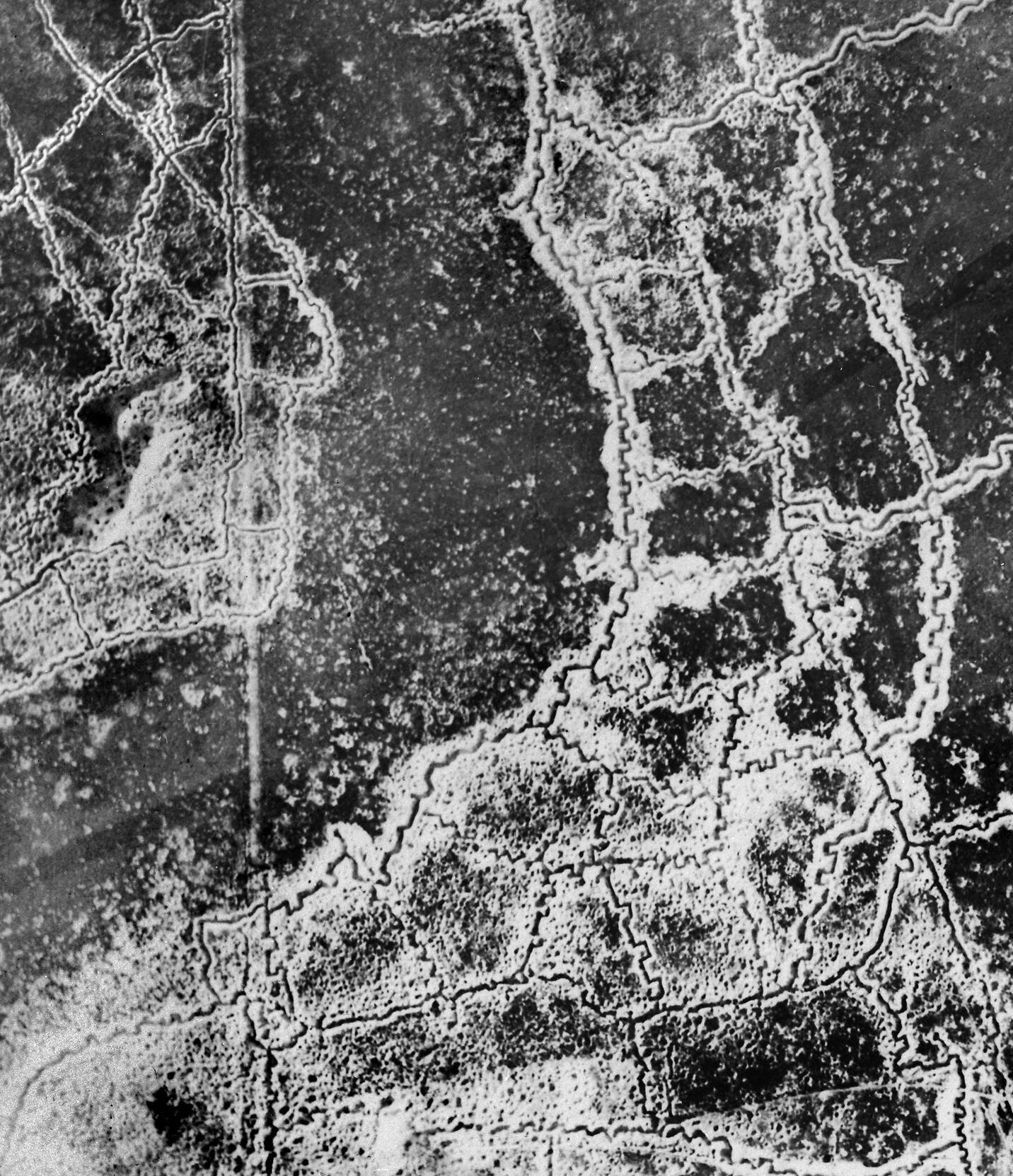
Widok z powietrza na system okopów, okopy niemieckie po prawej stronie, brytyjskie po lewej

We wczesnym okresie wojny brytyjska doktryna obronna zalecała budowę głównego systemu okopów składającego się z trzech równoległych linii połączonych ze sobą rowami mającymi zapewnić komunikację. Punkt w którym okopy komunikacyjne krzyżowały się z przednim okopem był bardzo wrażliwym miejscem i z reguły był silniej ufortyfikowany. W pierwszej linii umocnień znajdowała się mniejsza liczba żołnierzy niż w pozostałych, którzy mieli pełnić głównie funkcję obserwacyjną i wartowniczą, a służba trwała tam nieprzerwanie. W odległości 80–110 metrów od przedniego okopu znajdował się tzw. okop pomocniczy (nazywany też „transportowym”), w nim chronili się żołnierze z przedniego okopu w razie ostrzału artyleryjskiego. Od 330 do 550 metrów w tyle znajdowała się ostatnia linia umocnień mająca funkcję rezerwową, to właśnie z tego miejsca były organizowane kontrataki, gdyby wróg zdobył okop frontowy. Wkrótce ta ostatnia linia zaczęła jednak zanikać, gdy stała się głównym celem ataków artylerii przeciwnika. W pewnych miejscach frontu utrzymywano ją nadal, w celu przyciągania ostrzału artyleryjskiego i odwracania uwagi od przedniej i rezerwowej linii okopów (w tym celu w nocy palono ogniska w tylnych umocnieniach tylko po to, aby wyglądały na zamieszkane, a powstałe w wyniku bombardowania uszkodzenia natychmiast naprawiano).
Budowano też tzw. umocnienia tymczasowe. Kiedy planowano wykonanie głównego ataku na pozycje przeciwnika, grupy żołnierzy budowały prowizoryczne schronienia przed frontową linią okopów. Miały one za zadanie dać okrycie kolejnym falom piechoty przesuwającym się do przodu. Oprócz tego stanowiły dobre miejsce do przeprowadzania zwiadu i wykonywania szybkich uderzeń małymi grupami, po których wycofywano się z powrotem na pozycje wyjściowe (co można określić techniką doskocz-odskocz).

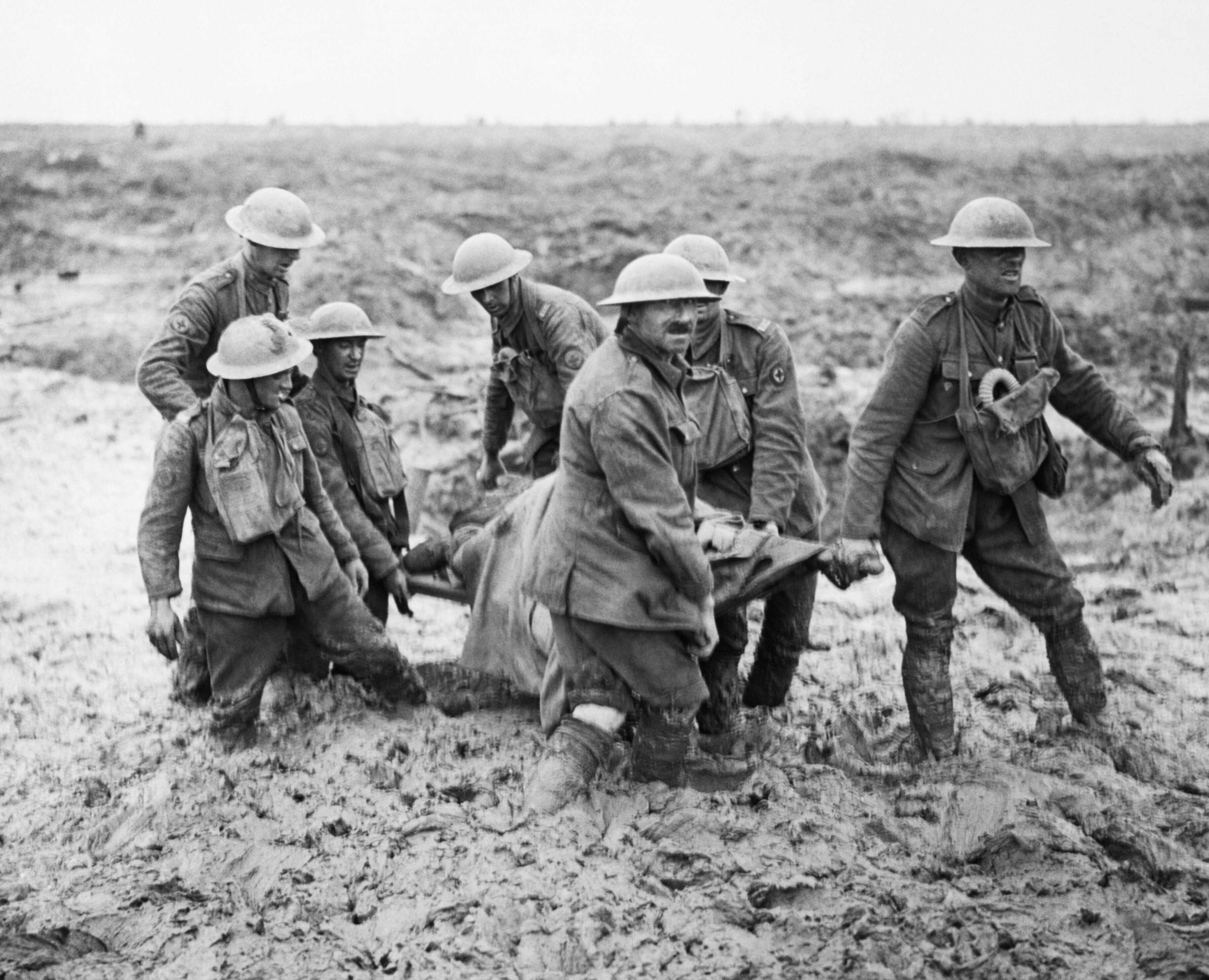
Noszowi z rannym

Najbardziej niebezpiecznymi miejscami dla żołnierzy były okopy, które formowały tzw. wybrzuszenie wysuwające się z głównych umocnień do przodu. Miejsca takie były bardzo wrażliwe na atak, ponieważ można było na nie uderzyć z trzech stron.
Oprócz głównej linii okopów na tyłach znajdowały się inne fortyfikacje (z reguły kilka kilometrów za głównymi umocnieniami), które przygotowywano na wypadek odwrotu. Najbardziej rozwinięte systemy fortyfikacji budowali Niemcy. W 1916 podczas bitwy nad Sommą stworzyli dwa kompletne systemy okopów (oddzielone od siebie kilometrowym obszarem), które ubezpieczała jeszcze trzecia linia fortyfikacji. Takie dublowanie umocnień czyniło je praktycznie niemożliwymi do przełamania. Bo jeżeli doszło nawet do częściowego zajęcia okopów frontowych, to niezdobyta sekcja mogła być połączona rowem komunikacyjnym z drugą linią i stąd zaopatrywana w posiłki, które pozwalały na jej dalsze utrzymywanie.
Niemcy stworzyli cały system konstrukcji fortyfikacji, przy którym pracowali specjalnie przydzieleni do tego inżynierowie. Stosowano na szeroką skalę beton zbrojony odporny na pociski artyleryjskie, wentylację oraz punkty oporu, które mogły się bronić, nawet pozostając w okrążeniu. Żołnierze niemieccy często wycofywali się na z góry upatrzone pozycje, które wcześniej były mocno fortyfikowane. Także armia niemiecka zastosowała jako pierwsza taktykę „głębokiej obrony”, gdzie linia frontu była szeroka na kilkanaście kilometrów i zaopatrzona w liczne reduty (w tym sposobie walki nie stosowano natomiast ciągłego systemu połączonych ze sobą okopów). Każda reduta mogła wspierać redutę sąsiednią, co tworzyło sieć ognia krzyżowego. Napastnicy mieli całkowitą swobodę ruchów, ale często nie byli w stanie przedrzeć się przez linię obrony ze względu na oskrzydlający ostrzał. Brytyjczycy próbowali skopiować ten sposób walki, ale podczas ofensywy wiosennej w 1918 Niemcy z łatwością sobie z nim poradzili.

#### Sposób walki w okopach
Podstawowym założeniem walki w okopach było utrzymanie własnych pozycji za wszelką cenę i przełamanie linii przeciwnika (wojna pozycyjna). Efektem takiej strategii były niekończące się utarczki, w których osiągano bardzo nikłe postępy. Ostatecznie celem obydwu stron stało się zadanie przeciwnikowi jak największych strat, których nie byłby już w stanie uzupełnić, była to więc klasyczna wojna na wyczerpanie. Jednak zarówno wśród aliantów, jak i Niemców nie brakowało dowódców, którzy szukali rozstrzygnięcia w jednej decydującej bitwie. Na przykład szef Brytyjskiego Korpusu Ekspedycyjnego gen. Douglas Haig konsekwentnie dążył do dokonania wyłomu w pozycjach przeciwnika, przez który jego zdaniem mogłyby wyjść na tyły oddziały kawalerii, była to oczywiście koncepcja kompletnie niepasująca do XX-wiecznej doktryny wojennej. Z tego też powodu jego ofensywy nad Sommą w 1916 i we Flandrii w 1917 zamieniły się w niekończące się utarczki, które nie mogły dać rozstrzygnięcia. Niemcy w połowie wojny całkowicie zmienili taktykę, teraz ich głównym celem było zadanie jak największych strat nieprzyjacielowi. Uderzenie na Verdun miało wykrwawić armię francuską i uczynić ją niezdolną do działania, jednak Niemcy ponieśli tu niewiele mniejsze straty od Francuzów. Alianci, aby zmniejszyć presję niemiecką na Verdun, wykonali szereg ofensyw mających odwrócić uwagę niemiecką od tego wrażliwego punktu.

#### Taktyka

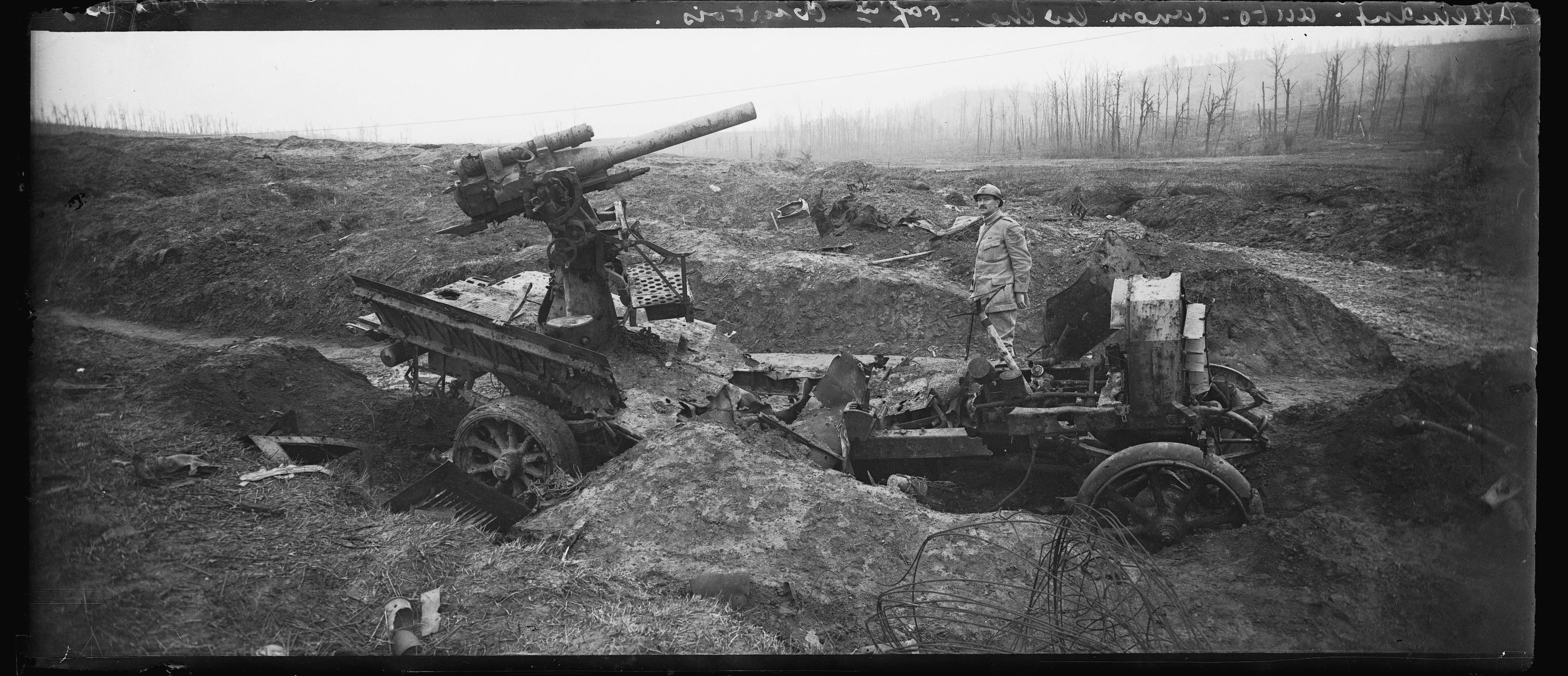
Niemieckie działo przeciwlotnicze na samochodzie oglądanym przez francuskiego kapitana, krajobraz po bitwie

Bardzo częstym obrazem walki w okopach była sytuacja, gdy na pozycje wroga nacierały kolejne fale piechoty, próbujące jak najszybciej i w miarę cicho przebyć pas ziemi niczyjej i wedrzeć się w linie nieprzyjacielskich umocnień. Zdarzało się, że tuż po wyjściu z okopów wielu żołnierzy ginęło przy nich wskutek ognia karabinowego, a bardzo mało dochodziło do połowy drogi, podobnie jak i do samych okopów wroga. Jednak taka taktyka przynosiła pewne rezultaty jedynie na początku wojny. Później coraz częściej uderzano w nocy z wcześniej przygotowanych posterunków na ziemi niczyjej, po wcześniejszym usunięciu przeszkód takich jak choćby drut kolczasty i miny.
W 1917 Niemcy zaczęli stosować tzw. taktykę „infiltracji”. Polegała ona na uderzaniu małymi grupami dobrze wyszkolonych i uzbrojonych żołnierzy, które próbowały opanować najbardziej newralgiczne punkty w obronie przeciwnika, jednocześnie oddziały te starały się omijać pozycje najgęściej obsadzone i najlepiej chronione. Ale postępy, jakie mogły poczynić takie akcje, były niewielkie ze względu na brak możliwości dosyłania zaopatrzenia oraz brak łączności.

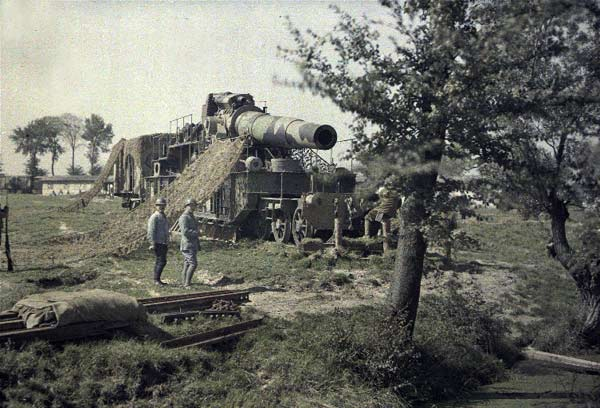
Francuskie działo kolejowe kalibru 370 mm

Ważną rolę miała do spełnienia artyleria: po pierwsze niszczyła wszelkie cele żywe w okopach nieprzyjacielskich lub zmuszała obrońców do odwrotu, po drugie osłaniała własną piechotę poprzez prowadzenie ognia zaporowego, który miał likwidować próby kontrataku wroga.
Osiągnięcie celu stanowiło połowę sukcesu, bo należało go jeszcze utrzymać. Atakujący oprócz broni musieli także zabierać sprzęt do wznoszenia okopów (taki jak: łopaty, worki z piaskiem i drut kolczasty), które miały zatrzymać ewentualny kontratak. Niemieckie dowództwo kładło duży nacisk na kontrofensywy zmierzające do odzyskania straconego terenu, takie akcje przynosiły jednak duże straty. W szczególności od 1917, kiedy Brytyjczycy specjalnie zadowalali się małymi zdobyczami tylko po to, aby spokojnie przygotować się i odeprzeć z dużymi stratami kontratakujących Niemców.

#### Podkopy

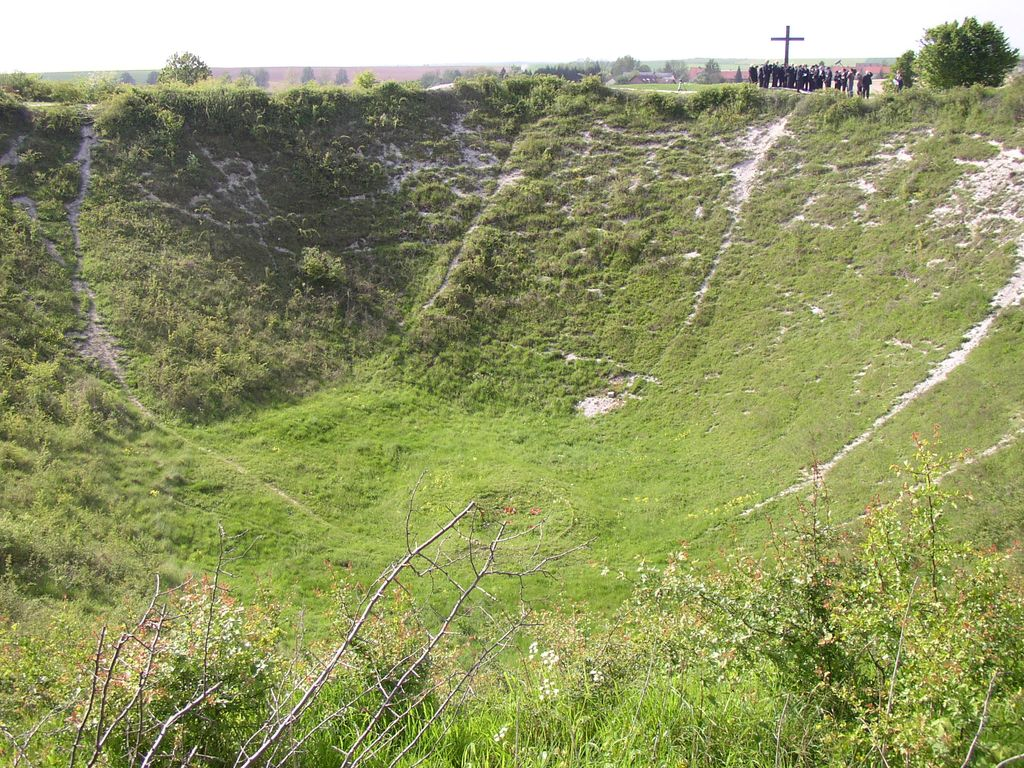
Krater koło wioski la Boisselle, pozostałość po wybuchu w 1916 brytyjskiej gigantycznej miny Lochnagar

Obydwie strony próbowały zakładać miny pod pozycjami przeciwnika. Takie akcje mogły być z powodzeniem wykonywane szczególnie w takich rejonach jak Ypres, gdzie kredowe skały ułatwiały drążenie tuneli. Prace takie wykonywali najczęściej żołnierze, którzy w cywilu byli górnikami. Po przebrnięciu przez obszar ziemi niczyjej i dokopaniu się do okopów przeciwnika pogłębiano specjalne jamy, w których umieszczano ładunki wybuchowe, a następnie detonowano. Po takiej eksplozji powstawały olbrzymie kratery, które doprowadzały do przerwania pozycji obronnych, a później w czasie ataku stanowiły naturalną osłonę. Po detonacji miny obydwie strony dążyły do jak najszybszego zajęcia leju powstałego po wybuchu, a następnie do jego ufortyfikowania (ślady po niektórych detonacjach podziemnych min są widoczne w krajobrazie nawet do dziś). Największy atak tego typu miał miejsce pod Messines w 1917 roku.
Jeśli minerzy natknęli się na tunel przeciwnika, próbowali drążyć swój własny kontrtunel, w którym umieszczano ładunki wybuchowe i niszczono wrogi podkop. Nierzadkie były też przypadki, gdy minerzy dwóch stron spotykali się i dochodziło do podziemnej walki.
Podkopy były też wykorzystywane do przemieszczania własnych oddziałów, które w ten sposób pozostawały niezauważone (udawało się w ten sposób zmienić pozycje nawet całej dywizji).

#### Próby przełamania impasu w walce
Wraz z wycofaniem się Rosji z działań wojennych Niemcy uzyskali możliwość przerzucenia swoich sił ze wschodu na zachód. Część żołnierzy została ściągnięta z frontu i skierowana do specjalnych ośrodków, gdzie odbywali przeszkolenie w zakresie nowych metod walki i taktyki polegającej na użyciu „grup szturmowych” (tzw. Sturmtruppen). Oddziały te miały za zadanie wdarcie się jak najgłębiej w linie przeciwnika za pomocą bardzo szybkich uderzeń bez względu na koszty, a następnie prowadzenie ognia osłonowego dla pozostałych atakujących grup. Dowódcy tych oddziałów mieli wybierać miejsce uderzenia w najsłabszych punktach. Taktyka ta przyniosła Niemcom duże sukcesy w trakcie ofensywy wiosennej w 1918.
Bronią, która dokonała prawdziwego przełomu na polach bitew I wojny światowej, okazały się czołgi. Dzięki swojemu pancerzowi odpornemu na karabiny maszynowe oraz mobilności doskonale nadawały się do działań ofensywnych. Na początku często występowały z nimi duże problemy i ich sukcesy były ograniczone, jednak już sam ich widok potrafił zmusić do odwrotu całe kompanie armii niemieckiej.
W czasie ostatnich 100 dni wojny Brytyjczycy przełamali wreszcie pozycje niemieckie przy użyciu piechoty wspieranej przez czołgi oraz lotnictwo. Później Niemcy wyciągnęli z tej lekcji wnioski i z piorunującym efektem zastosowali nową taktykę „Blitzkriegu” w czasie II wojny światowej.

#### Życie w okopach

Brytyjski okop, bitwa nad Sommą w 1916

Służba każdego żołnierza przebywającego w okopie frontowym sprowadzała się do kilku prostych czynności i trwała krótko: od jednego dnia do najwyżej dwóch tygodni do czasu przybycia nowej zmiany. Rzadkie były takie sytuacje jak na przykład 53 dni na linii walk spędzone przez 31. australijski batalion piechoty.
Nawet gdy żołnierz cały czas przebywał w przednich okopach, tylko kilka razy w roku brał udział w walce: to znaczy w przeprowadzaniu ataku, obronie własnych umocnień i udziale w krótkotrwałych wypadach na pozycje przeciwnika. Do walki najczęściej przeznaczano weteranów i żołnierzy najbardziej doświadczonych.
Bywały odcinki frontu, na których starcia były bardzo rzadkie, co czyniło je upragnionymi miejscami odbywania służby (jak choćby rejon Armentières). Istniały też rejony, w których do walki dochodziło niemal bez przerwy (na przykład obszar wokół Ypres). Ale nawet w terenie względnie spokojnym ciągle ginęli ludzie wskutek czy to ognia artylerii, czy działalności strzelców wyborowych. W pierwszych 6 miesiącach 1916 przed rozpoczęciem ofensywy nad Sommą Brytyjczycy stracili ponad 100 tys. ludzi mimo tego, że nie brali udziału w żadnych poważniejszych operacjach.

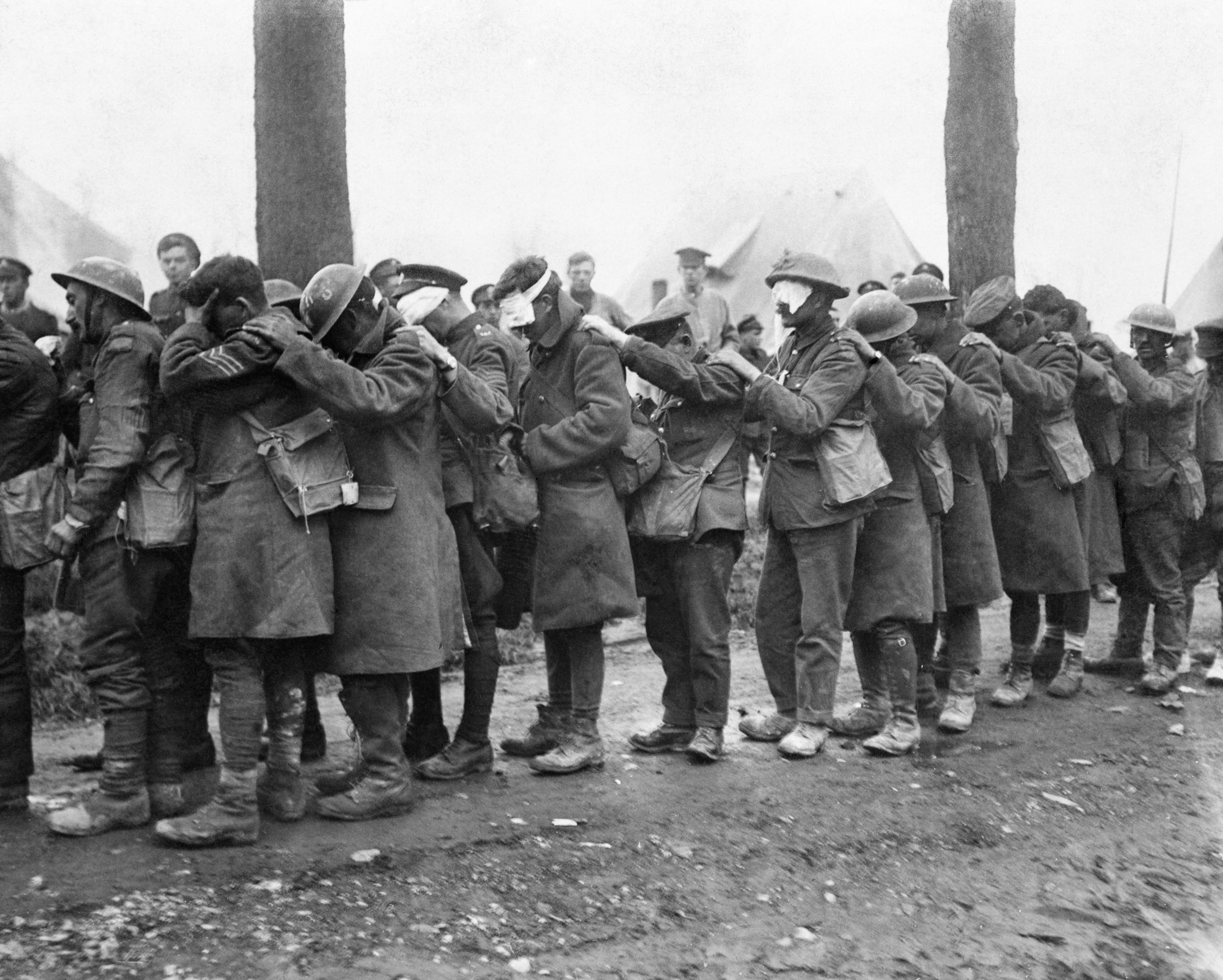
Skutki działania gazu – oślepieni żołnierze brytyjscy

W czasie dnia życie w okopach zamierało, było to spowodowane ogniem artylerii, ostrzałem snajperów i działalnością obserwatorów lotniczych czy balonowych. Większość obowiązków wykonywano w nocy, bo ciemność umożliwiała ruchy oddziałów i zaopatrzenia, rozbudowę okopów i zapór z drutu kolczastego. W tej porze dokonywano także licznych wypadów rozpoznawczych na linie wroga. Aby uniemożliwić patrole przeciwnika czy wykonywanie jakichś prac, na ziemi niczyjej umieszczano posterunki wartownicze, które miały za zadanie ostrzegać o aktywności drugiej strony.
Wypady poza własne umocnienia były wykonywane w celu zdobycia jeńców oraz cennych dokumentów, które mogły stanowić źródło informacji dla wywiadu. Rajdy takie stały się wkrótce częścią brytyjskiej taktyki walki, która miała za zadanie wnosić w żołnierzy ducha waleczności i usuwać Niemców z ziemi niczyjej. Jednak takie akcje zazwyczaj kończyły się wysokimi stratami i dlatego z biegiem czasu były organizowane coraz rzadziej.

#### Śmierć w okopach

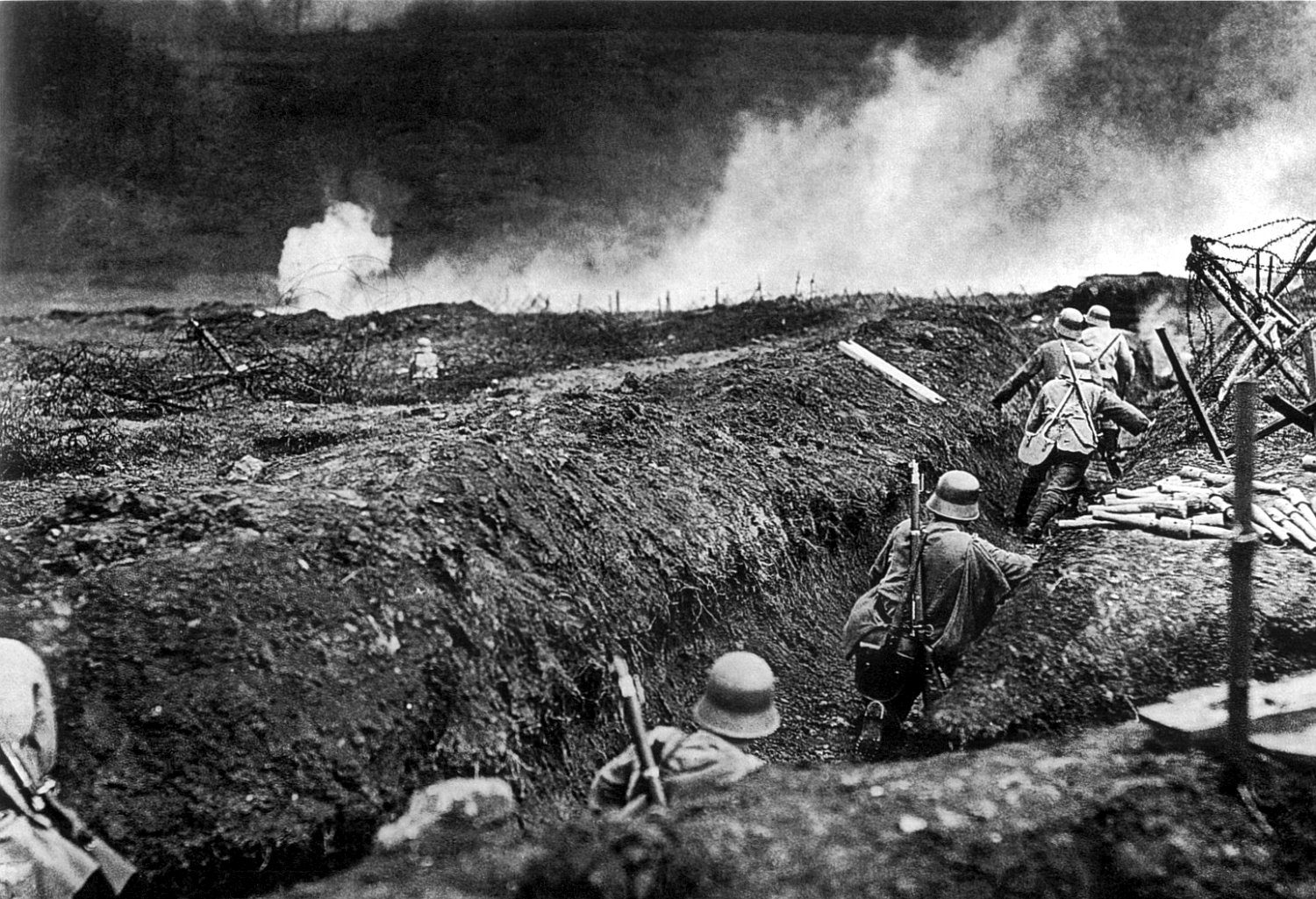
Niemiecka grupa szturmowa (Sedan – maj 1917)

Intensywność walk na frontach I wojny światowej powodowała, że średnio 10% walczących żołnierzy ginęło (co jest bardzo wysokim odsetkiem w porównaniu np. do 5% w czasie wojny burskiej i do 4,5% zabitych w czasie II wojny światowej). Siły brytyjskie i wojska z dominiów straciły około 12% żołnierzy, a ogólny stosunek strat wynosił 56%. Na każdego żołnierza na polu walki przypadało 3 ludzi personelu pomocniczego (służba medyczna, artyleria i zaopatrzenie) i mało prawdopodobna była sytuacja, w której żołnierz przeżyłby wojnę bez odniesienia jakichkolwiek obrażeń. Nierzadkie były też przypadki, gdy ten sam człowiek był ranny więcej niż jeden raz podczas swojej służby.
Sytuację pogarszały niski poziom opieki medycznej oraz brak antybiotyków (jeszcze ich nie wynaleziono). Względnie błahe kontuzje lub rany mogły doprowadzić do zgorzeli gazowej lub innej infekcji zagrażającej życiu. Według danych niemieckich 12% ran nóg i 23% rąk kończyło się zgonem wywołanym głównie zakażeniem. 44% Amerykanów, u których rozwinęła się gangrena, nie przeżyło wojny, połowa rannych w głowę zginęła, a 1% rannych w brzuch przeżyło.
Trzy czwarte wszystkich obrażeń spowodowanych w czasie walk było wywołanych pociskami artyleryjskimi. Rana wywołana odłamkiem była z reguły groźniejsza niż postrzał karabinowy, bo okruchy ziemi czy skał wywoływały groźne zakażenie. Już sam wybuch pocisku mógł zabić wskutek silnego wstrząsu.
Tak jak w wielu wojnach dużą część ofiar stanowiły ofiary rozmaitych chorób. Ich rozwojowi sprzyjały fatalne warunki higieniczne panujące w okopach. Największe żniwo zbierały: dyzenteria, tyfus i cholera. Życie żołnierzom uprzykrzały też liczne pasożyty i szczury okopowe. Plagą były też liczne odmrożenia (temperatura w okopach spadała w zimie często do kilkunastu stopni poniżej zera) i spowodowana wilgocią tzw. stopa okopowa.
Grzebanie zmarłych było luksusem, na który żadna ze stron nie mogła sobie pozwolić ze względu na brak środków i możliwości. Ciała poległych leżały na ziemi niczyjej, do czasu aż linia frontu się przesunęła, co powodowało, że zwłoki po takim upływie czasu nie nadawały się do identyfikacji. Na niektórych polach bitew polegli zostali pochowani dopiero po zakończeniu wojny. Na terenach, gdzie istniał front zachodni, szczątki zwłok są nadal znajdowane podczas takich prac jak orka czy kopanie fundamentów.

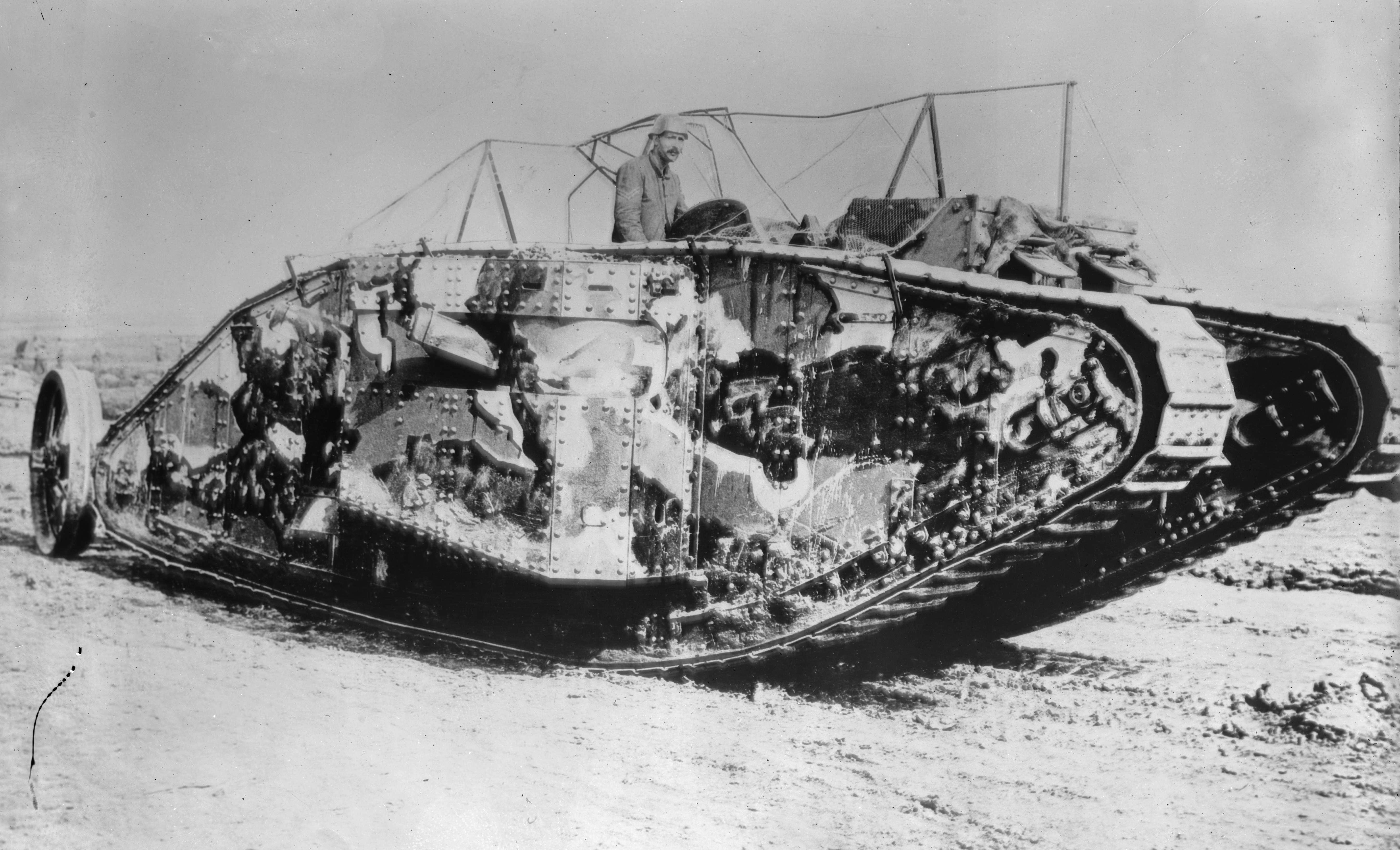
Brytyjski czołg Mark I

W różnych okresach wojny ogłaszano zawieszenie broni po to, aby zabrać rannych z ziemi niczyjej i pochować zmarłych. Przeważnie dowództwa obydwu stron nie pozwalały na opóźnianie ofensywy ze względów humanitarnych i wydawały rozkazy żołnierzom, aby ci nie pozwalali na działanie noszowych na ziemi niczyjej. Jednak żołnierze ignorowali te polecenia i obydwie strony wstrzymywały ogień, aby pozwolić sanitariuszom na zajęcie się rannymi. Gdy na ziemię niczyją wkraczali sanitariusze oznaczeni znakiem czerwonego krzyża, często dochodziło do wymiany rannych, którzy znaleźli się u przeciwnika. Dochodziło też na froncie do niezwykłych zjawisk: np. w czasie świąt Bożego Narodzenia 1914 ogłoszono wstrzymanie ognia, przy czym uczynili to samowolnie żołnierze brytyjscy i niemieccy w pobliżu Armentières, a następnie wyszli ze swoich okopów i składali sobie życzenia. Rozegrano nawet mecze piłki nożnej.

### Technika i uzbrojenie

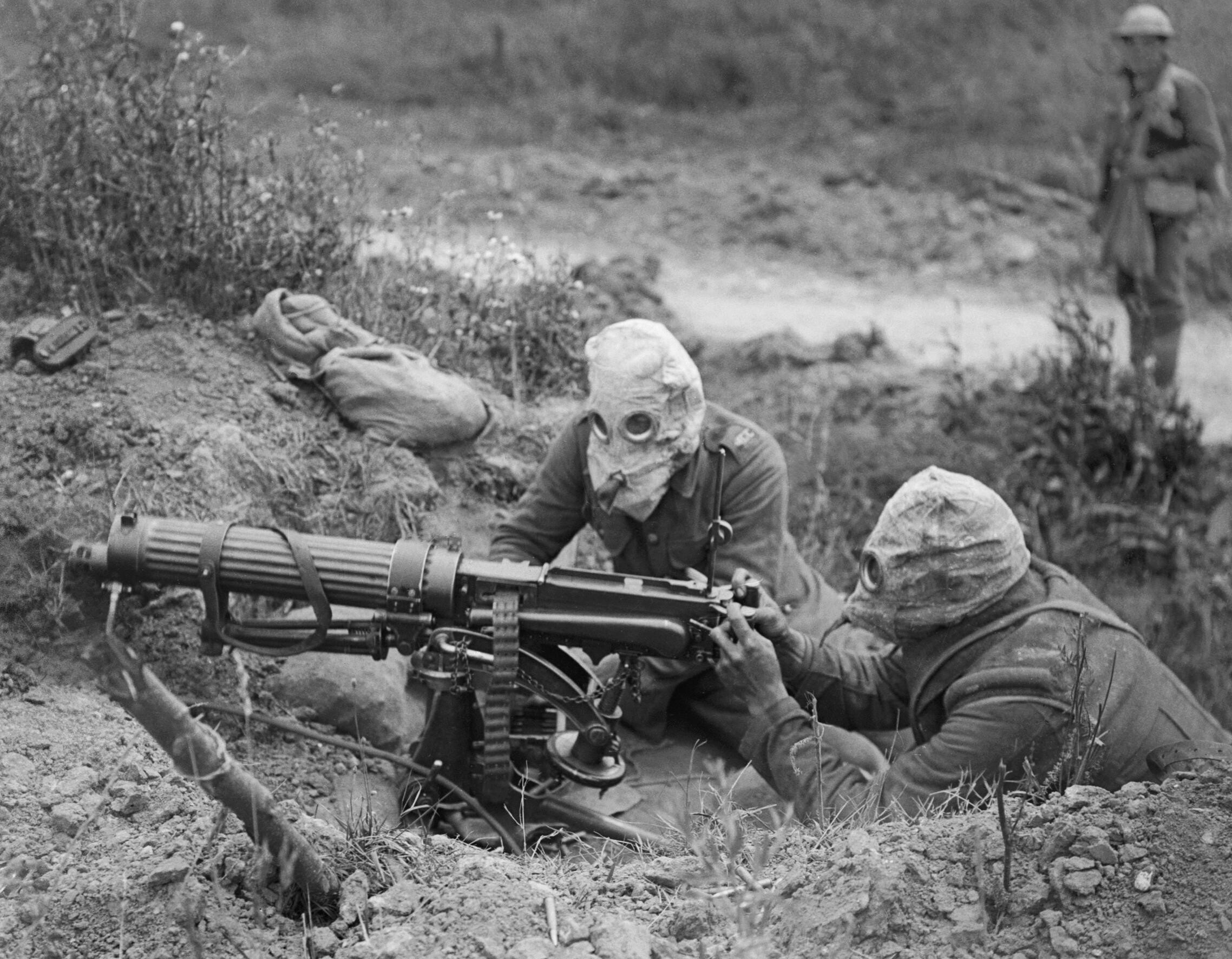
Żołnierze w maskach przeciwgazowych PH przy obsłudze ckm-u Vickers na stanowisku bojowym w bitwie nad Sommą, lipiec 1916

I wojna światowa była zderzeniem XX-wiecznej techniki z XIX-wieczną taktyką. Na polach walki znalazły się ogromne milionowe armie z poboru. Większość starć tej wojny miała miejsce w okopach, gdzie często ludzie ginęli setkami za zdobycze w postaci przesunięcia się frontu o kilka metrów. Najbardziej krwawymi bitwami okazały się: Ypres, Vimy, Marna, Cambrai, Verdun, Somma i Gallipoli. Większość ofiar tych starć poległa głównie wskutek ognia artyleryjskiego.
W czasie I wojny światowej po raz pierwszy w historii użyto broni chemicznej, która była stosowana przez obydwie strony, mimo że została zabroniona przez konwencję haską z 1907. Jednak tylko niewielka część żołnierzy poległa na skutek użycia gazów. Po wynalezieniu środków ochronnych takich jak choćby maski, które minimalizowały skutki działania chemikaliów, gaz stał się raczej bronią psychologiczną.

#### Wojska lądowe

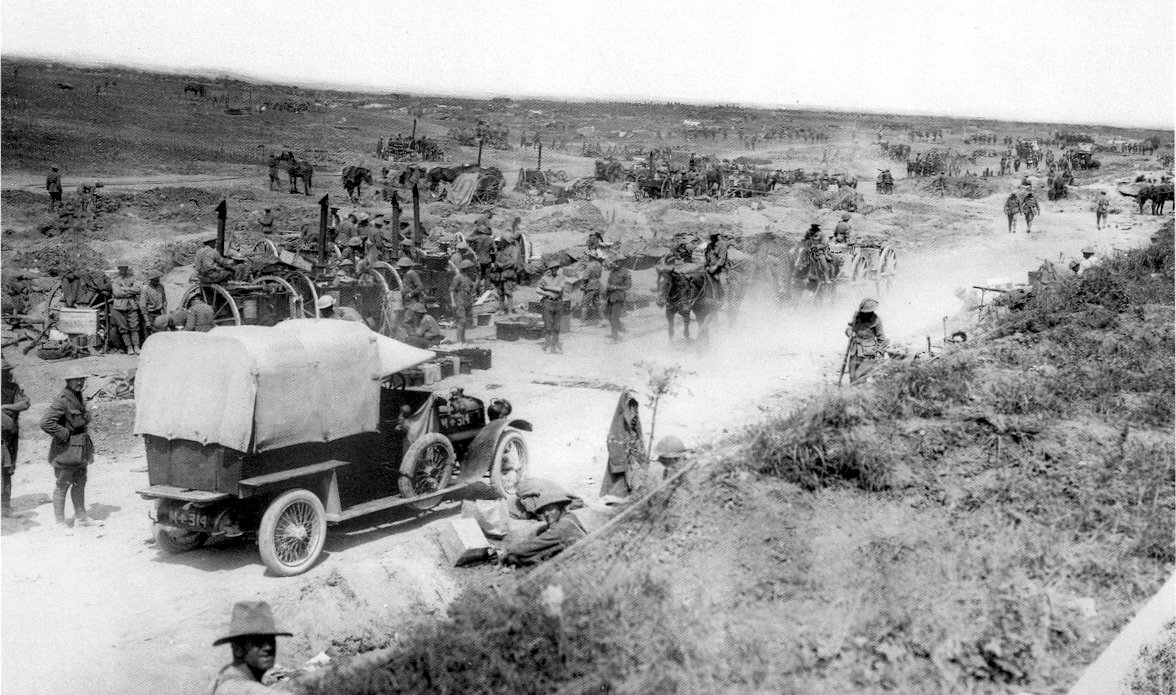
Zaplecze przyfrontowe (Somma, 1916)

##### Łączność
Główną trudnością dla armii znajdującej się w ofensywie było utrzymanie sprawnie funkcjonującej łączności. Łączność radiowa ciągle nie cieszyła się zaufaniem, dlatego używano takich środków jak: telefony, semafory, lampy sygnałowe, gołębie pocztowe. Jednak żadna z tych metod nie była niezawodna. Telefony były przydatne, ale kable telefoniczne często były rwane przez ostrzał artyleryjski. Dlatego próbowano przeprowadzać całe wiązki przewodów, które minimalizowały ryzyko odcięcia łączności. Flary i rakiety były używane do zasygnalizowania zdobycia celu lub do ściągnięcia ostrzału artyleryjskiego.

##### Broń piechoty

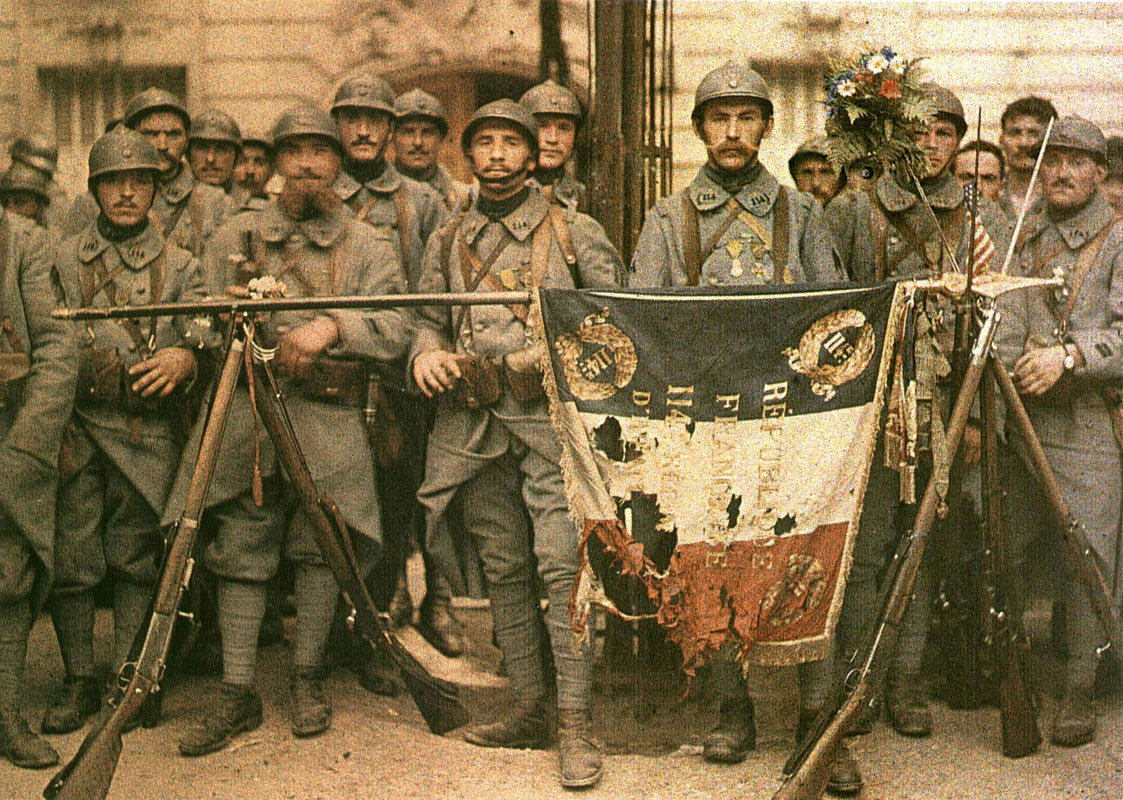
114 Pułk Piechoty w Paryżu, dnia 14 lipca 1917 (Autochrome Lumière)

Zwykli żołnierze piechoty byli uzbrajani w trzy rodzaje broni: karabin powtarzalny lub strzelbę (pojawiła się wraz z wejściem Stanów Zjednoczonych do wojny), bagnet i granaty.
Na początku wojny ogień karabinowy miał dosyć duże znaczenie. Na przykład Brytyjczycy w czasie I bitwy pod Ypres i pod Mons powstrzymali ataki niemieckie dzięki zmasowanemu ogniowi karabinowemu. Podstawową bronią brytyjską był karabin Lee-Enfield, Amerykanie posiadali springfieldy, Niemcy dysponowali mauserami Gewehr 98, Francuzi byli uzbrojeni w karabiny Lebel wz. 1886, a Rosjanie w mosiny. Wszystkie armie walczące na polach bitew I wojny światowej były wyposażone w karabiny powtarzalne. Z biegiem czasu, gdy okopy stały się powszechne, ręczna broń piechoty zaczęła mieć coraz mniejsze znaczenie, choć do końca wojny była podstawową bronią.
Mimo że każdy żołnierz piechoty dysponował bagnetem, tylko 0,3% ran było przez nie zadanych (jakkolwiek zadanie ciosu bagnetem najczęściej kończyło się śmiercią). Atak na bagnety wywoływał często popłoch i panikę wśród broniących się. Dochodziło do brutalnych starć wręcz o przetrwanie. Bagnety służyły głównie do dobijania rannych, miały też zapobiegać zbyt dużemu zużyciu amunicji. Ze względu na małe przestrzenie w okopach bagnety były zbyt nieporęczną bronią, dlatego niektórzy żołnierze do walki wręcz używali naostrzonych narzędzi saperskich.
Jako że standardowe wyposażenie niezbyt nadawało się do walki w okopach, zaczęły powstawać różne doraźne i improwizowane bronie, takie jak np. drewniane pałki, stalowe maczugi, noże, kastety. Z biegiem czasu przemysł zbrojeniowy dostosował swoją produkcję do nowych metod walki.

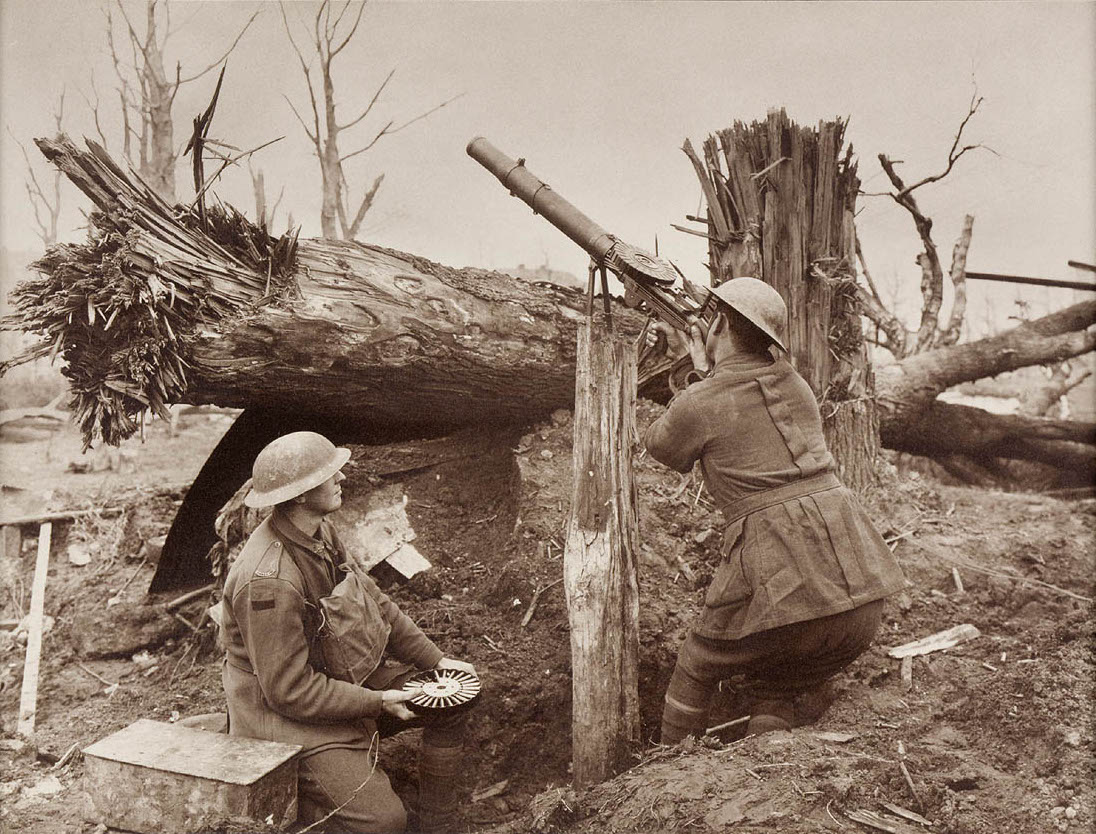
Prowizoryczna broń przeciwlotnicza

Strzelby były używane głównie przez Amerykanów. Była to broń stosowana głównie do walki na małe odległości i powodowała ona drobne, ale liczne obrażenia (z tego też względu była bardzo skuteczna w walce w okopach). Niemcy w 1918 wystosowały oficjalny protest przeciwko użyciu tego rodzaju broni i oświadczyły, że każdy jeniec, który będzie posiadał strzelbę, zostanie rozstrzelany.
Gdy karabin tracił na znaczeniu, podstawową bronią piechoty w walce w okopach stały się granaty. Utworzono nawet specjalne grupy uderzeniowe uzbrojone tylko w tego rodzaju broń. Ich dużą zaletą była możliwość rażenia przeciwnika bez bezpośredniego narażania się na niebezpieczeństwo. Niemcy i Turcy od samego początku byli zaopatrzeni w dużą liczbę granatów. Natomiast Brytyjczycy musieli improwizować na początku wojny, tworząc prymitywne bomby, a sytuacja poprawiła się dopiero pod koniec 1915, kiedy przysłano z Anglii udoskonalone modele tej skutecznej broni.

##### Karabiny maszynowe

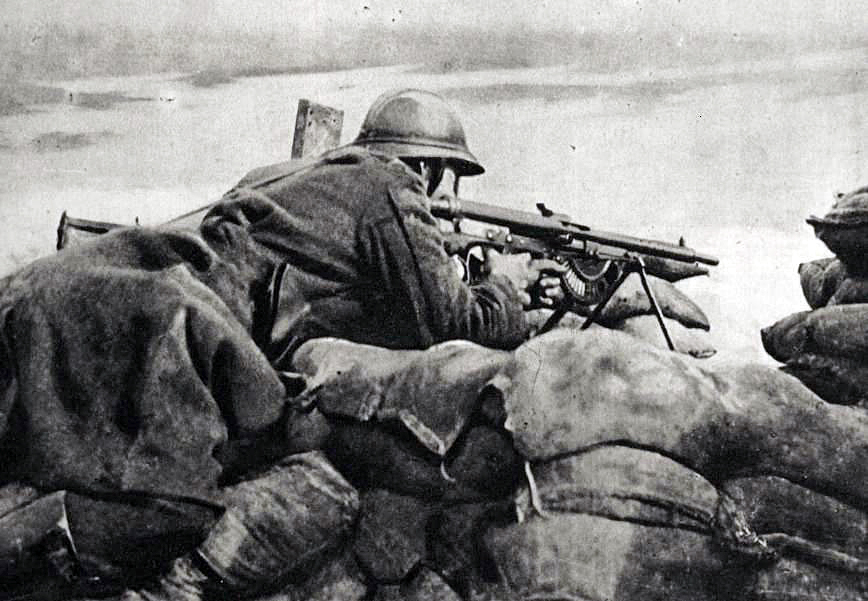
Belgijski żołnierz z rkm-em Chauchat

Karabin maszynowy stał się niemalże symbolem walki w okopach, której stałym obrazem były kolejne fale piechoty „koszonej” gradem kul tej śmiercionośnej broni. Niemcy praktycznie już od 1904 powszechnie stosowali broń maszynową, którą posiadał każdy regiment, natomiast żołnierze ją obsługujący przechodzili specjalne szkolenie. Turcy także wdrożyli do uzbrojenia karabiny maszynowe, przy czym ich obsługa była na początku złożona tylko z żołnierzy niemieckich.
Naczelne dowództwo brytyjskie uważało broń maszynową za bezużyteczną (jej użycie uznawano za niesportowe) i zniechęcającą do ofensywnych działań. Dopiero w 1915 utworzono specjalny korpus zajmujący się szkoleniem piechoty w użyciu karabinów maszynowych. Aby zaspokoić zapotrzebowanie na to nowe uzbrojenie, złożono duże zamówienia w przedsiębiorstwach amerykańskich. W 1917 już każda kompania brytyjska była wyposażona w cztery lekkie karabiny maszynowe (Lewisy), które znacząco zwiększały siłę ognia.
Używanie ciężkich karabinów maszynowych wymagało dużego doświadczenia – należało starannie zaplanować ich pole ostrzału, tak aby mogły skutecznie razić okopy nieprzyjacielskie czy przecinać drut kolczasty. Broń ta mogła być używana jako lekka artyleria do ostrzału oddalonych umocnień. Każdy ckm wymagał obsługi co najmniej 8 ludzi, którzy zajmowali się jego konserwacją oraz zaopatrzeniem w amunicję.

##### Moździerze
Moździerze znalazły szerokie zastosowanie na polach bitew I wojny światowej, jako że cechowała je duża mobilność oraz krótki zasięg. Były używane głównie do wsparcia atakujących i doskonale sprawdzały się np. przy niszczeniu drutu kolczastego. Zarówno alianci, jak i Niemcy używali bardzo różnych rodzajów moździerzy, od lekkich poprzez średnie do ciężkich. Na początku wojny przewagę mieli Niemcy, których ciężkie moździerze jak M-Gerät okazały się bardzo skuteczne w niszczeniu umocnień; posiadali oni też lekkie moździerze na podstawach kołowych, które piechota mogła ciągnąć ze sobą w czasie natarcia. W 1916 Brytyjczycy wprowadzili moździerz Stokesa – broń lekką i niezmiernie prostą w konstrukcji i obsłudze, która stała się prekursorem nowoczesnych moździerzy piechoty. Wraz z upływem czasu broń ta stawała się coraz powszechniejsza z uwagi na łatwość jej użycia oraz na niskie koszty produkcji.

##### Artyleria
Jeszcze przed wybuchem działań wojennych opracowano metody obliczania zasięgu strzału przy uwzględnieniu oporu powietrza oraz jego zależności od wysokości lotu pocisku, co pozwoliło na precyzyjne planowanie ostrzału. Wojska niemieckie opracowały technikę stratosferycznego ostrzału Paryża z dużej odległości (pociski leciały po stromotorowym torze przy znacznie mniejszym oporze powietrza w wyższych warstwach atmosfery). Artyleria dominowała na polach bitew I wojny światowej. Atak piechoty, który wychodził poza zasięg własnych dział, zazwyczaj kończył się niepowodzeniem. Natomiast ostrzał okopów przeciwnika często przeradzał się w pojedynki artyleryjskie, bo obrońcy próbowali zniszczyć baterie dział nieprzyjaciela.
Pociski używane w tej wojnie raziły głównie odłamkami, później stosowano także pojemniki z gazem. Brytyjczycy eksperymentowali z pociskami zapalającymi, które niszczyły drzewa oraz budynki.
Główne rodzaje stosowanej wówczas artylerii to armata (strzelająca na wprost) i haubica (działo stromotorowe). Największe rozmiary osiągały haubice, np. niemieckie dochodziły do 20 ton (przy kalibrze 420 mm) i wystrzeliwały 1-tonowe pociski na odległość ponad 10 km.
Ważną cechą ówczesnej artylerii był wynaleziony mechanizm oporopowrotnika. zmniejszający odrzut lufy. Dzięki niemu artylerzyści nie musieli ponownie ustawiać działa po każdym strzale. Na początku wojny dużą przewagę w tym rodzaju broni posiadała armia francuska, która m.in. dzięki szybkostrzelnym armatom o kalibrze 75 mm mogła zatrzymać Niemców podczas ich marszu na Paryż.

##### Gazy bojowe

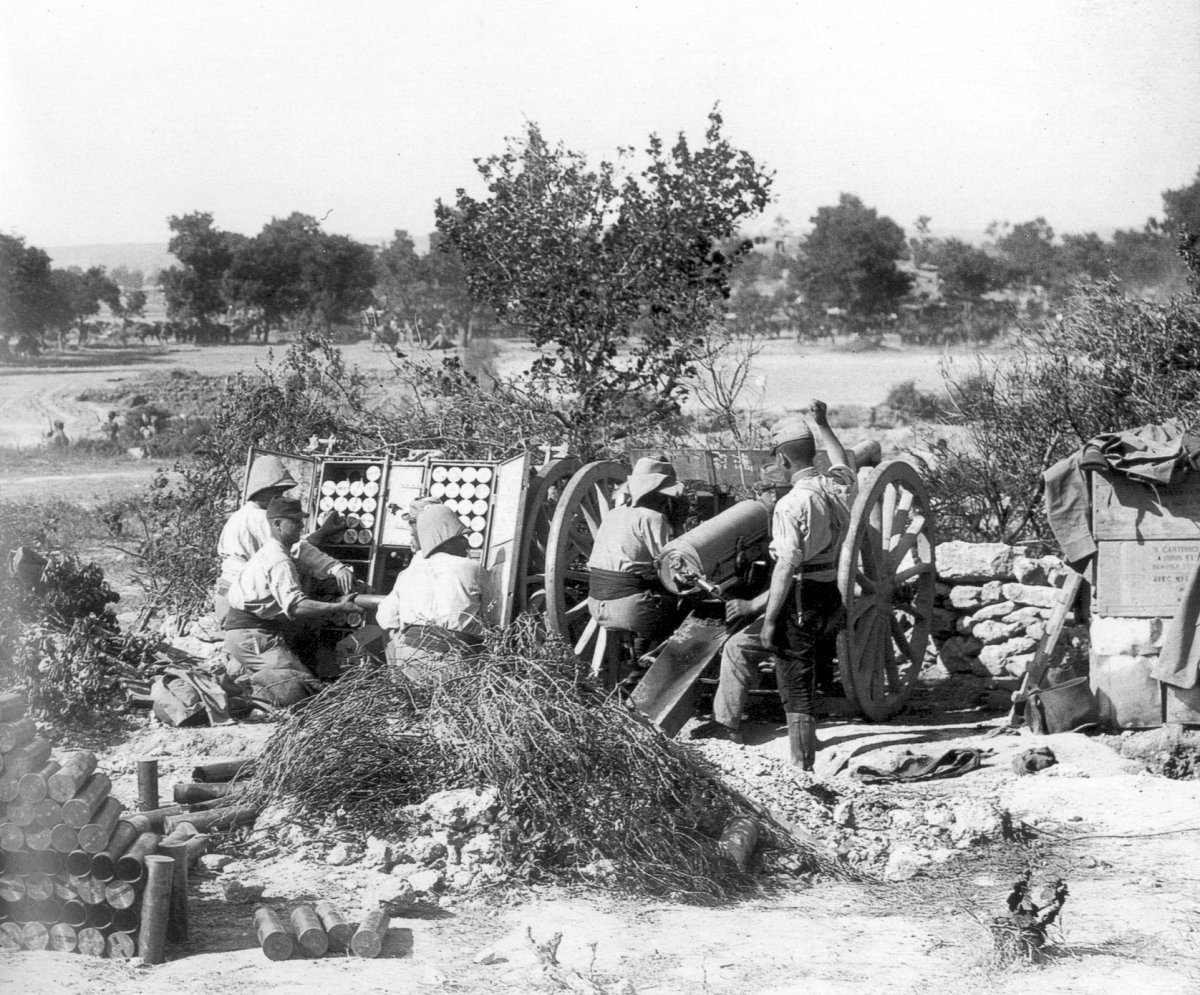
Francuskie działa Canon de 75 modèle 1897, które pomogły zatrzymać ofensywę niemiecką nad Marną w 1914

Gaz po raz pierwszy został użyty eksperymentalnie przez Francuzów w sierpniu 1914. W kwietniu 1915 Niemcy wypuścili na pozycje przeciwnika chlor. Gaz ten mógł wyrządzić poważne obrażenia (uszkadzał układ oddechowy), jednak musiał być użyty w dużych ilościach, aby wywołać większe efekty, ponadto był łatwy do wykrycia i zauważenia.
Fosgen został po raz pierwszy użyty w grudniu 1915 i był jedną z najgroźniejszych broni chemicznych stosowanych w czasie wojny. Był 18 razy bardziej zabójczy niż chlor i dużo trudniejszy do wykrycia. Jednak najbardziej skuteczny okazał się gaz musztardowy zastosowany przez Niemców w lipcu 1917 pod Ypres. Nie był on tak groźny (zmarło 2% osób, które się z nim zetknęły) jak fosgen, ale był trudniejszy do wykrycia, a ponadto długo utrzymywał się w powietrzu, powodował także olbrzymie poparzenia, które czyniły żołnierzy praktycznie kalekami niezdolnymi do walki.
Początkowo gaz wypuszczano z butli pod ciśnieniem razem ze sprzyjającym wiatrem, ale była to metoda wyjątkowo zawodna i w przypadku, gdy wiatr zmieniał kierunek, obracała się przeciwko atakującemu. Później gaz był wystrzeliwany w pociskach artyleryjskich. Według Prentissa (1937), przez całą wojnę użyto 111 tys. ton broni chemicznej. Najwięcej, 52 tys. ton użyli Niemcy. Mniej użyły: Francja (26 tys. ton), Wlk. Brytania (14), Austro-Węgry (7,9), Włochy (6,3), Rosja (4,7) i Stany Zjednoczone (1). Broń ta zabiła ok. 100 tys. żołnierzy, z czego połowę stanowili żołnierze rosyjscy.

##### Kolej i samochody oraz broń pancerna

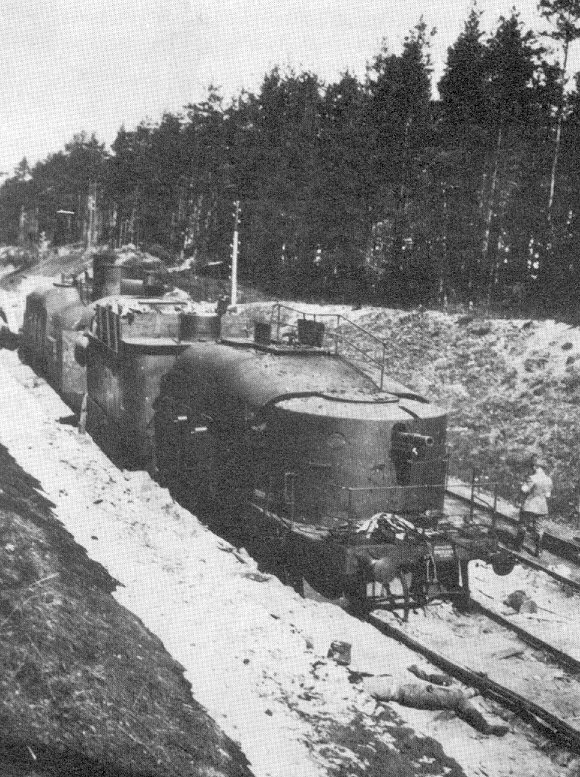
Pociąg pancerny

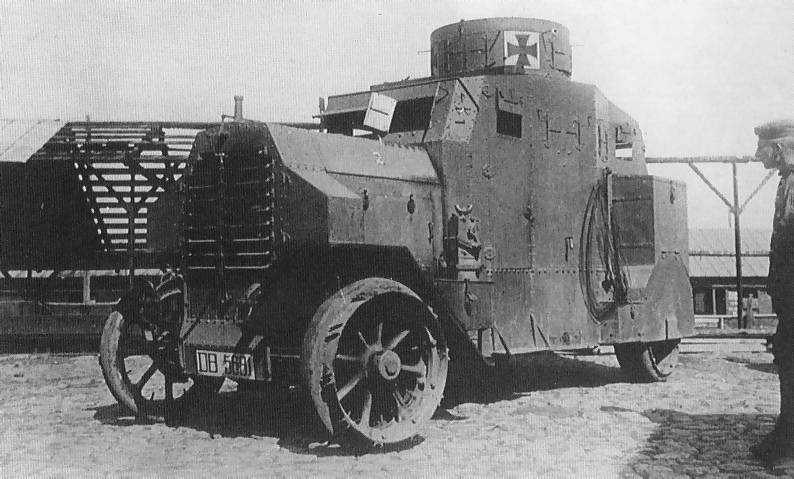
Niemiecki samochód pancerny Ehrhardt E-V/4

Spore znaczenie, szczególnie dla zaopatrzenia frontów, miały niemieckie wąskotorowe koleje polowe (Feldbahn) o rozstawie szyn 600 mm. Linie te były budowane przez wojska kolejowe z gotowych fragmentów toru (tzw. tor patentowy). Stosowano znormalizowany tabor typu HF – zaprojektowany specjalnie do pracy w wojennych warunkach. Koleje te dowoziły na front żołnierzy, żywność i amunicję. Po zakończeniu działań wojennych niektóre z nich były przejmowane przez zarządy kolejowe i dalej eksploatowane już w ruchu publicznym. Jedną z takich kolejek polowych na terenie Polski jest Rogowska Kolej Wąskotorowa.

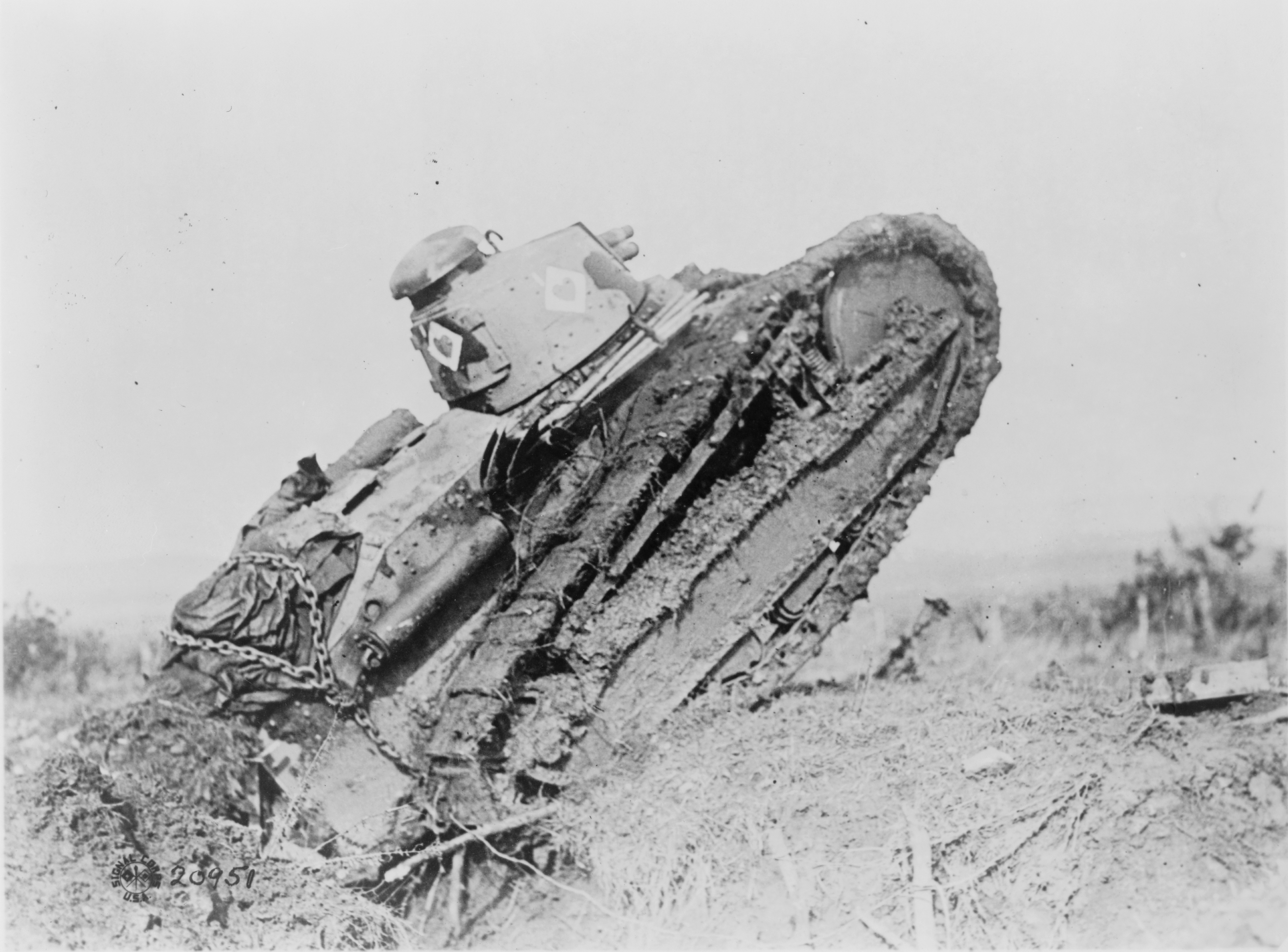
Francuski czołg FT 17 – jedna z najdoskonalszych tego typu konstrukcji na polach bitew I wojny światowej

I wojna światowa to także początki broni pancernej. Pierwsze czołgi zostały użyte podczas bitwy nad Sommą (15 września 1916). Jednak nie okazały się wówczas zbyt przydatne, lecz świetnie sprawdzały się przy zwalczaniu stanowisk karabinów maszynowych, przed którymi chroniły piechotę. Okopy, broń maszynowa, zwiad lotniczy, drut kolczasty, nowoczesna artyleria strzelająca pociskami odłamkowymi sprawiły, że walki utknęły w martwym punkcie, bo broń defensywna górowała nad ofensywną. Piechota, jako że była uzbrojona w karabiny powtarzalne, które nie dysponowały dużą szybkostrzelnością, nie miała wystarczająco dużej siły ognia, aby zminimalizować działanie karabinów maszynowych. Z tego też względu Brytyjczycy próbowali wprowadzić czołgi na pole bitwy jako wsparcie dla mas piechoty. Później role się odwróciły i to piechota zaczęła stanowić wsparcie dla czołgów, które zaczęły się pojawiać w coraz większej liczbie na polach bitew. Ich największym sukcesem okazała się bitwa pod Cambrai w listopadzie 1917, gdzie przełamały one linię Hindenburga, zdobyły 100 dział i 8 tys. jeńców.

#### Lotnictwo

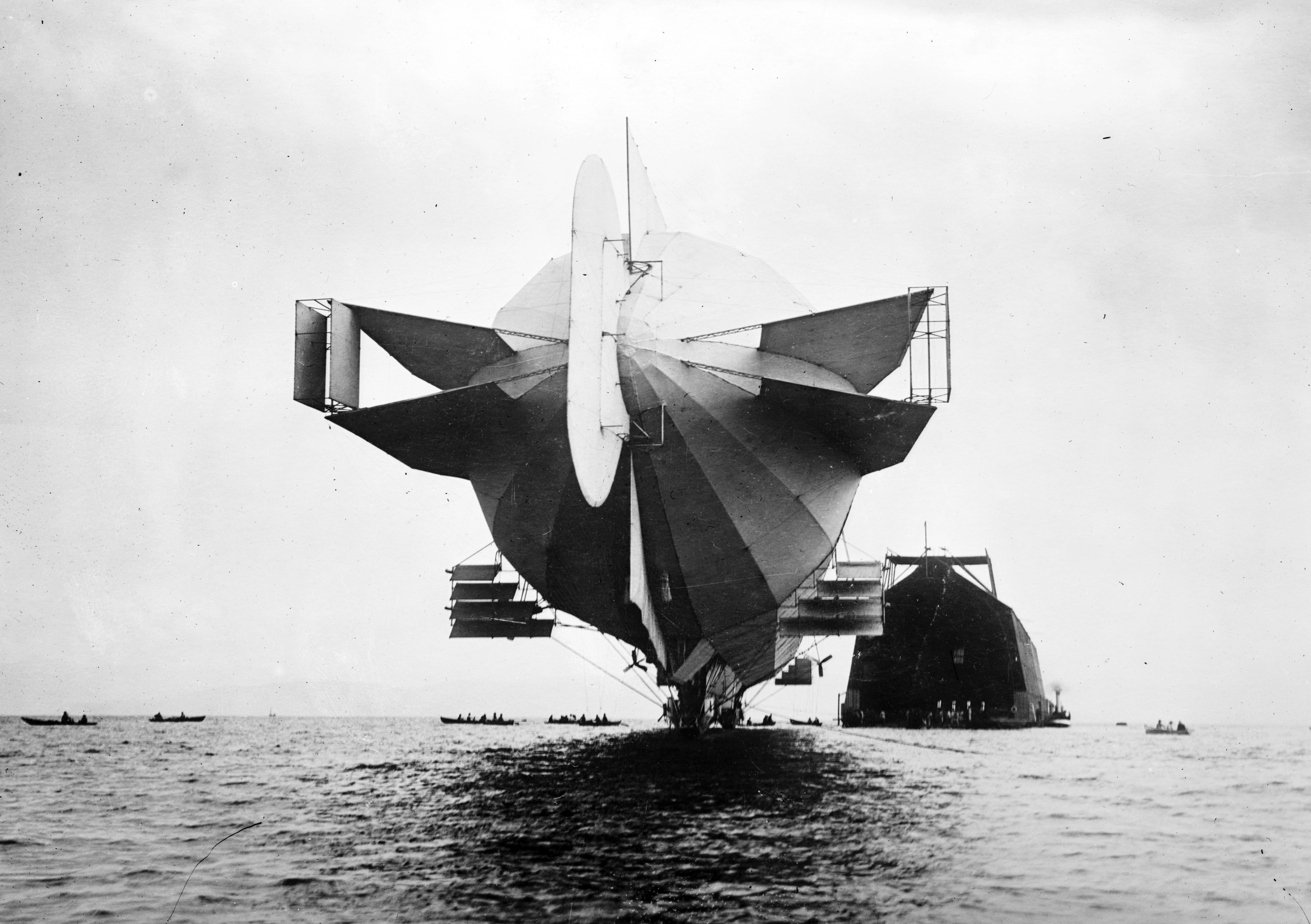
Sterowce – były używane głównie przez armię II Rzeszy do rozpoznania i bombardowania

W czasie I wojny światowej po raz pierwszy w celach wojskowych zostały użyte sterowce i samoloty. Na początku wojny podstawowym zadaniem lotnictwa było rozpoznanie i korygowanie ognia artyleryjskiego. To właśnie rekonesans lotniczy był jedną z przyczyn impasu na froncie zachodnim, bo uniemożliwiał wyprowadzenie zaskakującego natarcia.
Bombardowanie celów strategicznych głównie przy użyciu samolotów wykonywali jednak tylko Niemcy i Brytyjczycy. Do tych celów używane były także sterowce zwane zeppelinami, które jednak nie okazały się zbyt skuteczne. Podczas I wojny światowej doszło również do pierwszych bombardowań celów wyłącznie cywilnych – pierwszy taki przypadek to Karlsruhe – 22 czerwca 1916 – pięć francuskich samolotów zrzuciło bomby m.in. na miejscowy cyrk. Zginęło 85 dzieci i 34 osoby dorosłe, a liczba rannych wyniosła 169.
Pojawienie się lotnictwa wymusiło z kolei wynalezienie środków do jego zwalczania, a więc przede wszystkim artylerii przeciwlotniczej strzelającej pociskami rozpryskowymi.

##### Sterowce
Sterowce i balony były używane jako stałe punkty obserwacyjne nad linią frontu. Ich załogi składały się zazwyczaj z dwóch osób, wyposażonych w spadochrony na wypadek ostrzału nieprzyjaciela lub pożaru. Balony były łatwym celem dla lotnictwa myśliwskiego, dlatego wyposażano je w dużą liczbę karabinów przeciwlotniczych.
Niemcy używali sterowców także do nalotów na terytorium przeciwnika, m.in. w 1915 i 1916 do zbombardowania Londynu, co miało wywrzeć efekt psychologiczny na mieszkańcach tego miasta. Brytyjczycy w reakcji na to zaczęli ściągać myśliwce z linii frontu do kraju.

##### Samoloty

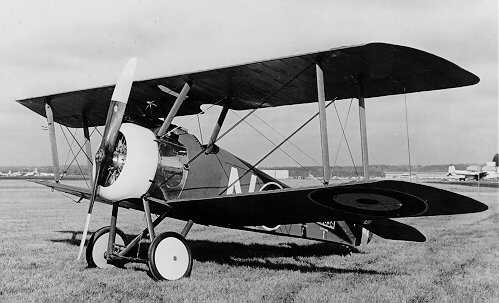
Brytyjski myśliwiec Sopwith Camel F.1

Nad polami bitew, obok powszechnie znanych sterowców, pojawiły się wkrótce pierwsze samoloty. Z samolotów rozpoznawczych rozwinęły się późniejsze myśliwce i bombowce. Myśliwce miały za zadanie chronić samoloty obserwacyjne, niszczyć maszyny nieprzyjaciela i nie pozwalać im na swobodne operowanie. Tak postawione cele mogły być zrealizowane tylko poprzez osiągnięcie zupełnego panowania w powietrzu, co mogło nastąpić poprzez zlikwidowanie myśliwców nieprzyjacielskich. Samoloty rozpoznawcze obserwowały miejsca w których lądują pociski po ich wystrzeleniu przez własną artylerię, ponadto ich załoga nanosiła na mapę rozmieszczenie okopów wroga (najpierw poprzez szkice, a później poprzez fotografowanie). Samoloty te również alarmowały o wszelkich działaniach armii przeciwnika, lokalizowały położenie baterii dział wroga. Z biegiem czasu oprócz lotnictwa zwiadowczego i myśliwskiego rozwinęło się także lotnictwo bombowe (które początkowo nie miało większego znaczenia, później jednak jego akcje zaczęły przynosić coraz większe sukcesy). Bombowce wzięły swój początek od samolotów rozpoznawczych, których piloci zaczęli obrzucać wojska przeciwnika granatami, a nawet cegłami. Później pojawiały się maszyny pozwalające na udźwignięcie większego ładunku, co ułatwiało niszczenie celów naziemnych.

#### Marynarka
U-booty (okręty podwodne) były w użyciu już od pierwszych dni walk. Marynarka Rzeszy dysponowała największą liczbą tych okrętów i próbowała za ich pomocą doprowadzić do odcięcia Wielkiej Brytanii od zaopatrzenia, stosując tzw. taktykę „nieograniczonej wojny podwodnej”. Celem takich działań miało być topienie jak największego tonażu statków, który nie mógł być już uzupełniony. Początkowe sukcesy U-bootów zmusiły admiralicję brytyjską do podjęcia szeregu środków do zwalczania tego trudnego przeciwnika. Służyć miały temu stosowane od 1915 statki-pułapki, wynalezione w 1916 bomby głębinowe, hydrofony, które zostały użyte w 1917, małe sterowce służące do patrolowania morza, specjalne okręty podwodne przeznaczone tylko do zwalczania U-bootów tzw. hunter-killer submarines. Niemcy aby zwiększyć zakres działania swoich okrętów wprowadzili U-booty zaopatrzeniowe, które przewoziły tylko paliwo, wodę i żywność dla innych okrętów.